# Liste des véhicules chez Mercedes-Benz

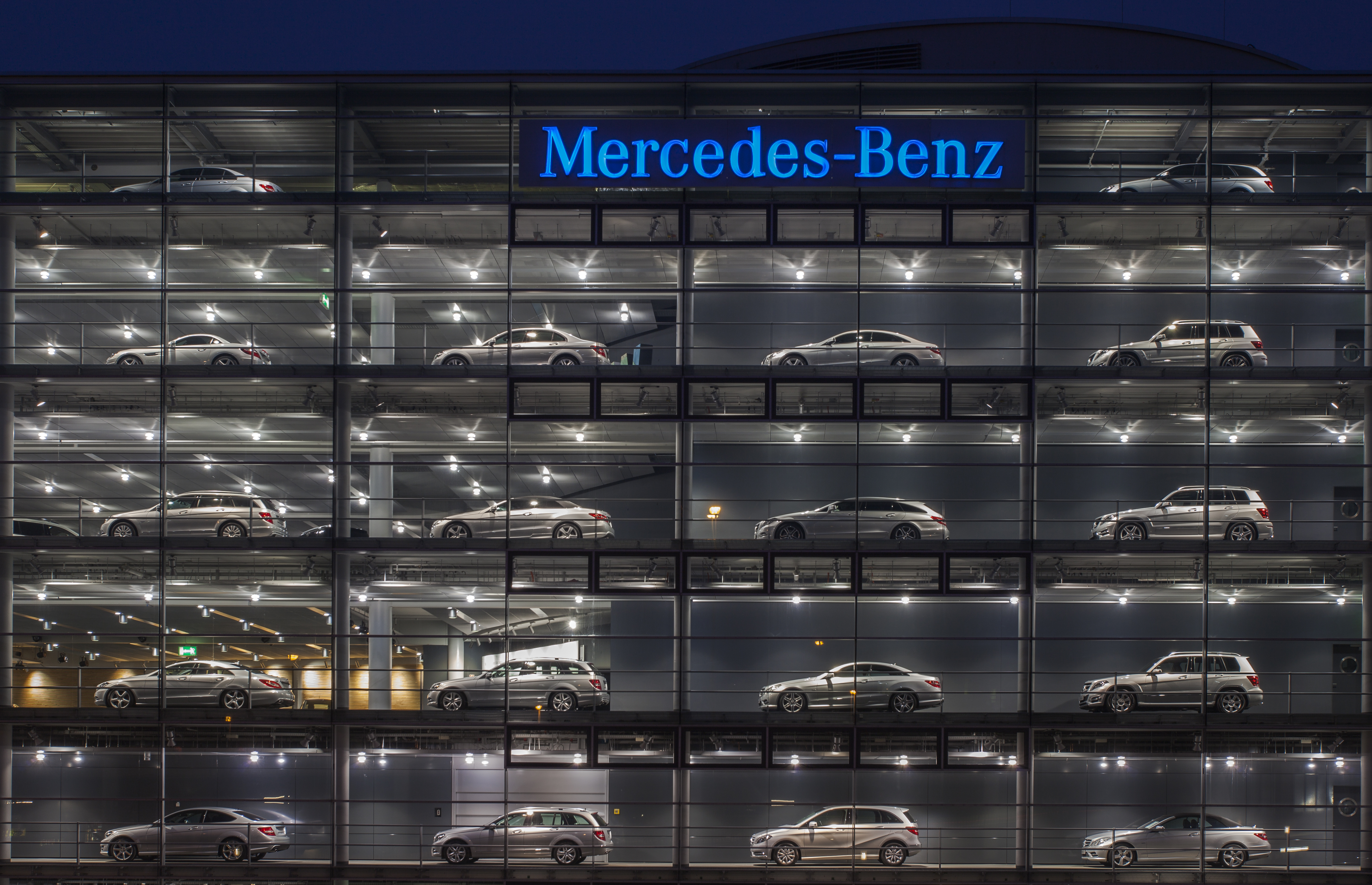
Concession de Mercedes-Benz à Munich.

Les voitures de tourisme du constructeur automobile Mercedes-Benz font partie de la division Mercedes-Benz Cars (MBC) et de Mercedes-Benz Group. Les camions et autobus Mercedes-Benz font partie de Daimler Truck.
Cet article décrit tous les véhicules vendus sous la marque déposée Mercedes-Benz.

## Comprendre la désignation
Le nom des modèles chez Mercedes-Benz est, plus souvent, défini par un ensemble d'une ou plusieurs lettres et de chiffres.
Dans certains cas, quelques véhicules ont un simple nom, comme le Citan, le Sprinter, l'Actros, le Citaro ou encore le Vito. Ces véhicules sont le plus souvent les utilitaires et poids-lourds.

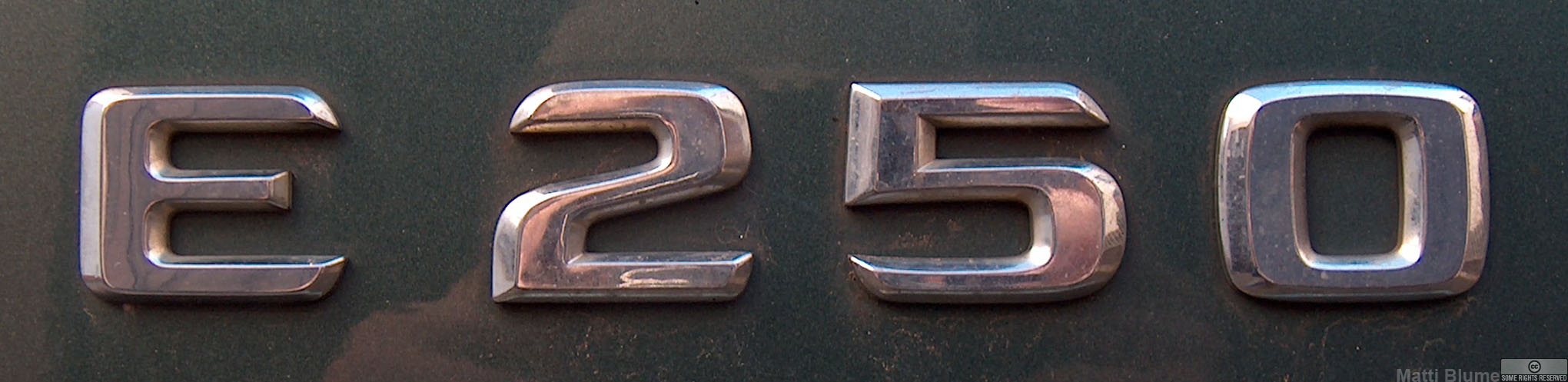

- Lettres : à partir des années 1950, la ou les lettres représentent la gamme du véhicule. Cela commença par les lettres S (Sonderklasse : Classe spéciale) et SL (Sport-Leicht : Sport-Léger), puis en 1979 le G (Geländewagen : Tout-terrain) et en 1993 la notion de Classe a été introduite (Classe C, E…). Viennent ensuite toutes les autres Classes.
Cette lettre est apposée devant le nombre à l'exception des S, SL et G où la lettre était après le nombre, qui représentait un mot indiqué plus haut. Dès 1993, la lettre sera apposée devant le nombre.
  - D'autres lettres et mots sont également posés pour nommer un modèle, tels que D, d, E, CDI, 4MATIC, BlueEfficiency, F-Cell, AMG…
  - Exemple : la lettre E du modèle 250 du Type 124 : la 250 E de 1992-1993 (E = injection en Allemand) ; la E 250 de 1993-1995 (E = Classe E).
- Chiffres : allant de 140 à 600, les chiffres représentaient, à l'origine, la cylindrée approximative du moteur installé dans le véhicule concerné (160 pouvait représenter un moteur de 1 598 cm3). À partir de 2012, Mercedes-Benz revoit la désignation de ses modèles, ne représentant plus les cylindrées. Entre la fin des années 1960 jusqu'à 1993, ces chiffres représentaient également une Série. Les chiffres sont toujours des centaines et finissant par un 0.
  - Exception des modèles AMG : chiffres des dizaines uniquement.
  - Exemple : les chiffres 250 du modèle 250 du Type 124 : la 250 E de 1992-1993 (250 = Série 200 + la cylindrée) ; la E 250 de 1993-1995 (250 = la cylindrée uniquement).

Le nom de code interne est défini par une lettre et un nombre (W222, A209, C216, X204…). Les trois numéros correspondent aux types du véhicule. Ce sont les premiers chiffres du numéro de châssis et permettent également la nomination des pièces détachées. Quant à la lettre, elle correspond à la carrosserie du véhicule (berline, cabriolet, coupés, tout-terrain…).
Le nom du modèle est, dans la plupart des cas, défini par la cylindrée du moteur. Une lettre et un numéro, ou inversement, sont inscrits le plus souvent sur le coffre du véhicule (A180 CDI, qui a une cylindrée d'environ 1,8 L, CDI indique que c'est un moteur diesel).
Pour les véhicules récents, une finition peut être donné à la voiture (Classic, Avantgarde…). Enfin, puisque chaque modèle peut avoir plusieurs moteurs différents, chacun d'eux est nommé comme les véhicules : une ou deux lettre et un numéro. La lettre M pour les essences et OM (Öl Motor) pour les diesel (M 180, OM 470…).
Exemples
- Véhicule ancien : Mercedes-Benz Heckflosse - W111 - 230 S - M 180.
- Véhicule actuel : Mercedes-Benz Classe G - W463 - G 63 AMG 6x6 - M 157.
- Véhicule lourd : Mercedes-Benz - O530 - Citaro Facelift - OM 457.

### Les Classes

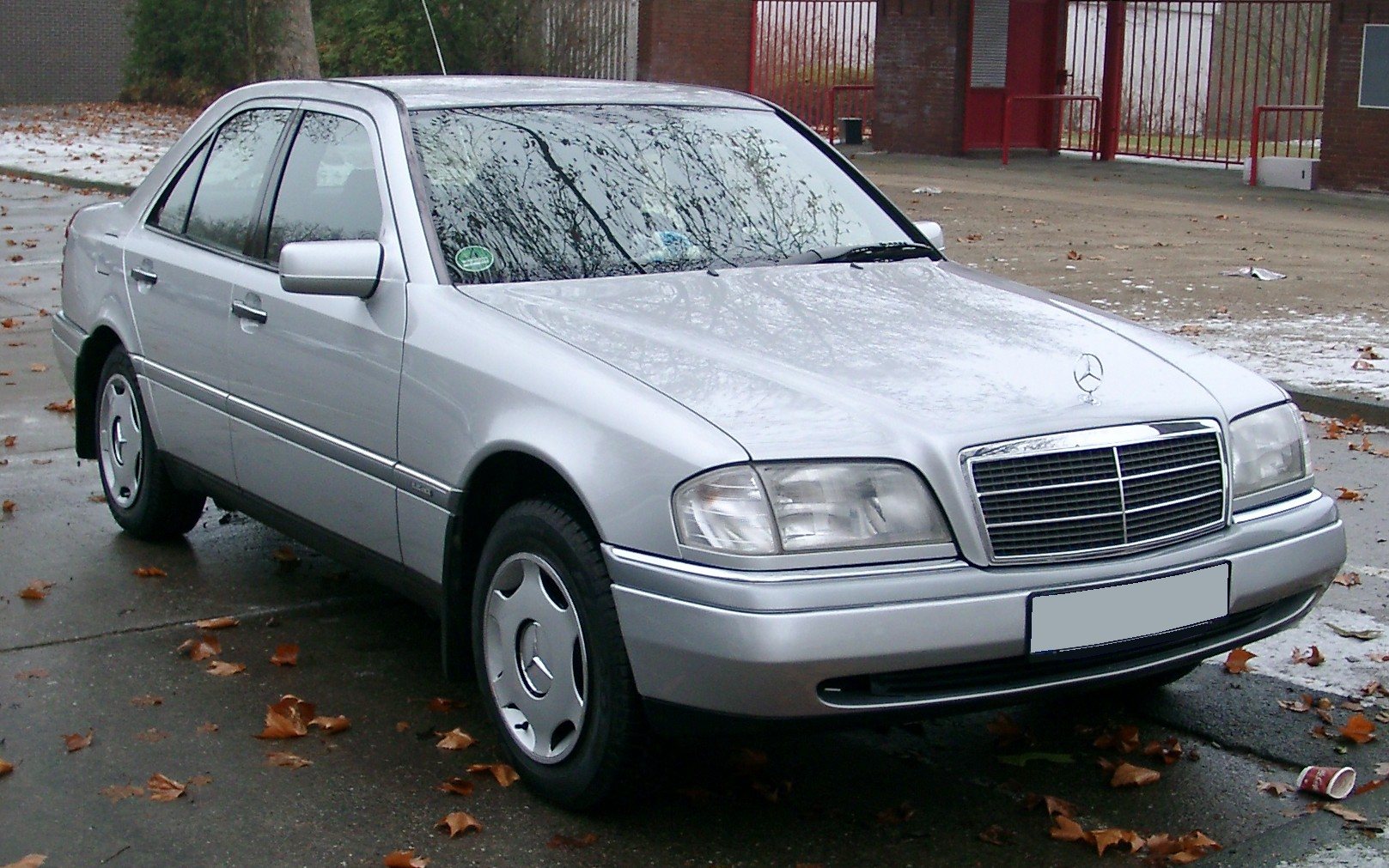
Mercedes-Benz Type 202 (Classe C).

La désignation des Classes a été créée en 1993 lors du lancement de la Type 202 de la gamme familiale (Classe C). Durant cette année, les véhicules des gammes routière (Classe E), berline luxueuse (Classe S), sportive (Classe SL) et tout-terrain (Classe G) changeront également de désignation.
Entre 1993 et 2015, la dénomination n'était pas centrée sur le niveau de gamme et la distinction se faisait entre les berlines (A, C, E, S), les monospaces (B, R, V), les coupés (CLK, CL), les cabriolets (SLK, SL) et les tout-terrains (G, GLK, GL, ML).
Depuis 2015, la dénomination est centrée sur le niveau de gamme (A, C, E, S) en ajoutant le préfixe CL pour les coupés 4 portes, SL pour les roadsters et GL pour les SUV. Il existe aujourd'hui plus de vingt classes différentes.
| Classes    | Définition                                          | Années      | Gammes et carrosseries                                     | Types                               | Notes                                                    |
| ---------- | --------------------------------------------------- | ----------- | ---------------------------------------------------------- | ----------------------------------- | -------------------------------------------------------- |
| Classe A   |                                                     | 1997 - ...  | Citadine, Compacte et Polyvalente                          | 168, 169, 176 et 177                |                                                          |
| Classe CLA |                                                     | 2013 - ...  | Compact Coupé et Shooting-Break sportif                    | 117 et 118                          | Dérivées de la Classe A Type 176 et 177.                 |
| Classe GLA |                                                     | 2014 - ...  | SUV Compact (Crossover)                                    | 156 et 247                          | Dérivée de la Classe A Type 176 et 177.                  |
| EQA        |                                                     |             | SUV Compact électrique                                     |                                     |                                                          |
| Classe B   |                                                     | 2005 - ...  | Monospace Compact                                          | 245, 246 / 242 et 247               |                                                          |
| Classe GLB |                                                     | 2019 - ...  | SUV Monospace Compact (Crossover)                          | 247                                 | Dérivée de la Classe B Type 247.                         |
| Classe C   | Classic (Classique)                                 | 1993 - ...  | Familiale                                                  | 202, 203, 204 et 205                |                                                          |
| Classe CLC | Coupé-Leicht-Classic (Coupé-Léger-Classique)        | 2008 - 2010 | Coupé familial                                             | 203                                 | Dérivée de la Classe C Type 203 et 204.                  |
| Classe GLK | Geländewagen-Leicht-Kurz (Tout-terrain-Léger-Court) | 2008 - 2015 | SUV Familial                                               | 204                                 | Base de la Classe C Type 204.                            |
| Classe GLC |                                                     | 2015 - ...  | SUV Familial et SUV Coupé                                  | 253                                 | Dérivée de la Classe C Type 205. Remplace la Classe GLK. |
| EQC        |                                                     |             | SUV Familial électrique                                    |                                     |                                                          |
| Classe E   |                                                     | 1993 - ...  | Routière                                                   | 124 phase III, 210, 211, 212 et 213 |                                                          |
| Classe CLK | Coupé-Leicht-Kurz (Coupé-Léger-Court)               | 1997 - 2009 | Routière Coupé/Cabriolet                                   | 208, 209                            | Base des Classes E Type 210 et 211.                      |
| Classe M   |                                                     | 1997 - 2015 | SUV Routier                                                | 163, 164 et 166                     |                                                          |
| Classe GLE |                                                     | 2015 - ...  | SUV Routier et SUV Coupé                                   | 166, 292 et 167                     | Dérivée de la Classe E Type 213. Remplace la Classe M.   |
| Classe CLS |                                                     | 2004 - ...  | Berline coupé luxueux et shooting break luxueux 4/5 portes | 219, 218 et 257                     |                                                          |
| Classe S   | Sonderklasse (Classe Spéciale)                      | 1993 - ...  | Berline et Limousine de prestige                           | 140, 220, 221 et 222                |                                                          |
| EQS        |                                                     |             | Berline et Limousine de prestige électrique                |                                     |                                                          |
| Classe CL  | Coupé-Lang (Coupé-Long)                             | 1993 - 2014 | Coupé de Prestige                                          | 140, 215 et 216                     | Dérivée de la Classe S.                                  |
| Classe GL  | Geländewagen-Lang (Tout-terrain-Long)               | 2006 - 2015 | SUV de Prestige                                            | 164 et 166                          | Base des Classe S et M.                                  |
| Classe GLS |                                                     | 2016 - ...  | SUV de prestige                                            | 166                                 | Dérivée des Classe S et M. Remplace la Classe GL.        |
| EQS SUV    |                                                     |             | SUV de prestige électrique                                 |                                     |                                                          |
| Classe SL  | Sport-Leicht (Sport-Léger)                          | 1993 - ...  | Roadster Coupé/Cabriolet de prestige                       | 129, 230 et 231                     |                                                          |
| Classe SLK | Sport-Leicht-Kurz (Sport-Léger-Court)               | 1996 - 2016 | Roadster Coupé/Cabriolet                                   | 170, 171 et 172                     |                                                          |
| Classe SLC | Sport-Leicht-Coupé (Sport-Léger-Coupé)              | 2016 - ...  | Roadster Coupé/Cabriolet                                   | 172                                 | Remplace la Classe SLK.                                  |
| Classe G   | Geländewagen (Tout-terrain)                         | 1993 - ...  | Tout-terrain                                               | 463 et 464                          |                                                          |
| Classe R   | Raum (Espace)                                       | 2005 - 2017 | Monospace                                                  | 251                                 |                                                          |
| Classe X   |                                                     | 2017 - ...  | Pickup tout-terrain et urbain                              | 470                                 |                                                          |
| Classe V   |                                                     | 1996 - ...  | Utilitaire                                                 | 638, 639 et 447                     |                                                          |
| Gamme EQ   |                                                     | 2016 - ...  | Véhicules 100% électrique                                  |                                     |                                                          |

### Dénomination par des lettres avant 1993
Avant les Classes, les différents modèles étaient nommés selon leurs motorisations et le type de carrosserie.

#### Désignations pour les moteurs
- D = moteur diesel
- E = injection (moteur à essence à injection collecteur ou injection directe de carburant)
- e = entraînement électrique
- h = entraînement hybride
- K = compresseur (SSK), dans les nouveaux modèles également annoncé compresseur
- CDI = Common Rail Direct Injection (moteur diesel avec injection à rampe commune)
- CGI = injection d'essence stratifiée chargée (moteur à essence avec injection directe d'essence)
- NGD = Entraînement au gaz naturel (entraînement au gaz naturel comprimé)
- NGT = technologies du gaz naturel (en voiture avec compression du gaz naturel (CNG))

#### Désignations pour les carrosseries
- C = coupé
- T = Modèle T , (Transport & Tourisme) (break)
- L = empattement étendu

Exemples: Un modèle avec un moteur 3 litres à injection prend la dénomination 300 E pour la gamme W 124 et 300 SE pour la classe S W 126. Le même modèle à empattement long prend la dénomination 300 SEL et le coupé 300 SEC.

### Le nom de code interne
- Type A : désigné pour les véhicules ayant une carrosserie de type Cabriolet.
- Type BR : désigné pour les véhicules ayant une carrosserie de type Pick-up.
- Type C et CL : désigné pour les véhicules ayant une carrosserie de type Coupé.
- Type F : désigné pour les véhicules de type concept-car (Faszination ; en français : Fascination).
- Type H :
- Type L : désigné pour les véhicules ayant une carrosserie de type Tracteur routier.
- Type O : désigné pour les véhicules ayant une carrosserie de type Autobus & Autocars.
- Type R : désigné pour les véhicules ayant une carrosserie de type Roadster.
- Type S : désigné pour les véhicules ayant une carrosserie de type Break.
- Type T : désigné pour les véhicules ayant une carrosserie de type Monospace (Type 245 uniquement).
- Type V : désigné pour les véhicules ayant une carrosserie de type Berline ou SUV rallongée.
- Type VF : désigné pour les véhicules ayant une carrosserie de type Break rallongé (corbillards & ambulances).
- Type W : désigné pour les véhicules de taille standard. Ce peut être principalement les Berlines, mais également quelques SUV et Monospace.
- Type WV : désigné pour les véhicules ayant une carrosserie de type Limousine (véhicules Maybach uniquement).
- Type X : désigné pour les véhicules ayant une carrosserie de type SUV, Crossover et Shooting-Break.

### Les carrosseries

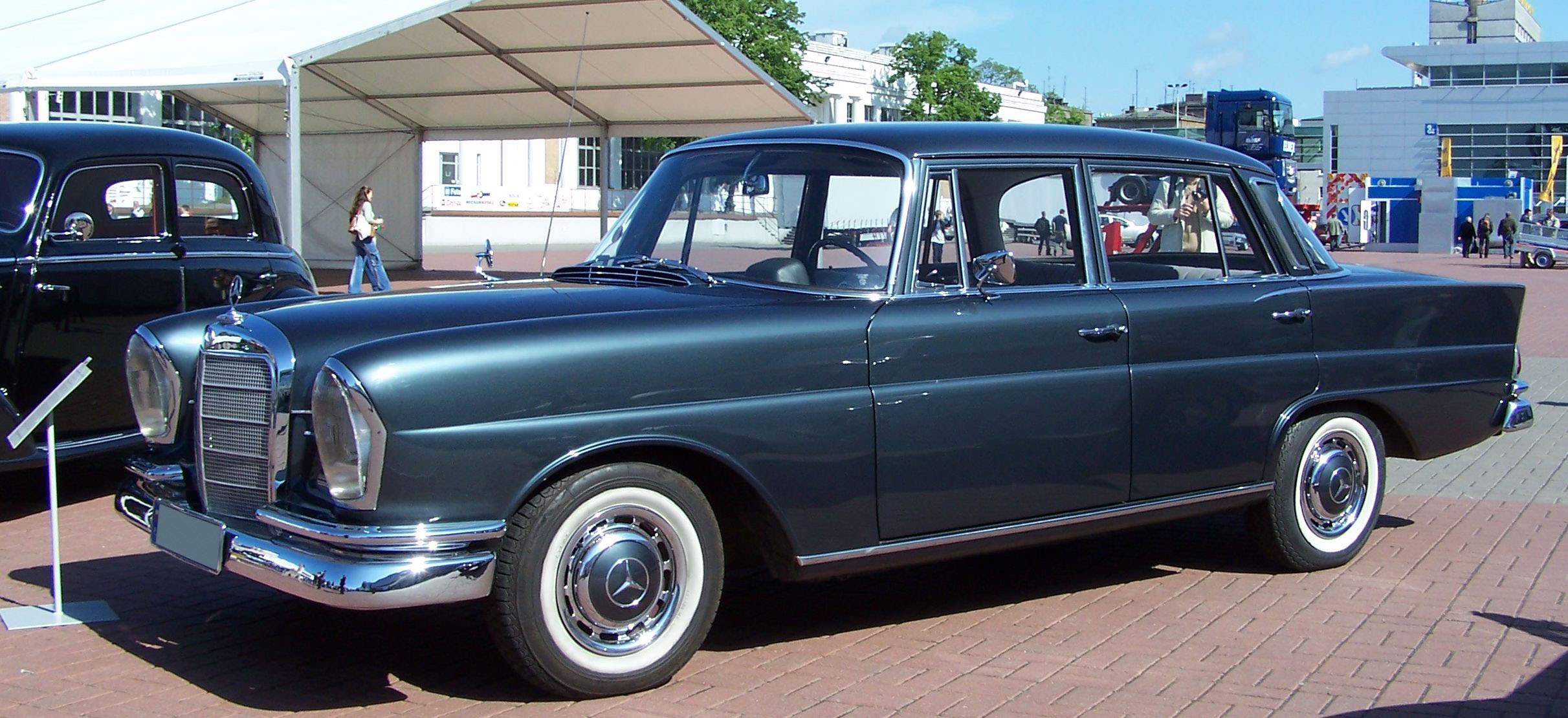
Carrosserie Heckflosse

- /8 : carrosserie spécifique des routières Types 114 et 115.
- Adenauer : carrosserie spécifique de la luxueuse Mercedes 300 des années 1950 (Types 186, 188 et 189).
- Heckflosse : carrosserie des années 1960, elle remplacera les carrosseries Adenauer & Ponton. Les Types 108, 109, 110, 111 et 112 avaient cette carrosserie.
- Gullwing : carrosserie spécifique de la SL coupé des années 1950 : la Type 198.
- Pagode : carrosserie spécifique de la SL des années 1960 : la Type 113.
- Ponton : carrosserie des années 1950 (Types 105, 120, 121, 128 et 180).
- AMG : préparateur officiel de la marque. Moteur boosté et carrosserie élargie.
- Brabus : préparateur automobile.

### Les finitions
- Ancien : de 1993 à 2013.
  - Classic : look de base.

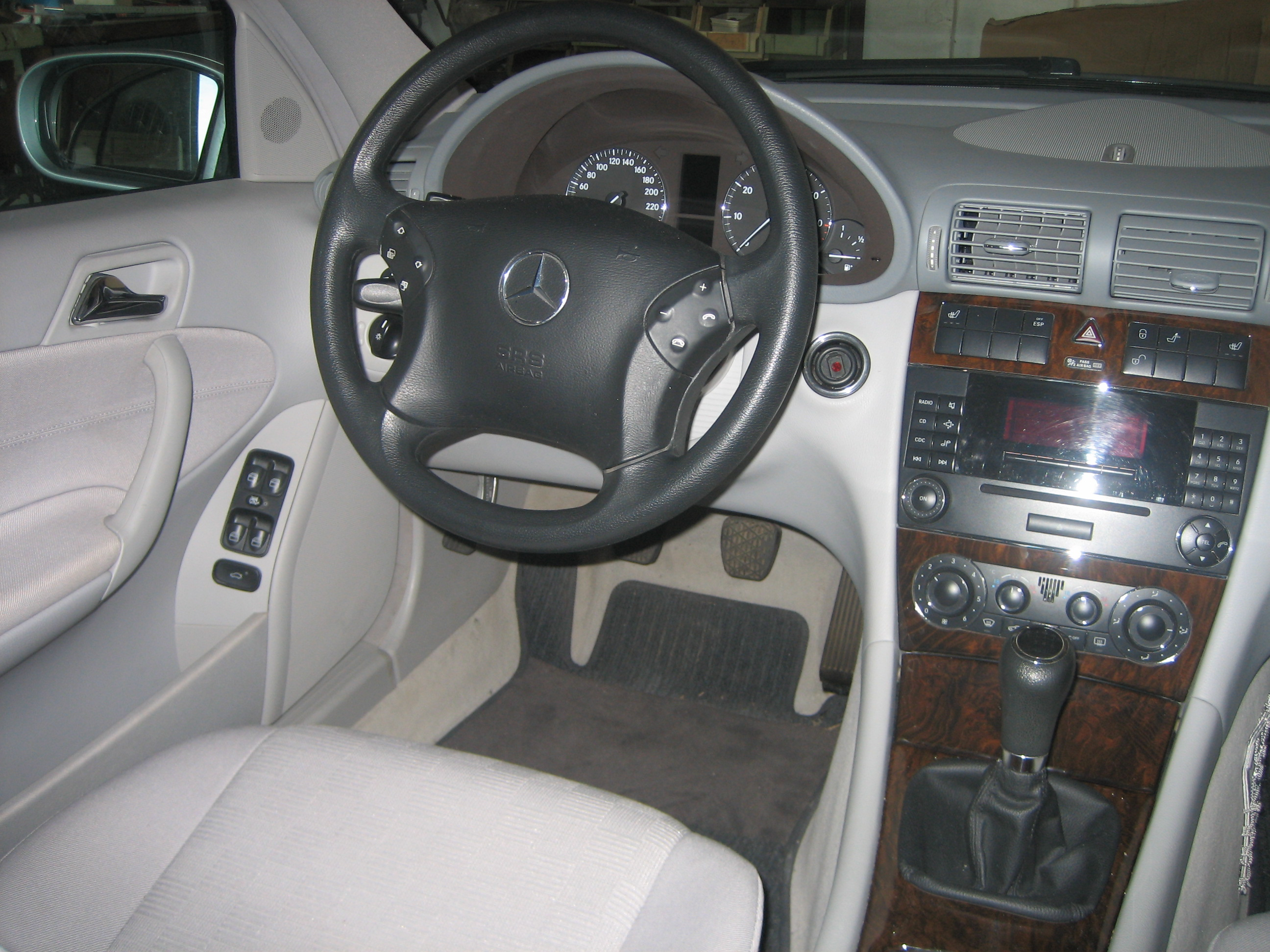
Intérieur Elegance d'une Type 203.

  - Elegance : look luxueux se voulant plus élégant.
  - Avantgarde : look sportif avec carrosserie généralement modifiée (pare-choc AV/AR, bas de caisse, jantes, ...).
  - Optima : édition spécifique pour les fins de séries (extérieur façon Avantgarde et intérieur Classic)
- Actuel : à partir de 2013
  - Intuition : finition dite entrée de gamme
  - Inspiration : finition standard avec quelques options de confort
  - Sensation : finition milieu de gamme agrémentant le véhicule de plusieurs options
  - Sportline : finition sportive bénéficiant des finitions AMG (carrosserie et jantes)
  - Fascination : finition haut de gamme et sportive
  - Executive : finition luxe réservée à quelques véhicules (CLS, S, GLE, ...)
  - Aéro/WhiteArt/... : édition spéciale selon véhicule (couleur particulière, équipement spécifique, ...)

## Production (véhicules de tourisme)

### Modèles actuels
Cette liste comprend tous les véhicules neufs de la marque pouvant être acquis par des particuliers. Date de dernière mise à jour : 21 septembre 2020.
| Classes                    | Types                         | Années                | Notes | Images |
| -------------------------- | ----------------------------- | --------------------- | --- | ------ |
| Classe A                   | Type W177                     | Depuis 2018           | Berline Compacte 5 portes - Possède 17 motorisations différentes : 10 en essence, 6 en diesel et 1 hybride. Quatrième génération de la Classe A - Succède à la Type 176. |        |
| EQA                        | 243                           | Depuis 2021           | Crossover à 5 places - Possède 3 motorisations électriques différentes |        |
| Classe CLA                 | Type C118 Type X118           | Depuis 2019           | Berline Compacte Coupé et Shooting-Brake 4/5 portes - Basé sur la Classe A Type 177 - Possède 14 motorisations différentes : 8 en essence, 5 en diesel et 1 hybride. Seconde génération de la Classe CLA - Succède à la Type 117.                                                              |        |
| Classe GLA - GLB           | Type X247                     | Depuis 2020           | SUV Compact (Crossover) 5 portes - Basé sur la Classe A Type 177 - Possède 12 motorisations différentes : 6 en essence, 5 en diesel et 1 hybride. Seconde génération de la Classe GLA - Succède à la Type 156.                                                                                 |        |
| Classe B                   | Type W247                     | Depuis 2019           | Monospace Compact 5 portes - Possède 14 motorisations différentes : 7 en essence, 6 en diesel et 1 hybride. Troisième génération de la Classe B - Succède à la Type W246. |        |
| EQB                        | Type X243                     | Depuis 2020           | Crossover à 7 places - Possède 1 motorisation 100 % électrique. |        |
| Classe C                   | Type W205 Type V205 Type S205 | Depuis 2014           | Berline et Break Familiale 4/5 portes - Possède 30 motorisations différentes : 14 en essence, 14 en diesel et 2 hybride. Quatrième génération de la Classe C - Succède aux Types 204. |        |
| Classe C Coupé - Cabriolet | Type C205 Type A205           | Depuis 2016           | Coupé/Cabriolet Familiale 2 portes - Basé sur la Classe C Type 205 - Possède 20 motorisations différentes : 13 en essence et 7 en diesel. Première génération de la Classe C Coupé - Cabriolet et troisième génération du Coupé, première du Cabriolet de la Classe C - Succède aux Types 204. |        |
| Classe GLC SUV - Coupé     | Type X253 Type C253           | Depuis 2015           | SUV Familial et SUV Coupé 5 portes - Basé sur la Classe C Type 205 - Possède 19 motorisations différentes : 9 en essence, 7 en diesel et 3 hybride. Première génération de la Classe GLC - Succède à l'ancienne Classe GLK.                                                                    |        |
| Classe E                   | Type W213 Type S213 Type X213 | Depuis 2016           | Berline, Break et Limousine Routiers 4/5 portes - Possède 31 motorisations différentes : 16 en essence, 10 en diesel et 5 hybride. Cinquième génération de la Classe E - Succède aux Types 212.                                                                                                |        |
| Classe E Coupé - Cabriolet | Type C238 Type A238           | Depuis 2017           | Coupé/Cabriolet Routiers 2 portes - Basé sur la Classe E Type 213 - Possède 14 motorisations différentes : 8 en essence et 6 en diesel. Deuxième génération de la Classe E Coupé - Cabriolet et troisième génération du Coupé/Cabriolet de la Classe E - Succède aux Types 207.                |        |
| EQE                        |                               | Depuis 2021           | Berline routière - Motorisation 100 % électrique. |        |
| EQE SUV                    |                               | Fin 2022              | SUV de Prestige 5 portes - Motorisation 100 % électrique. |        |
| Classe GLE SUV - Coupé     | Type V167 Type C167           | Depuis 2018           | SUV Familial et SUV Coupé 5 portes - Basé sur la Classe E Type 213 - Possède 15 motorisations différentes : 9 en essence, 3 en diesel et 3 hybride. Seconde génération de la Classe GLE Coupé - Succède aux Types 166 et 292.                                                                  |        |
| Classe S                   | Type W223 Type X223           | Depuis 2020           | Berline et Limousine de Prestige 4 portes - Aucune information sur les motorisations. Septième génération de la Classe S - Succède aux Types 222. |        |
| Classe S Coupé - Cabriolet | Type C217 Type A217           | Depuis 2015           | Coupé de Prestige 2 portes - Basé sur la Classe S Type 222 - Possède 6 motorisations différentes : 6 en essence, 0 en diesel. Première génération de la Classe S Coupé - Cabriolet - Succède à l'ancienne Classe CL.                                                                           |        |
| EQS                        |                               | Depuis 2021           | Berline de Prestige 4 portes - Motorisation 100 % électrique. |        |
| EQS SUV                    |                               | Depuis 2022           | SUV de Prestige 5 portes - Motorisation 100 % électrique. |        |
| Classe GLS                 | Type X167                     | Depuis 2016           | SUV de Prestige 5 portes - Basé sur la Classe S Type 222 - Possède 6 motorisations en essence uniquement. Seconde génération de la Classe GLS - Succède au Type 166. |        |
| Classe SL                  |                               | Prochainement en 2020 | Roadster Coupé/Cabriolet de Prestige 2 portes - Aucune information sur les motorisations. Huitième génération de la Classe SL - Succède à la Type 231. |        |
| AMG GT                     | Type C190                     | Depuis 2014           | Voiture de sport de Prestige 2 portes - Possède 8 motorisations différentes en essence uniquement. Succède à la SLS AMG. |        |
| Classe G                   | Type W463                     | Depuis 2018           | Véhicule tout-terrain 5 portes - Possède 9 motorisations différentes : 5 en essence et 2 en diesel. Deuxième génération du Type 463 - Succède aux Geländewagen. |        |
| Citan                      | Type W415                     | Depuis 2012           | Utilitaire de type Fourgonnette - Possède 10 motorisations différentes : 1 en essence, 9 en diesel. Succède au Vaneo. |        |
| Classe V Vito              | Type W447 Type V447           | Depuis 2014           | Utilitaire de type Fourgonnette - Possède 10 motorisations différentes : 9 en diesel et 1 électrique (depuis 2019). Succède au Viano. |        |
| EQV                        |                               | Depuis 2020           | Utilitaire de type Fourgonnette - Motorisation 1 motorisation 100 % électrique. |        |
| Sprinter                   | Type BR907 / 910              | Depuis 2018           | Utilitaire de type Fourgon - Possède 4 motorisations différentes en 7 en diesel uniquement. Troisième génération du Sprinter - Succède au Type 906. |        |

Légende des Types : A = Cabriolet ; C/CL = Coupé ; R = Roadster ; S = Break ; T= Monospace ; V = Rallongé ; VF = Break rallongé (corbillards & ambulances) ; W = Véhicule standard ; WV = Limousine (véhicules Maybach) ; X = SUV & Shooting-Brake

### Modèles anciens
Cette liste comprend tous les véhicules de la marque pouvant être acquis par des particuliers.

#### Modèles sortis après 2010
| Classes                            | Types                        | Années             | Notes | Images |
| ---------------------------------- | ---------------------------- | ------------------ | --- | ------ |
| Classe A                           | Type W176                    | 2012 - 2018        | Berline Compacte 5 portes - Reçoit un lifting en 2015 - Possède 25 motorisations différentes : 13 en essence, 12 en diesel. Troisième génération de la Classe A - Succède aux Types 169 et sera remplacé par la Type 177.                                                         |        |
| Classe CLA                         | Type C117 Type X117          | 2013 - 2019        | Berline Compacte Coupé et Shooting-Brake 4/5 portes - Basé sur la Classe A Type 176 - Possède 18 motorisations différentes : 9 en essence, 9 en diesel. Première génération de la Classe CLA - Elle ne succède à aucun véhicule et sera remplacé par la Type 118                  |        |
| Classe GLA                         | Type X156                    | 2014 - 2020        | SUV Compact (Crossover) 5 portes - Reçoit un lifting à la fin de 2015 - Basé sur la Classe A Type 176 - Possède 10 motorisations différentes : 5 en essence, 5 en diesel. Première génération de la Classe GLA - Il ne succède à aucun véhicule et sera remplacé par la Type 247. |        |
| Classe B                           | Type W246 Type W242          | 2012 - 2019        | Monospace Compact 5 portes - Possède 21 motorisations différentes : 9 en essence, 11 en diesel, 1 en électrique (Type 242). Deuxième génération de la Classe B - Succède à la Type 245 et sera remplacé par la Type 247.                                                          |        |
| EQC                                | Type N293                    | 2019 - 2023        | SUV Familial - Possède 2 motorisations 100 % électrique. |        |
| Classe M et Classe GLE SUV - Coupé | Types X166 et V166 Type C292 | 2011 - 2015 - 2018 | SUV Routier 5 portes - Basé sur la Classe E Type 213 - Possède 9 motorisations différentes : 6 en essence, 3 en diesel. Dernière génération de la Classe M et première génération de la Classe GLE - Succède au Type 164 et est remplacé par la Classe GLE (Type 167).            |        |
| Classe CLS                         | Type C257                    | 2018 - 2023        | Berline Coupé luxueux 4 portes - Basé sur les Classe E et S - Possède 12 motorisations différentes : 6 en essence et 6 en diesel. Troisième génération de la Classe SLC - Succède à la Type 218.                                                                                  |        |
| Classe GL                          | Type X166                    | 2012 - 2016        | SUV de Prestige 5 portes - Reçoit un lifting en 2014 - Possède 8 motorisations différentes : 6 en essence, 2 en diesel. Deuxième et dernière génération de la Classe GL - Succède au Type 164 et est remplacé par la Classe GLS.                                                  |        |
| Classe SLK et Classe SLC           | Type R172                    | 2011 - 2016 - 2020 | Roadster Coupé/Cabriolet 2 portes - Possède 9 motorisations différentes : 7 en essence, 2 en diesel. Troisième et dernière génération de la Classe SLK, seconde et dernière génération de la Classe SLC - Succède au Type 171.                                                    |        |
| Classe X                           | Type BR470                   | 2017 - 2020        | Pickup urbain et Pickup tout-terrain 4 portes - Possède 5 motorisations différentes en diesel uniquement. Unique génération de la Classe X - Elle ne succède à aucun véhicule et ne sera pas remplacé.                                                                            |        |

#### Modèles sortis après 1990
| Classes                    | Types                                       | Années                                | Notes | Images |
| -------------------------- | ------------------------------------------- | ------------------------------------- | --- | ------ |
| Classe A                   | Type W168 Type V168                         | 1997 - 2004 2001 - 2004               | Citadine 5 portes - Reçoit un lifting en 2001 - Possède 12 motorisations différentes commercialisées : 6 en essence, 6 en diesel. Première génération de la Classe A - Elle ne succède à aucun véhicule et est remplacé par les Types 169. |        |
| Classe A                   | Type W169 Type C169                         | 2004 - 2012                           | Citadine 3/5 portes - Reçoit un lifting en 2009 - Possède 8 motorisations différentes commercialisées : 4 en essence, 4 en diesel. Deuxième génération de la Classe A - Succède aux Types 168 et est remplacé par les Types 176. |        |
| Classe B                   | Type W245                                   | 2005 - 2011                           | Monospace Compact 5 portes - Reçoit un lifting en 2008 - Possède 6 motorisations différentes commercialisées : 4 en essence, 2 en diesel. Première génération de la Classe B - Elle ne succède à aucun véhicule et est remplacé par les Types W246 & W242. |        |
| Classe C                   | Type W202 Type S202                         | 1993 - 2000                           | Berline et break Familiale 4/5 portes - Possède 20 motorisations différentes : 13 en essence, 7 en diesel. Première génération de la Classe C - Succède aux Mercedes-Benz 190 (Type 201) et est remplacée par les Types 203. |        |
| Classe C — Classe CLC      | Type W203 Type S203 Type CL203 — Type CL203 | 2000 - 2007 2000 - 2008 — 2008 - 2010 | Berline, Break et Coupé Familiale 3/4/5 portes - Possède 24 motorisations différentes : 13 en essence, 11 en diesel. Deuxième génération de la Classe C - Succède aux Types 202 et est remplacé par les Types 204. — Coupé Familiale 3 portes - Possède 8 motorisations différentes : 6 en essence, 2 en diesel. Unique génération de la Classe CLC - Succède à la Type CL203 et est remplacé par la Type C204. | —      |
| Classe C                   | Type W204 Type S204 Type C204               | 2007 - 2014 2011 - 2014               | Berline, Break et Coupé Familiale 3/4/5 portes - Possède 29 motorisations différentes : 16 en essence, 13 en diesel. Troisième génération de la Classe C - Succède aux Types 203 ainsi que la Classe CLC et est remplacé par les Types 205. |        |
| Classe CLK                 | Type C208 Type A208                         | 1997 - 2002 1998 - 2003               | Coupé/Cabriolet Routière 2 portes basé sur la Classe C mais reprenant les traits de la Classe E - Possède 8 motorisations différentes en essence uniquement. Première génération de la Classe CLK - Succède aux Types 124 Coupé - Cabriolet et est remplacé par les Types 209. |        |
| Classe CLK                 | Type C209 Type A209                         | 2002 - 2009 2003 - 2010               | Coupé/Cabriolet Routière 2 portes basé sur la Classe C mais reprenant les traits de la Classe E - Possède 17 motorisations différentes : 14 en essence, 3 en diesel. Deuxième et dernière génération de la Classe CLK - Succède aux Types 208 et est remplacé par la Classe E Coupé - Cabriolet. |        |
| Classe E                   | Type W210 Type S210 Type V210 Type VF210    | 1995 - 2002                           | Berline et Break Routière 4/5 portes - Possède 46 motorisations différentes : 33 en essence, 13 en diesel. Deuxième génération de la Classe E - Succède aux Types 124 et est remplacé par les Types 211. |        |
| Classe E                   | Type W211 Type S211                         | 2002 - 2009                           | Berline et Break Routière 4/5 portes - Possède 22 motorisations différentes : 11 en essence, 11 en diesel. Troisième génération de la Classe E - Succède aux Types 210 et est remplacé par les Types 212. |        |
| Classe E                   | Type W212 Type S212 Type V212               | 2009 - 2016                           | Berline et Break Routière 4/5 portes - Reçoit un lifting en 2013 - Possède 38 motorisations différentes : 30 en essence, 8 en diesel. Quatrième génération de la Classe E - Succède aux Types 211 et est remplacé par les Types 213. |        |
| Classe E Coupé - Cabriolet | Type C207 Type A207                         | 2009 - 2016                           | Coupé/Cabriolet Routière 2 portes - Basé sur la Classe E Type 212 - Reçoit un lifting en 2013 - Possède 27 motorisations différentes : 13 en essence, 9 en diesel. Première génération de la Classe E Coupé - Cabriolet et deuxième génération du Coupé/Cabriolet de la Classe E - Succède aux Types 124 et est remplacé par les Types 213.                                                                     |        |
| Classe CLS                 | Type C219                                   | 2004 - 2010                           | Berline Coupé et Shooting-Brake luxueux 4/5 portes - Basé sur les Classe E et S - Possède 10 motorisations différentes : 8 en essence, 2 en diesel. Première génération de la Classe CLS - Elle ne succède à aucun véhicule et est remplacé par les Types 218. |        |
| Classe G                   | Type W463 Type C463                         | Depuis 1990                           | Véhicule tout-terrain 3/5 portes - A reçu plusieurs liftings - Possède 4 motorisations différentes (à partir de 2015) : 3 en essence, 1 en diesel. Quatrième génération de la Classe G - Succède aux Types 462. |        |
| Classe GL                  | Type X164                                   | 2006 - 2012                           | SUV de Prestige 5 portes - Reçoit un lifting en 2009 - Possède 8 motorisations différentes : 2 en essence, 6 en diesel. Première génération de la Classe GL - Il ne succède à aucun véhicule et est remplacé par le Type 166. |        |
| Classe GLK                 | Type X166                                   | 2008 - 2015                           | SUV Familiale 5 portes - Reçoit un lifting en 2012 - Possède 17 motorisations différentes : 7 en essence, 10 en diesel. Unique génération de la Classe GLK - Il ne succède à aucun véhicule et est remplacé par la Classe GLC. |        |
| Classe M                   | Type W163                                   | 1997 - 2005                           | SUV Routier 5 portes - Reçoit un lifting en 2001 - Possède 9 motorisations différentes : 7 en essence, 2 en diesel. Première génération de la Classe M - Il ne succède à aucun véhicule et est remplacé par le Type 164. |        |
| Classe M                   | Type W164                                   | 2005 - 2011                           | SUV Routier 5 portes - Reçoit un lifting en 2008 - Possède 14 motorisations différentes : 4 en essence, 9 en diesel, 1 en hybride. Deuxième génération de la Classe M - Succède au Type 163 et est remplacé par le Type 166. |        |
| Classe R                   | Type W251 Type V251                         | 2005 - 2017                           | Monospace 5/8 places - Reçoit un lifting en 2010 - Possède 19 motorisations différentes : 10 en essence, 9 en diesel. Unique génération de la Classe R - N'a aucun prédécesseur ni successeur. |        |
| Classe CL                  | Type 140                                    | 1992 - 1999                           | Coupé de Prestige 2 portes - Basé sur la Classe S Type 140 - Possède 8 motorisations différentes en essence uniquement. Première génération de la Classe CL - Succède à la Type 126 et est remplacé par la Type 215. |        |
| Classe CL                  | Type 215                                    | 1999 - 2006                           | Coupé de Prestige 2 portes - Basé sur la Classe S Type 220 - Possède 7 motorisations différentes en essence uniquement. Deuxième génération de la Classe CL - Succède à la Type 140 et est remplacé par la Type 216. |        |
| Classe CL                  | Type 216                                    | 2006 - 2014                           | Coupé de Prestige 2 portes - Basé sur la Classe S Type 221 - Possède 8 motorisations différentes en essence uniquement. Troisième et dernière génération de la Classe CL - Succède à la Type 215 et est remplacé par la Classe S Coupé - Cabriolet. |        |
| Classe S                   | Type W140                                   | 1991 - 1999                           | Berline et Limousine de Prestige 4 portes - Possède 7 motorisations différentes : 5 en essence (dont un V12), 2 en diesel. Succède au Type 126 et est remplacé par la Type 220 |        |
| Classe S                   | Type W220 Type V220                         | 1998 - 2005                           | Berline et Limousine de Prestige 4 portes - Reçoit un lifting en 2002 - Possède 15 motorisations différentes : 11 en essence, 4 en diesel. Deuxième génération de la Classe S - Succède au Type 140 et est remplacé par la Type 221. |        |
| Classe S                   | Type W221 Type V221                         | 2005 - 2013                           | Berline et Limousine de Prestige 4 portes - Reçoit un lifting en 2009 - Possède 20 motorisations différentes : 13 en essence, 7 en diesel. Troisième génération de la Classe S - Succède au Type 220 et est remplacé par la Type 222. |        |
| Classe SL                  | Type R129                                   | 1989 - 2001                           | Roadster Coupé de Prestige 2 portes - Possède 6 motorisations différentes en essence uniquement. Succède au Type 107 et est remplacé par la Type 230 |        |
| Classe SL                  | Type R230                                   | 2001 - 2013                           | Roadster Coupé/Cabriolet de Prestige 2 portes - Reçoit un lifting en 2006 ainsi qu'en 2008 - Possède 15 motorisations différentes en essence uniquement. Deuxième génération de la Classe SL - Succède au Type 129 et est remplacé par la Type 231. |        |
| Classe SLK                 | Type R170                                   | 1996 - 2004                           | Roadster Coupé/Cabriolet 2 portes - Reçoit un lifting en 2000 - Possède 7 motorisations différentes en essence uniquement. Première génération de la Classe SLK - N'a aucun prédécesseur et est remplacé par la Type 171. |        |
| Classe SLK                 | Type R171                                   | 2004 - 2011                           | Roadster Coupé/Cabriolet 2 portes - Reçoit un lifting en 2008 - Possède 8 motorisations différentes en essence uniquement. Deuxième génération de la Classe SLK - Succède au Type 170 et est remplacé par la Type 172. |        |
| CLK GTR                    | Type C208                                   | 1997 - 1999                           | Supercar 2 portes - Possède 3 motorisations différentes en essence uniquement. N'a aucun prédécesseur et est remplacé par la SLR McLaren. |        |
| SLR McLaren                | Type C199 Type R199                         | 2003 - 2009                           | Supercar 2 portes - Possède 1 motorisations en essence uniquement. Succède la CLK GTR et est remplacé par la SLS AMG. |        |
| SLS AMG                    | Type C197 Type R197                         | 2009 - 2014                           | Supercar 2 portes - Possède 1 motorisations en essence uniquement. Succède la SLR McLaren et est remplacé par la Mercedes-AMG GT. |        |
| Vaneo                      | Type W414                                   | 2001 - 2005                           | Ludospace 5/7 places - Basé sur la Classe A Type 168 - Possède 5 motorisations différentes : 3 en essence, 2 en diesel. N'a aucun prédécesseur et est remplacé indirectement par la Classe B ainsi que le Citan. |        |
| MB140                      | /                                           | 1995 - 2003                           | Van et minibus fabriqué avec la marque SsangYong pour le marché asiatique principalement - Basé sur l'ancien MB100 - |        |
| Viano                      | Type W638                                   |                                       | |        |
| Viano                      | Type W639                                   |                                       | |        |
| Sprinter                   | Type 901 à 905                              |                                       | |        |
| Sprinter                   | Type 906                                    |                                       | |        |

Légende des Types : A = Cabriolet ; C/CL = Coupé ; R = Roadster ; S = Break ; T= Monospace ; V = Rallongé ; VF = Break rallongé (corbillards & ambulances) ; W = Véhicule standard ; WV = Limousine (véhicules Maybach) ; X = SUV & Shooting-Brake

#### Modèles de 1970 à 1990
| Classes/Séries | Types                              | Années      | Notes | Images |
| -------------- | ---------------------------------- | ----------- | --- | ------ |
| Série 190      | Type W201                          | 1982 - 1993 | Première Berline Familiale tricorps de la marque - Possède 8 motorisations différentes : 5 en essence, 3 en diesel. - remplacée par les Types 202.                                                                           |        |
| /8             | Type W114 C114 V114 Type W115 V115 | 1968 - 1976 | Berline, Coupé, Limousine - remplacées par les Types 123 |        |
| Séries 200/300 | Type W123 S123 C123 V123 F123      | 1975 - 1986 | Berline, Break, Coupé, Limousine et Break rallongé (corbillards & ambulances) - remplacées par les Types 124 |        |
|                | Type W124 S124 C124 A124           | 1984 - 1997 | Berline, limousine, coupé, cabriolet, break - remplacées par les Types 210 |        |
|                | Type W460                          | 1979 - 1990 | Véhicule tout-terrain 3/5 portes - Possède 7 motorisations différentes : 4 en essence, 3 en diesel. Première génération de la Classe G (phase I) - Remplacée par le Type 461 (version militaire) /Type 463 (version civile). |        |
|                | Type W116                          | 1972 - 1981 | Berline de Prestige 4 portes - Possède 5 motorisations différentes : 4 en essence, 1 en diesel. Première voiture turbodiesel produite en série. Première génération de la Classe S - remplacée par les Type 126.             |        |
|                | Type W126 Type C126                | 1981 - 1992 | Berline de Prestige 4 portes ou coupé 2 portes - Possède 11 motorisations différentes : 8 en essence, 3 en diesel. Deuxième génération de la Classe S - remplacée par les Types 140.                                         |        |
|                | Type R107                          | 1971 - 1989 | Roadster cabriolet de luxe - Possède 8 motorisations différentes en essence uniquement. Succède au modèle Pagode Type 113 et remplacé par le Type R129                                                                       |        |
| SLC            | Type C107                          | 1971 - 1981 | Roadster coupé de luxe - Possède 8 motorisations différentes en essence uniquement. Remplacée par le Type C126 |        |
| MB100          | Type 631                           | 1981 - 1996 | |        |
| T1             | Type ?                             | 1977 - 1995 | |        |
| T2             | Type ?                             | 1967 - 1996 | |        |

Légende des Types : A = Cabriolet ; C/CL = Coupé ; R = Roadster ; S = Break ; T= Monospace ; V = Rallongé ;  VF = Break rallongé (corbillards & ambulances) ;W = Véhicule standard ; WV = Limousine (véhicules Maybach) ; X = SUV & Shooting-Brake

#### Modèles de 1950 à 1970
- Mercedes-Benz 220 Type 187 & 188
- Mercedes-Benz 300 Type 186 & 189
- Mercedes-Benz Ponton
  - Mercedes-Benz Ponton Type 120 & 121 : gammes routières
  - Mercedes-Benz Ponton Type 105, 180 & 128 : gammes luxueuses
- Mercedes-Benz Heckflosse
  - Mercedes-Benz Heckflosse Type 110, 111, 108 & 109 : gammes routières
  - Classe S Type 112 : gammes luxueuses
  - Classe S coupé/cabriolet
- Mercedes-Benz 600 Type 100 : le troisième modèle de plus luxueux chez Mercedes-Benz. Elle est fabriquée de 1964 à 1981. Elle avait été précédée par les Mercedes 770 Type W07 et W150. La Mercedes 600 Type W222 sort 34 ans plus tard, en 2015.
- Classe SL Type 121, 198 & 113 : gammes sportives.
- MB100 Type ? : également MB120, MB140, MB160 & MB180.
- T1 Type 601 & 602 :
- T2 Type ? :
- L206 & L207 Type ? :
- L306 Type ? :

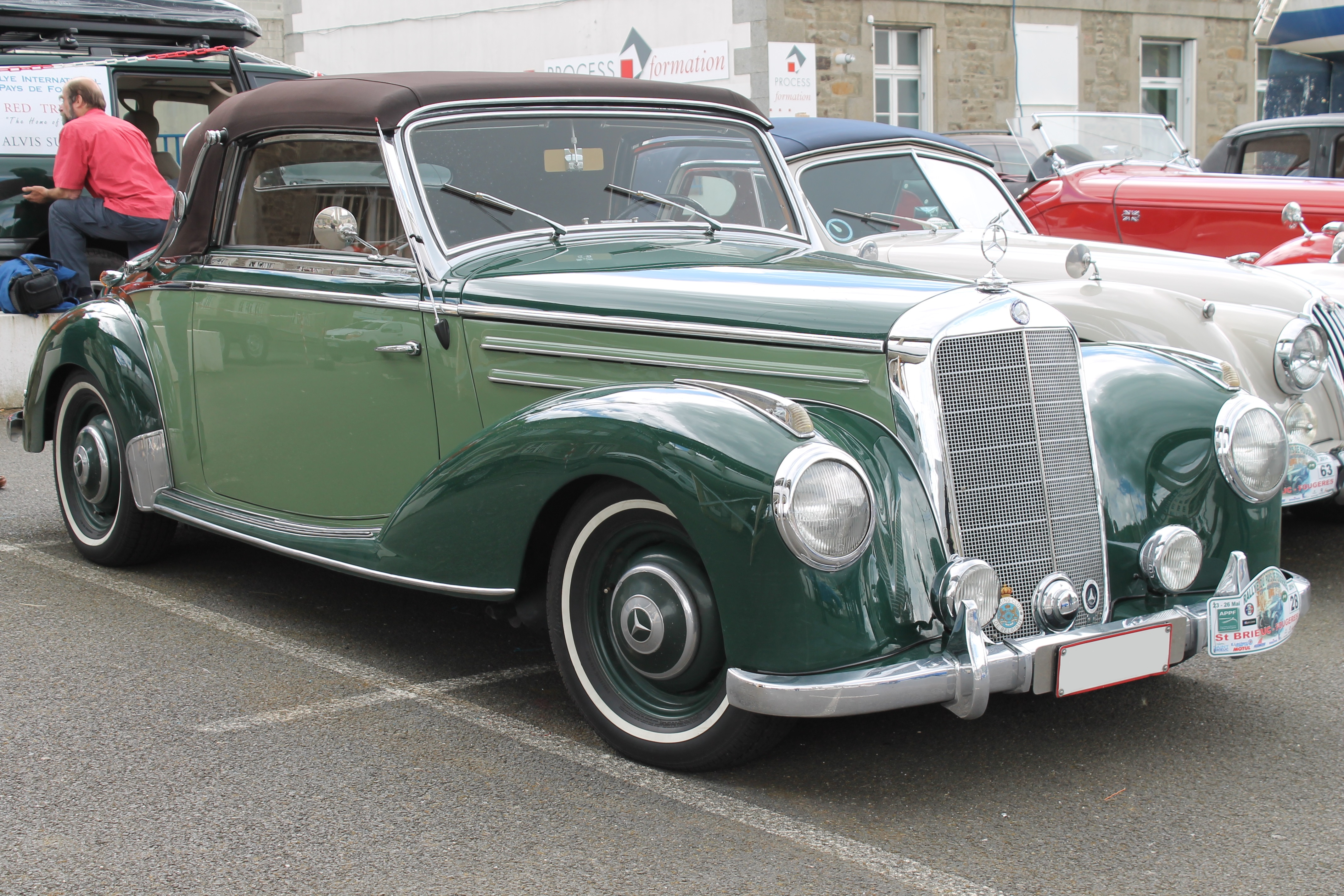
Mercedes-Benz 220 Type 187
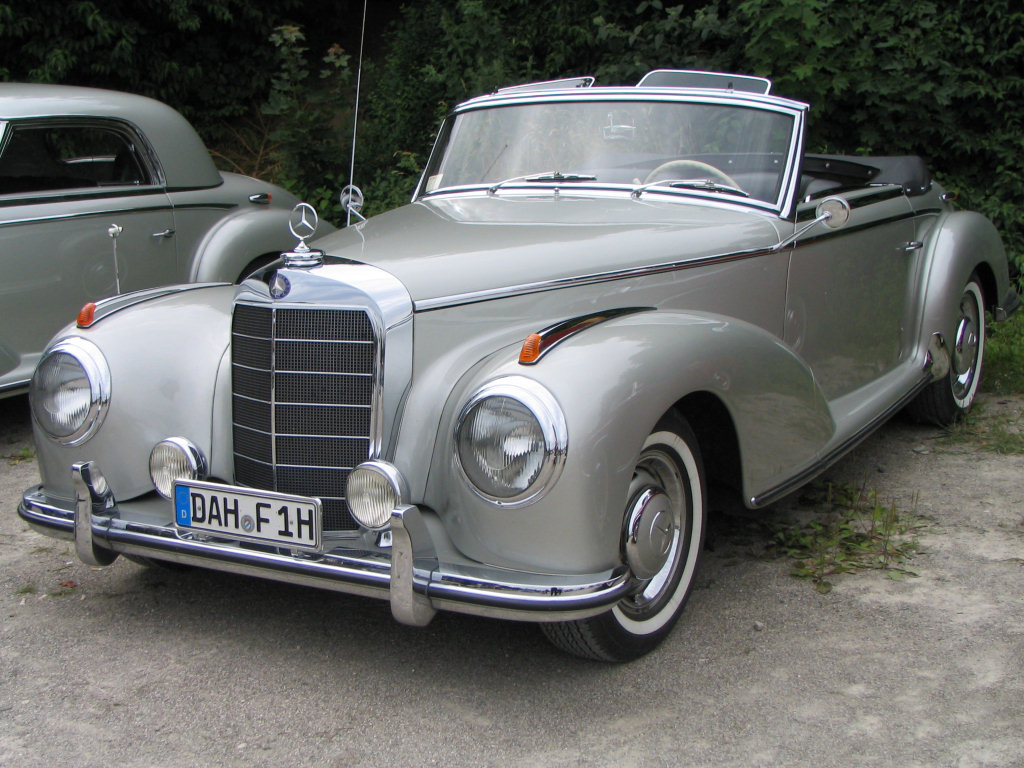
Mercedes-Benz 220 Type 188
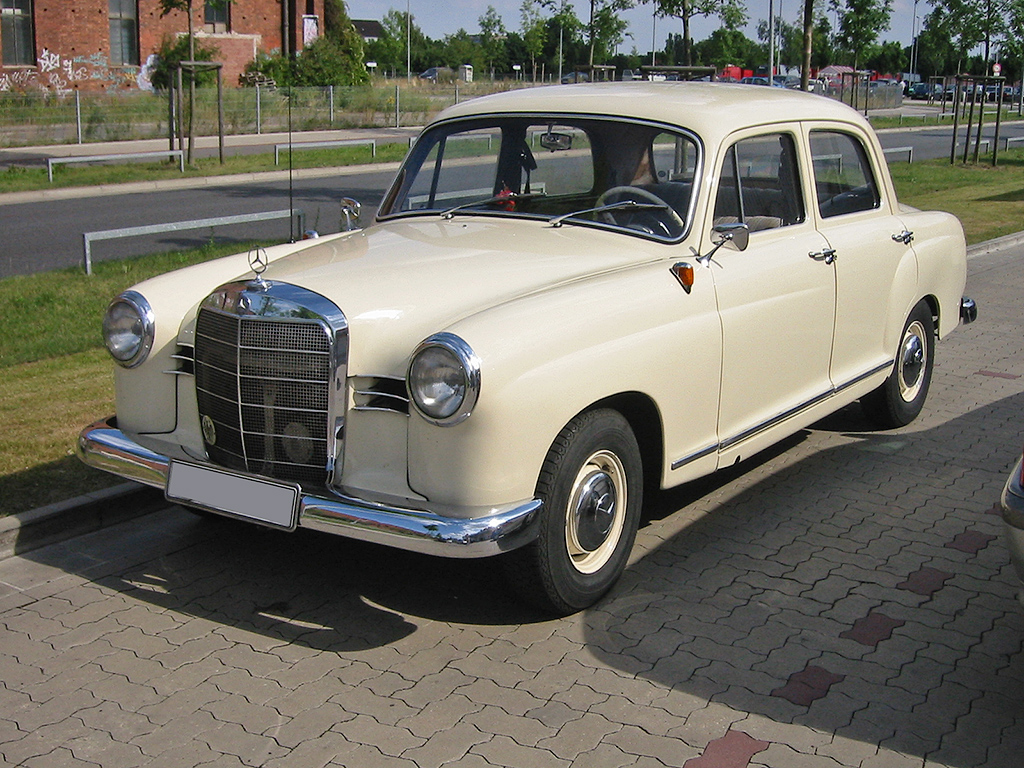
Mercedes-Benz Ponton Type 120
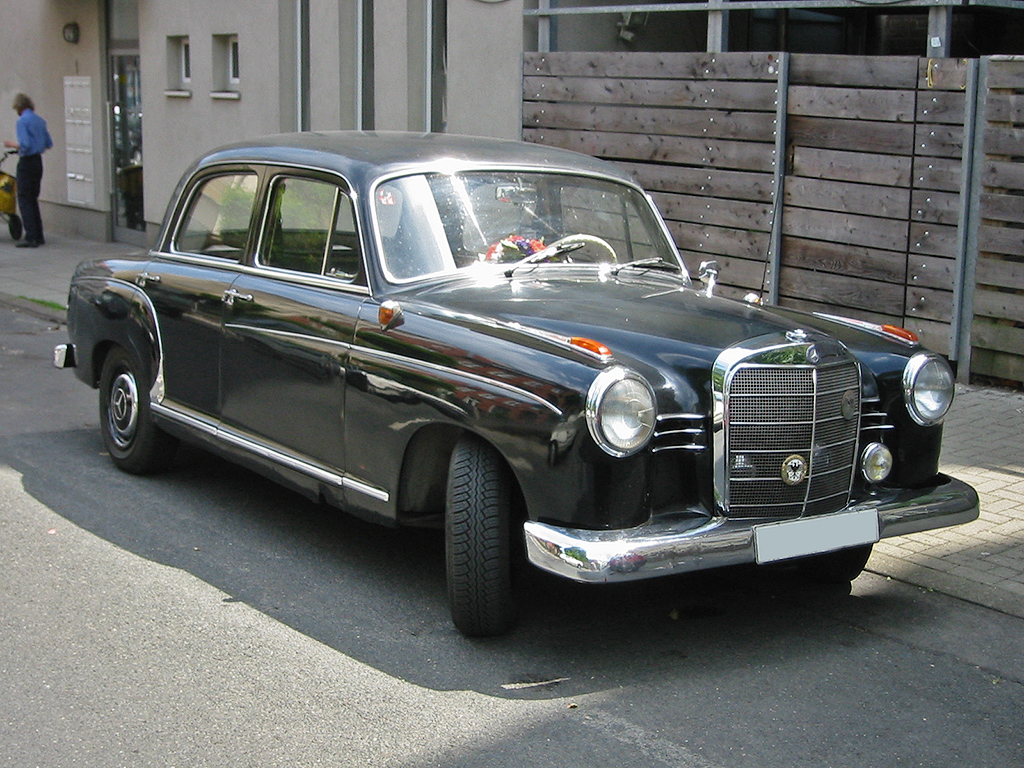
Mercedes-Benz Ponton Type 121
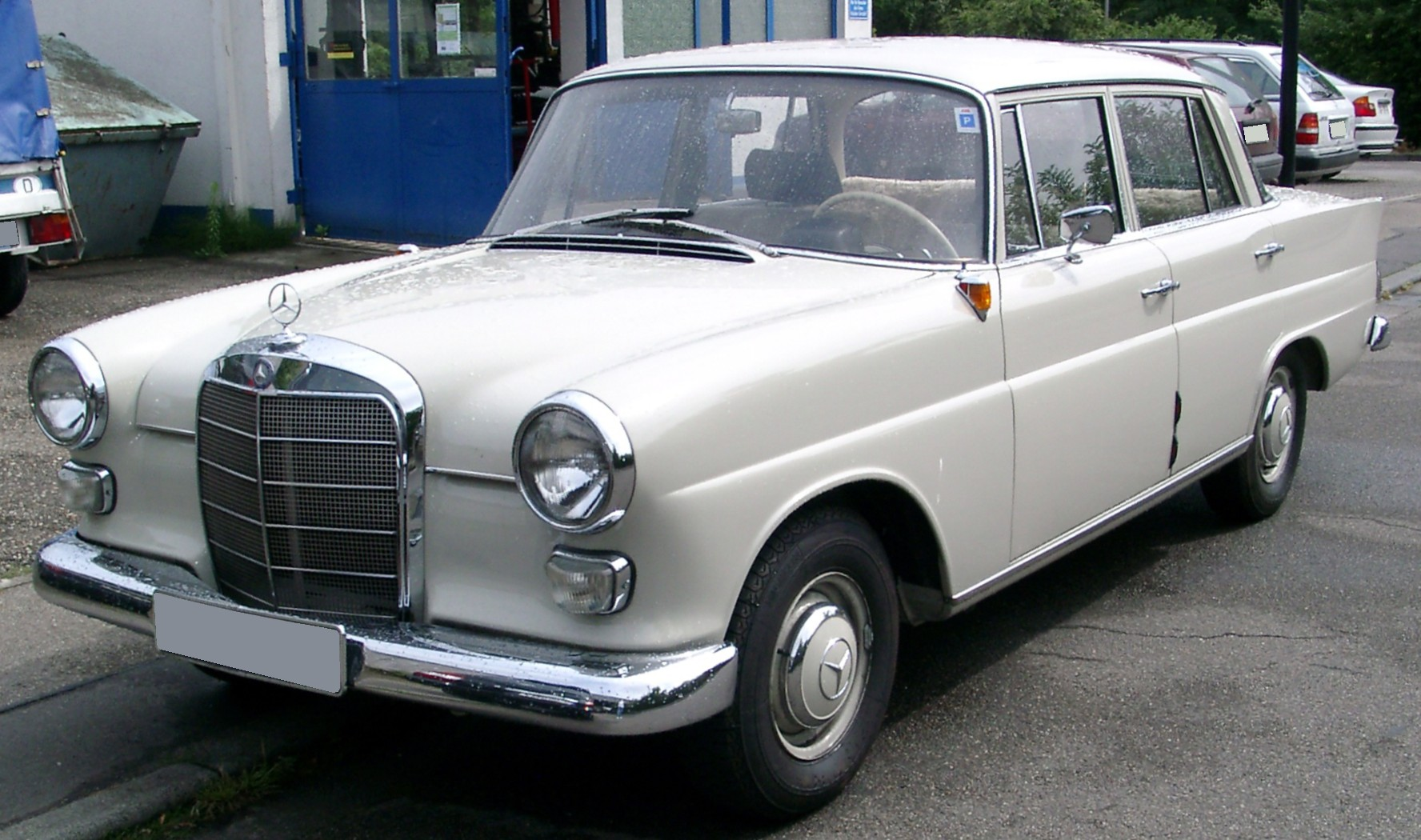
Mercedes-Benz Heckflosse Type 110
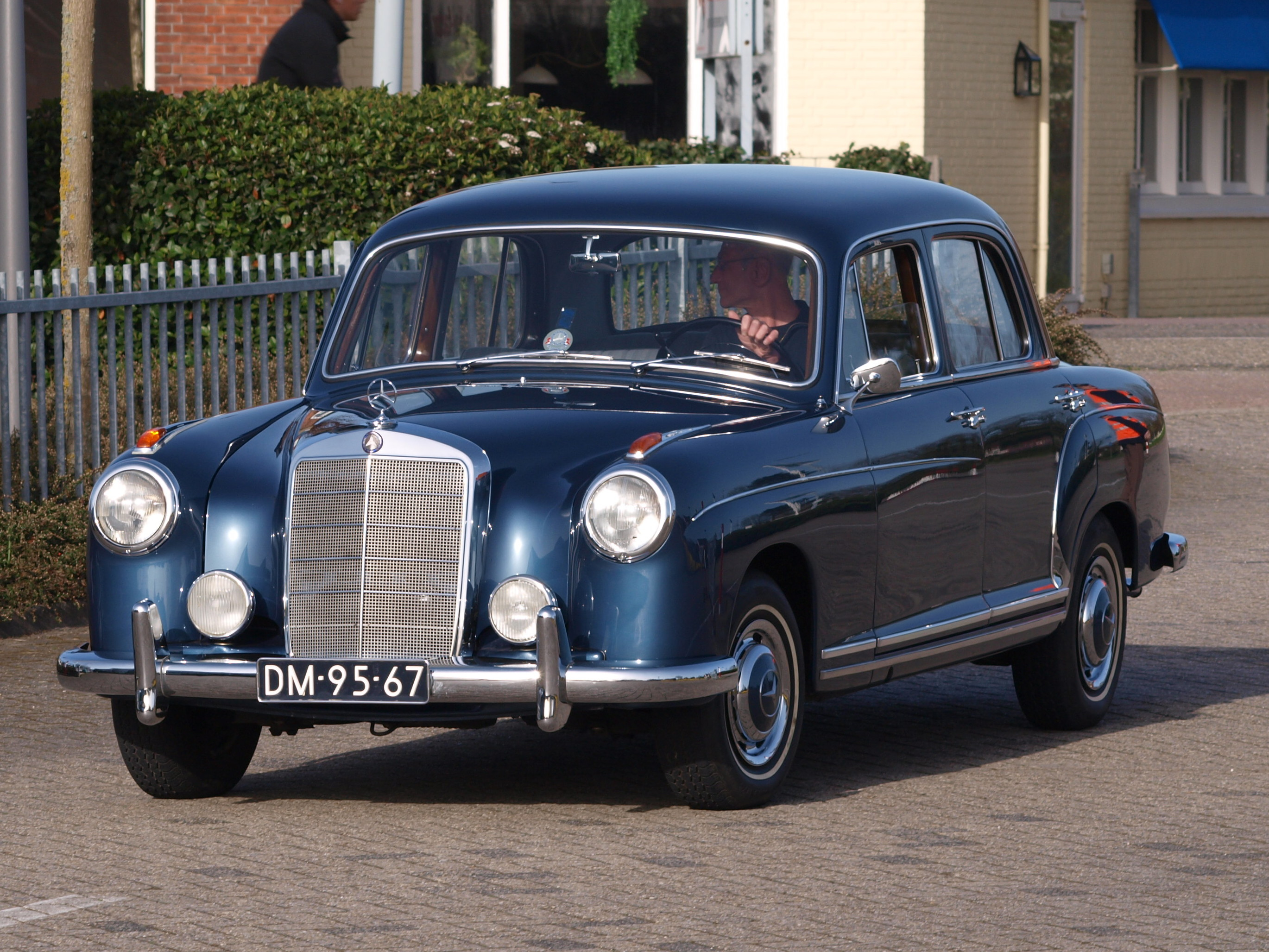
Mercedes-Benz Ponton Type 180
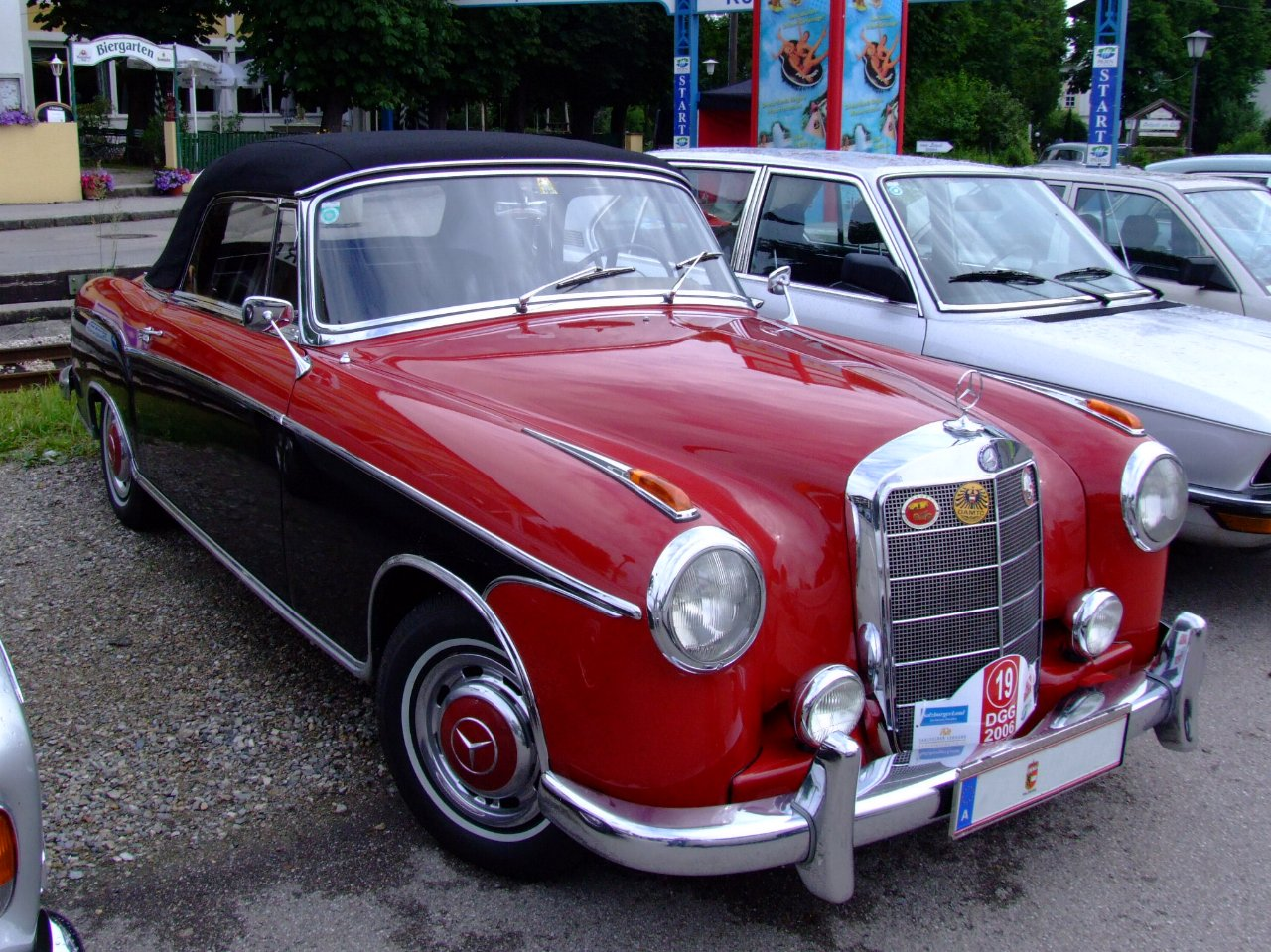
Mercedes-Benz Ponton Type 128
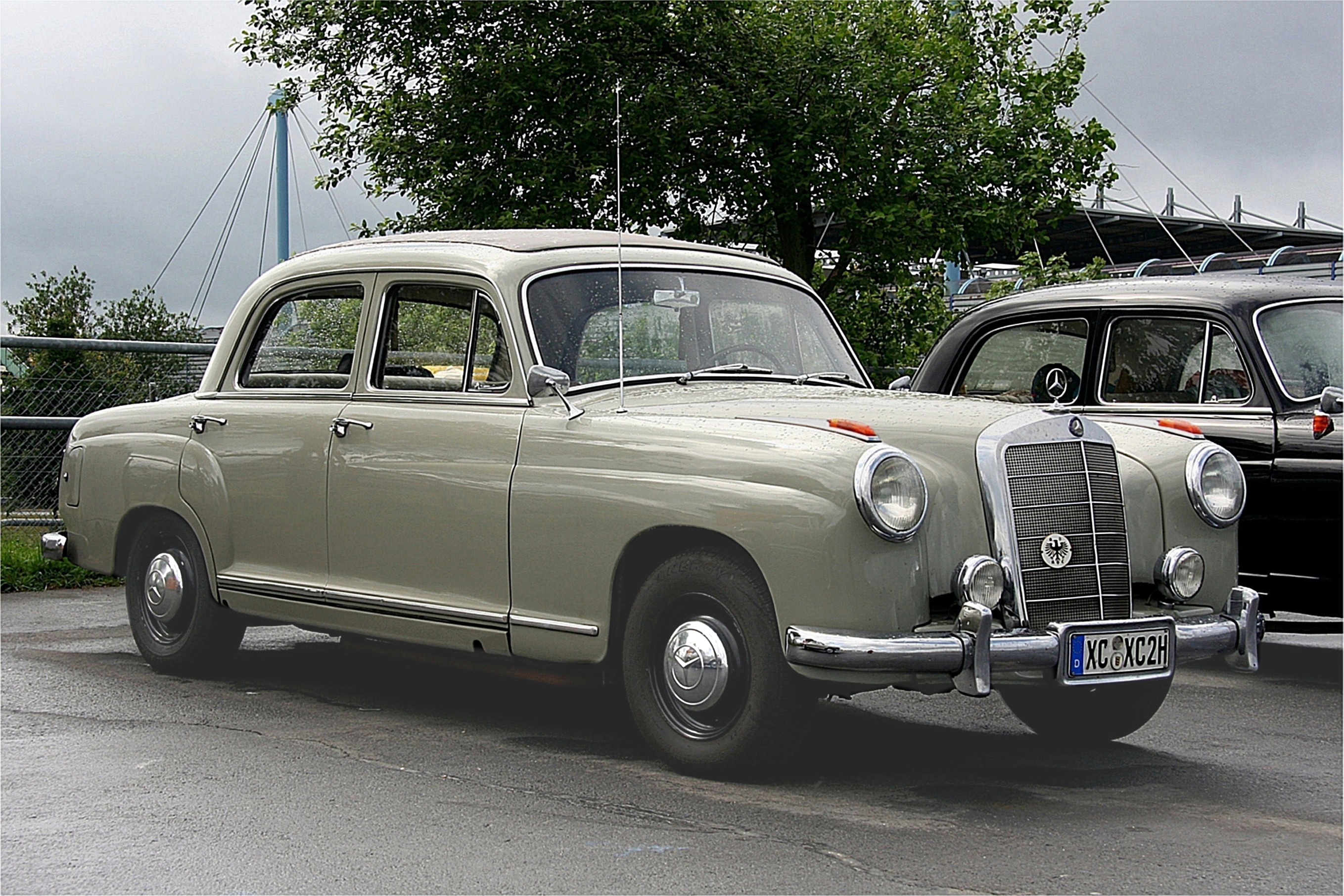
Mercedes-Benz Ponton Type 105
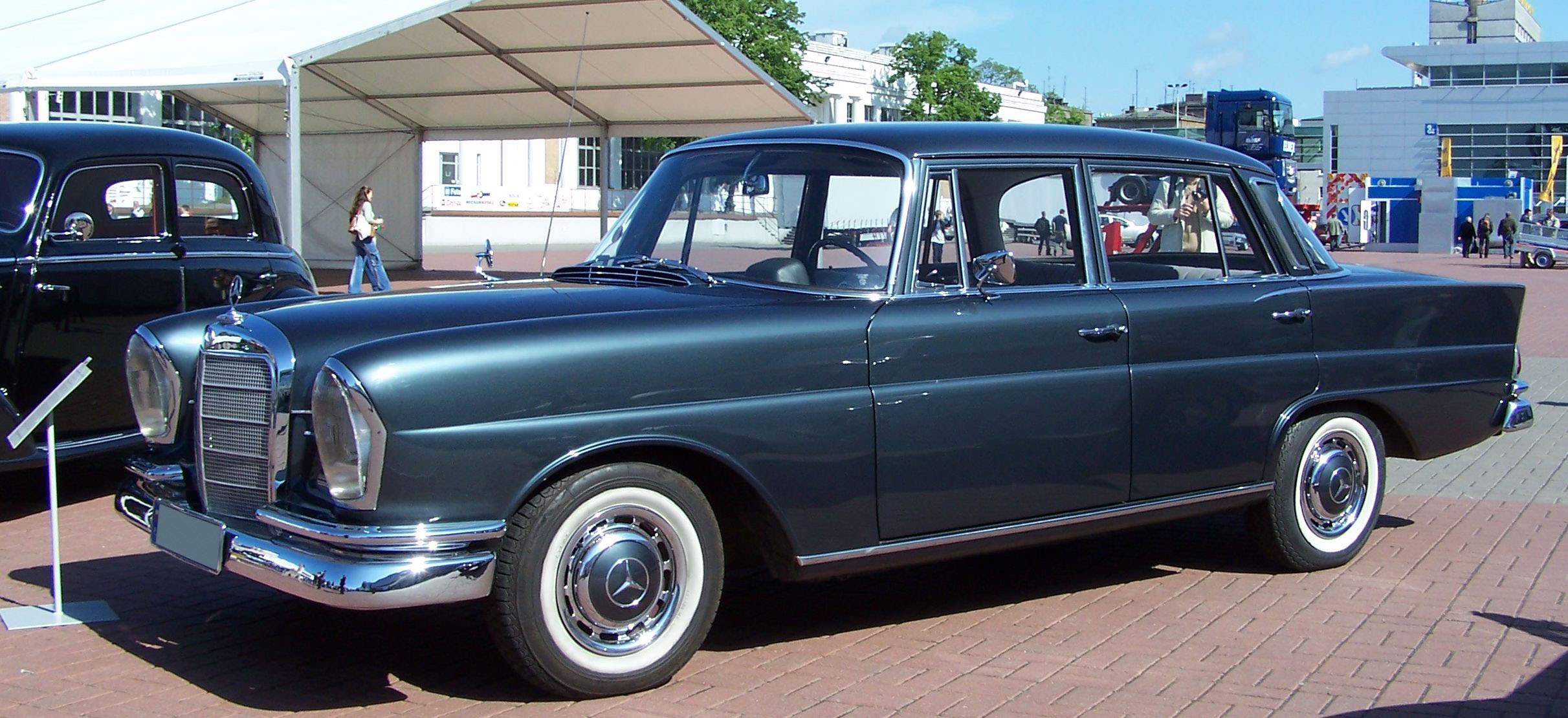
Mercedes-Benz Heckflosse Type 111
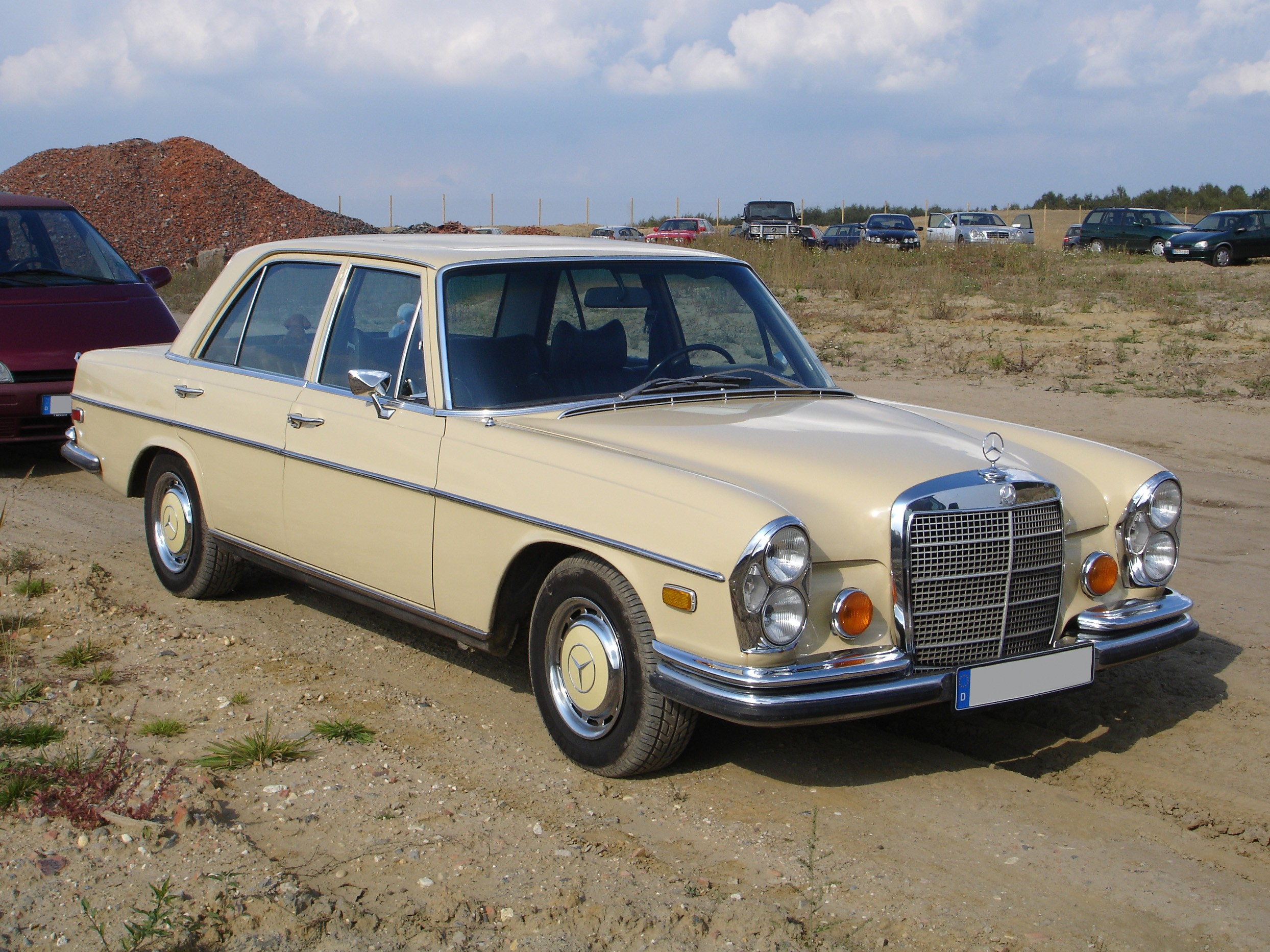
Mercedes-Benz Heckflosse Type 108
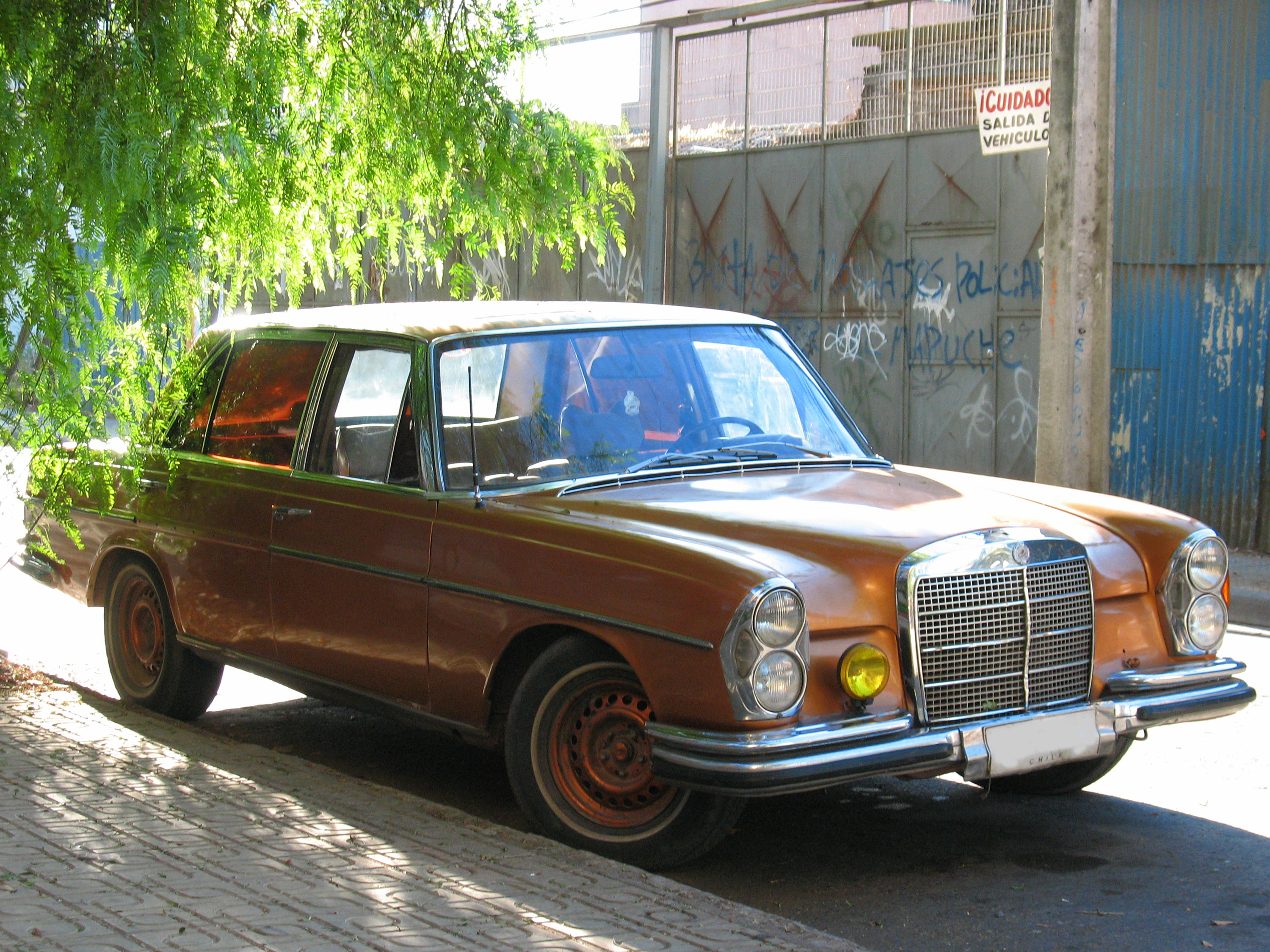
Mercedes-Benz Heckflosse Type 109
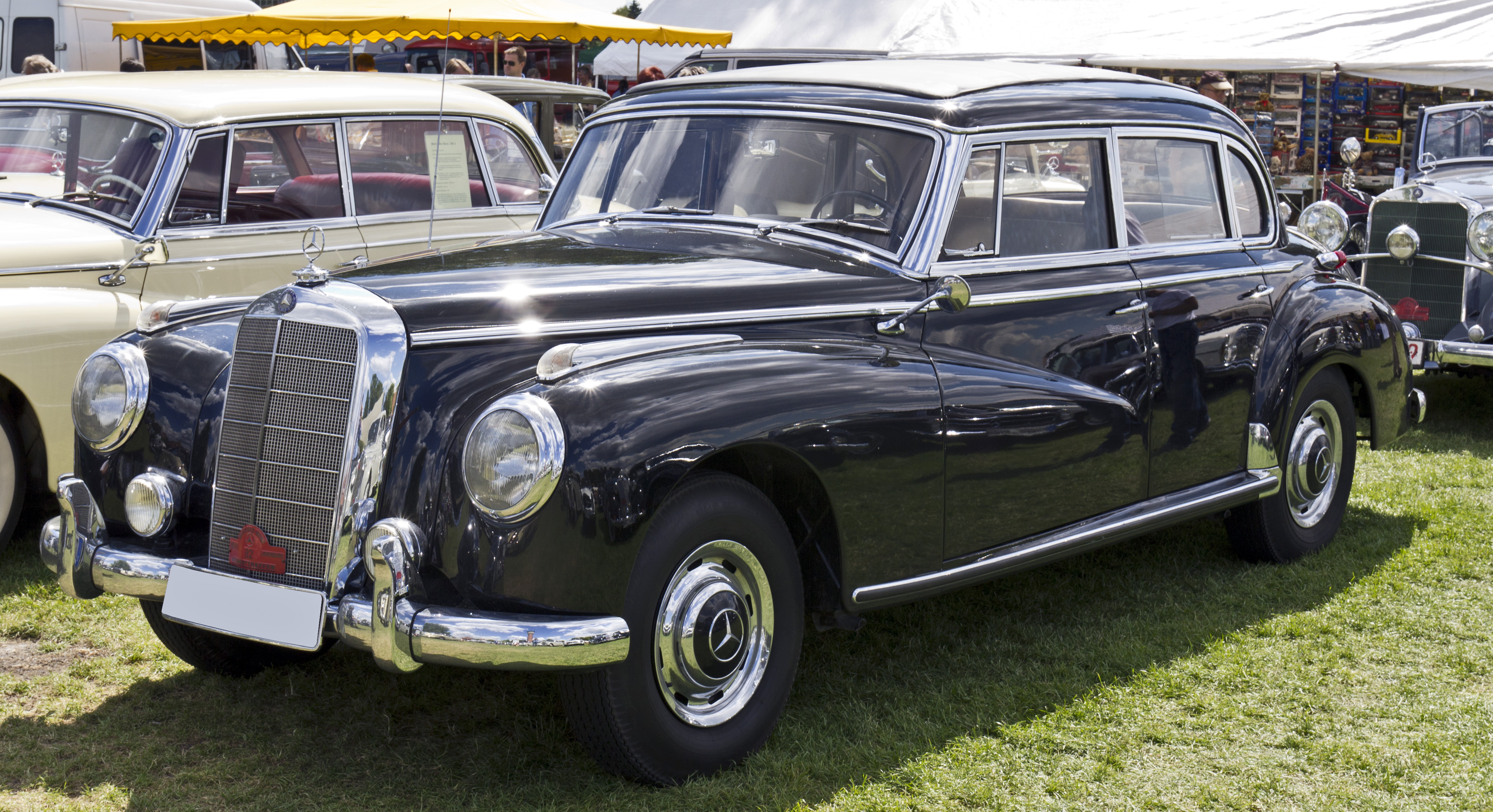
Mercedes-Benz 300 Type 186
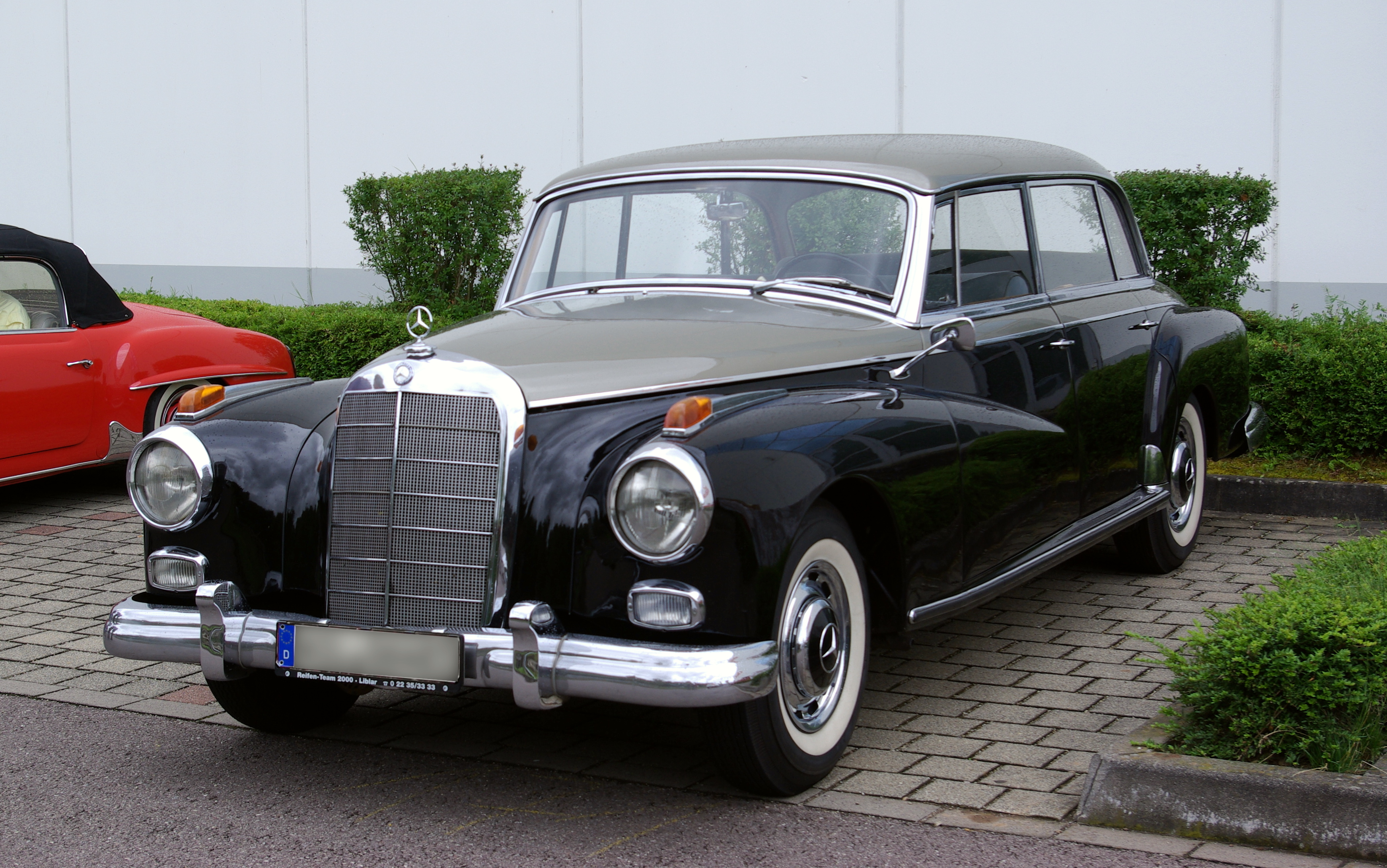
Mercedes-Benz 300 Type 189
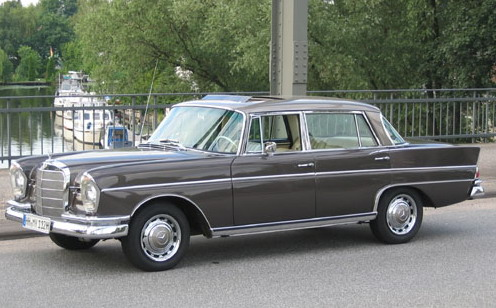
Mercedes-Benz Heckflosse Type 112
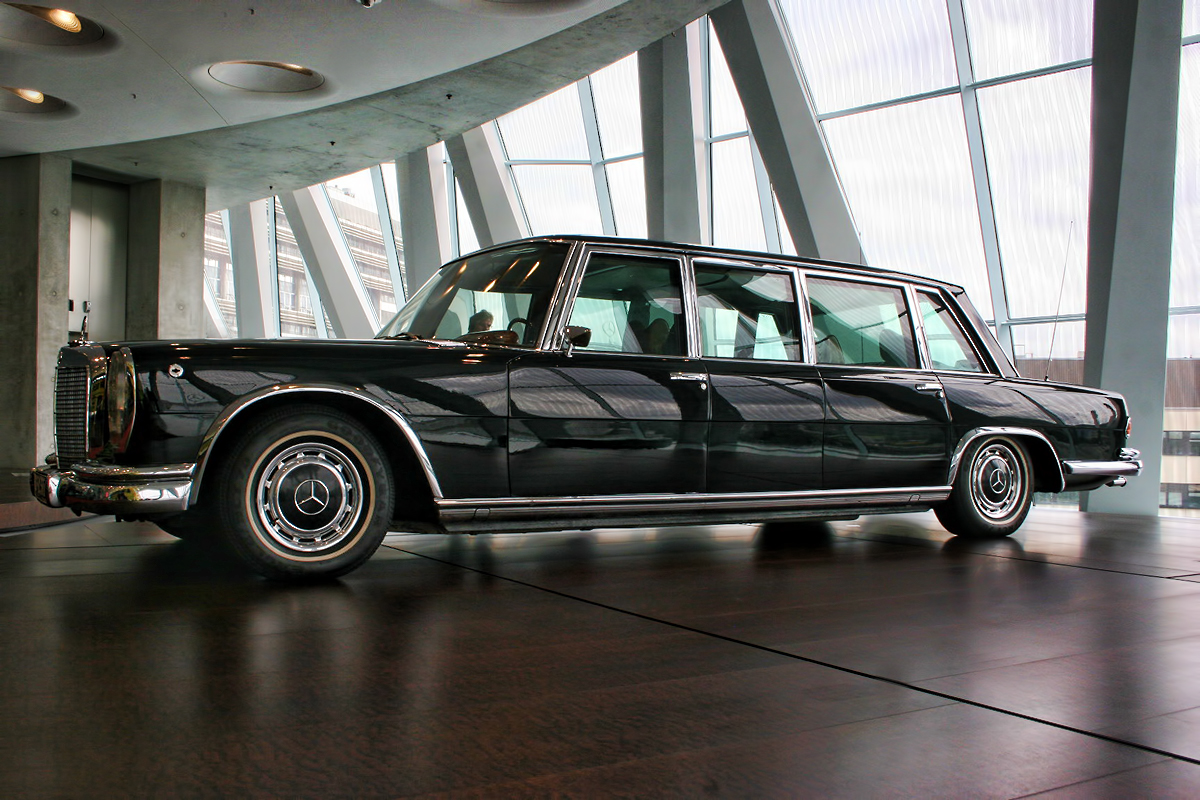
Mercedes-Benz 600 Type 100
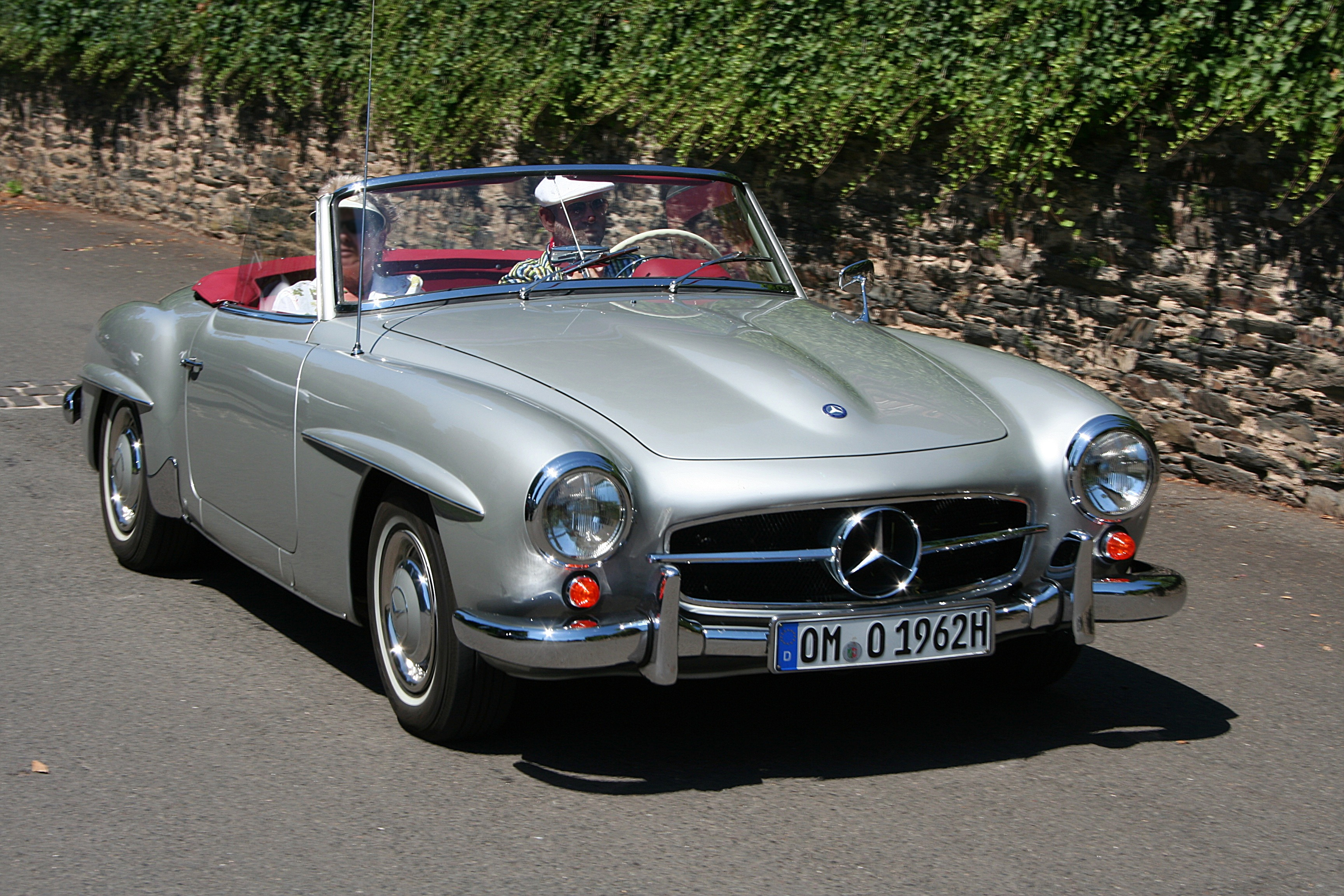
Classe SL Type 121
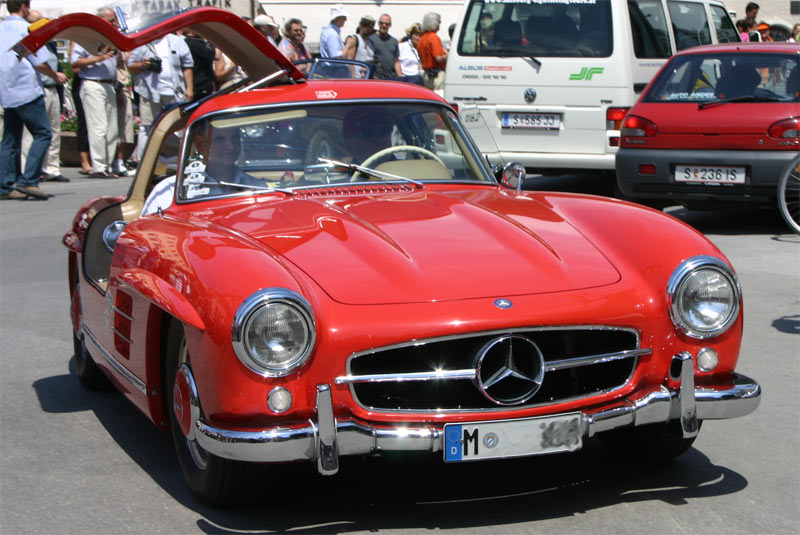
Classe SL Type 198
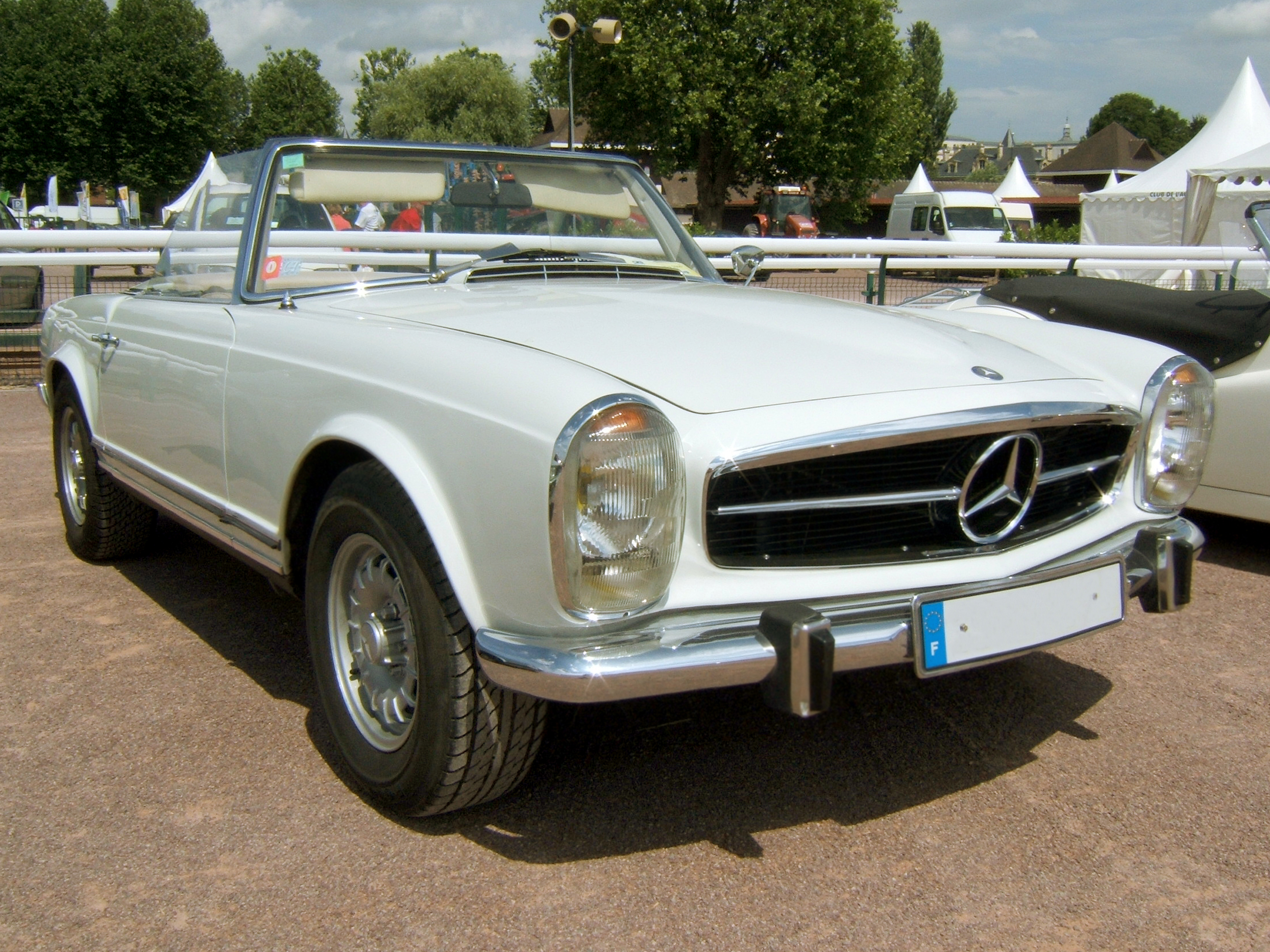
Classe SL Type 113
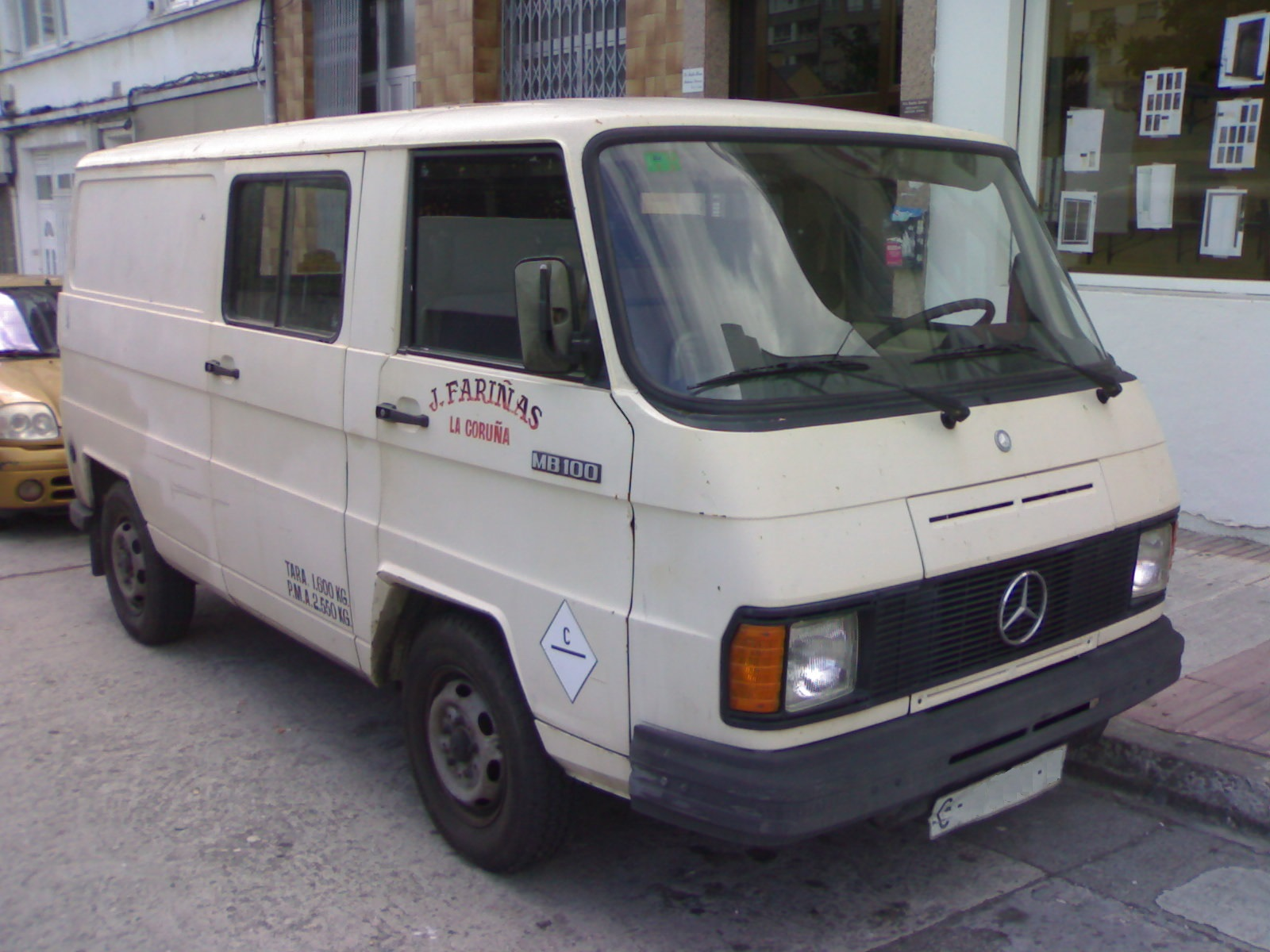
MB100 Type ?
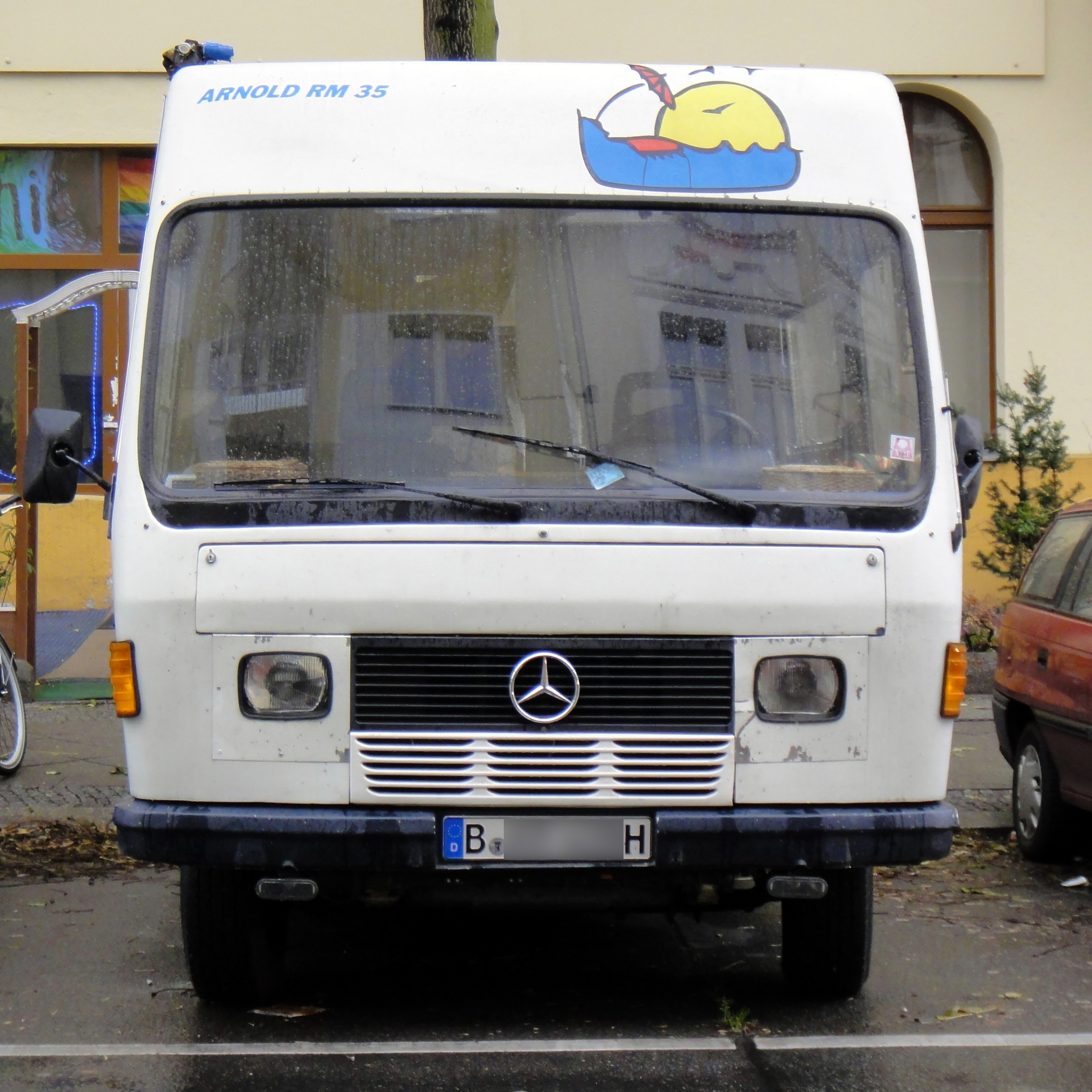
T1 Type 601/602
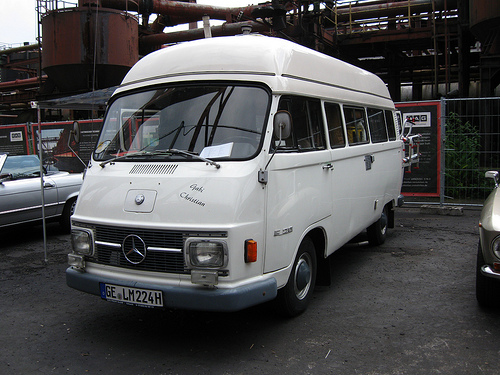
L206/207 Type ?
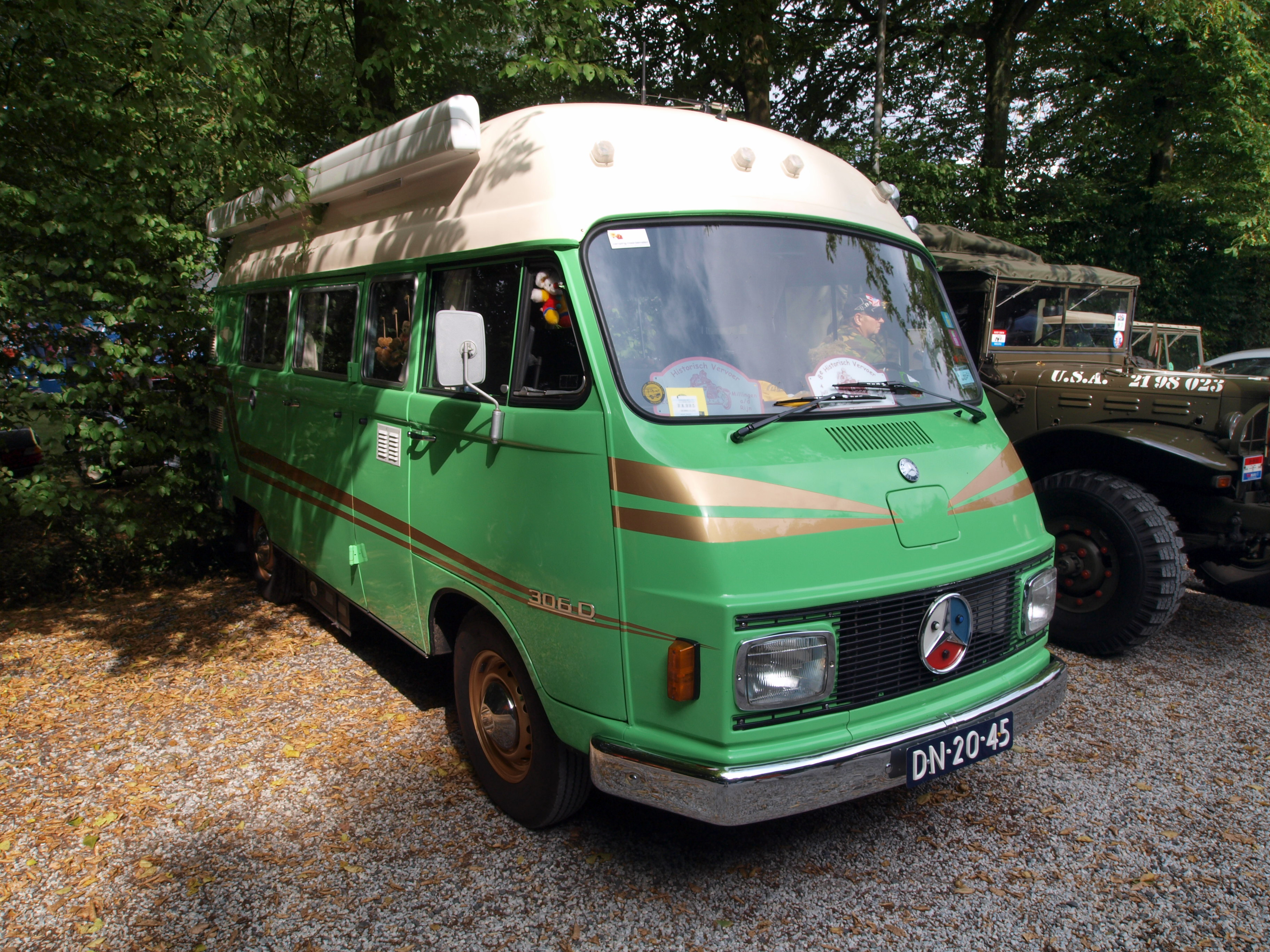
L306 Type ?

#### Modèles d'avant 1950
- Classe moyenne inférieur
  - 1931 - 1932 : Type 17 : aucune précédente ; sa successeure sera la Type 23[2].
  - 1933 : Type 25 D : sa prédécesseure sera la Type 17 ; sa successeure sera la Type 23.
  - 1934 - 1936 : Type 23 : sa prédécesseure sera la Type 17 ; sa successeure sera la Type 28.
  - 1936 - 1939 : Type 28 : sa prédécesseure sera la Type 23 et sa successeure la Type 120.
- Classe moyenne
  - 1926 - 1936 : Type 02 : aucune précédente ; sa successeure sera la Types 11.
  - 1929 - 1934 : Type 11 : sa prédécesseure sera la Type 02 ; sa successeure sera la Type 21.
  - 1933 - 1937 : Type 21 : sa prédécesseure sera la Type 11 ; sa successeure sera la Type 143.
  - 1937 - 1941 : Type 143 : sa prédécesseure sera la Type 21 ; sa successeure sera la Type 153.
  - 1938 - 1943 : Type 153 : sa prédécesseure sera la Type 153 ; sa successeure sera la Type 121.
  - 1931 - 1936 : Type 15 : aucune précédente ; sa successeure sera la Type 136.
  - 1936 - 1953 : Type 136 : sa prédécesseure sera la Type 15 et sa successeure sera la Type 121.
  - 1936 - 1940 : Type 138 : aucune précédente ; aucun successeur.
- Classe moyenne supérieure
  - 1926 – 1928 : Type 03 : aucune précédente ; sa successeure sera la Type 04.
  - 1927 – 1929 : Type 04 : sa prédécesseure sera la Type 03 et sa successeure sera la Type 05.
  - 1929 – 1930 : Type 05 : sa prédécesseure sera la Type 04 et sa successeure sera la Type 10.
  - 1929 – 1935 : Type 10 : sa prédécesseure sera la Type 05 et ses successeures seront les Type 18, 19 & 22.
  - 1933 – 1937 : Type 18 : sa prédécesseure sera la Type 10 et sa successeure sera la Type 142.
  - 1932 – 1933 : Type 19 : sa prédécesseure sera la Type 10 et sa successeure sera la Type 22.
  - 1933 – 1934 : Type 22 : sa prédécesseure sera la Type 10 et sa successeure sera la Type 142.
  - 1937 – 1942 : Type 142 : sa prédécesseure sera la Type 18 et sa successeure sera la Type 187.
- Classe supérieure
  - 1936 / 1943 - 1944 : Type 24 : aucune précédente ; sa successeure sera la Type 29.
  - 1934 - 1939 : Type 29 : aucune précédente ; sa successeure sera la Type 129.
  - 1939 - 1940 : Type 129 : aucune précédente ; sa successeure sera la Type ?.
  - 1928 – 1939 : Type 08 : aucune précédente ; sa successeure sera indirectement la Type 100 de 1964.
  - 1930 - 1943 : Type 07 & 150 : mondialement connu car étant les véhicules associées au régime nazi, la Type 07 est la version berline et la Type 150 est la version cabriolet. Aucune précédente ; sa successeure sera la Type 100 de 1964.
- Classe sportive
  - 1934 - 1936 : Type 30 :
  - 1938 - 1939 : Type 149 :
- Classe tout-terrain
- Minibus
  - 1926 - 1936 : Type 02 : aucune précédente ; sa successeure sera la Types W37.
  - 1929 - 1936 : Type 37 : sa prédécesseure sera la Type 02 ; aucun successeur.
  - 1931 - 1936 : Type 15 : aucune précédente ; aucun successeur.
- Autre
  - 1902 - 1906 : Mercedes Simplex : première série de modèles d’automobiles, conçue par Daimler et commercialisée pas Mercedes-Benz.

Type 17
Type 25 D
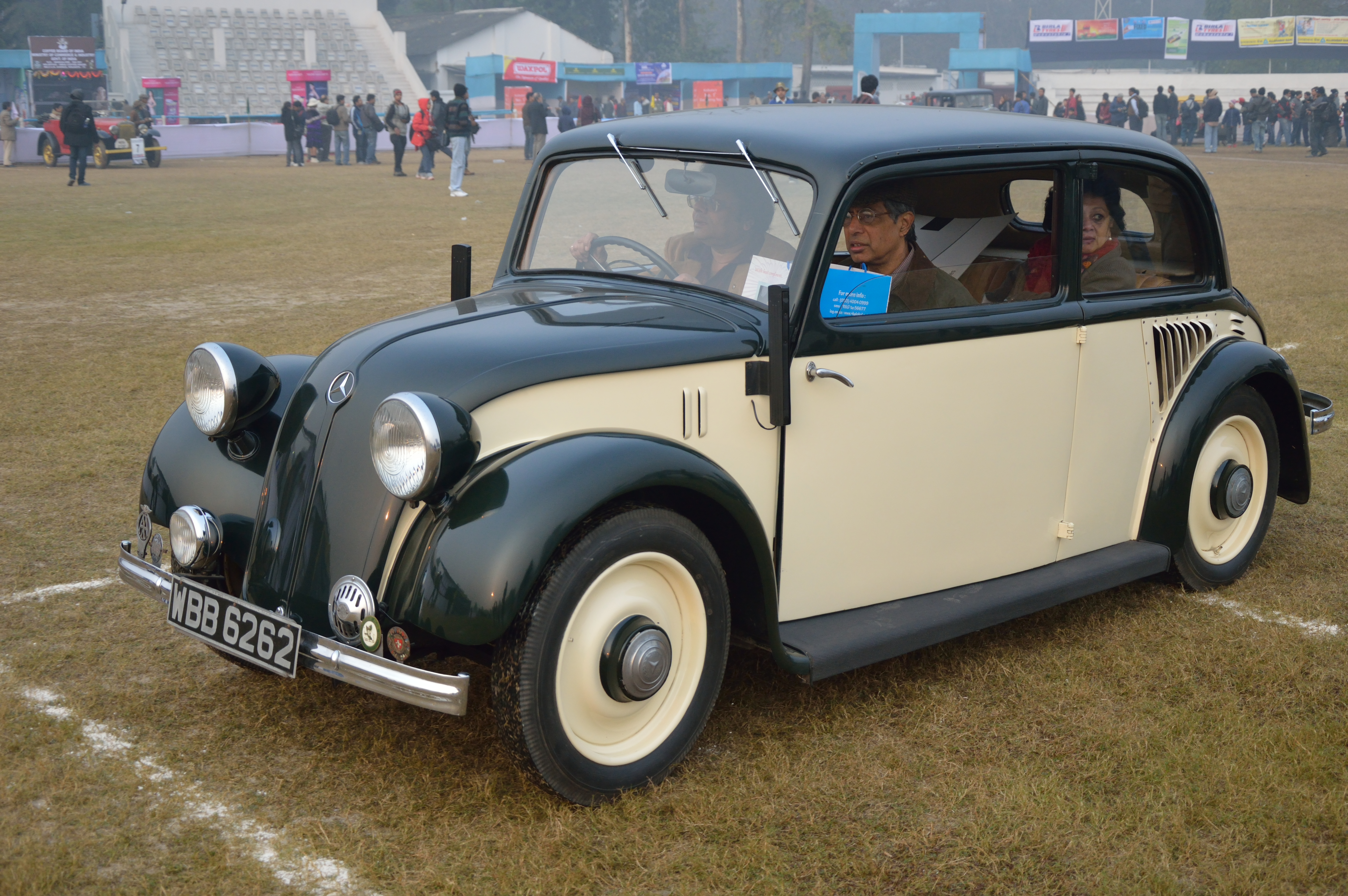
Type 23
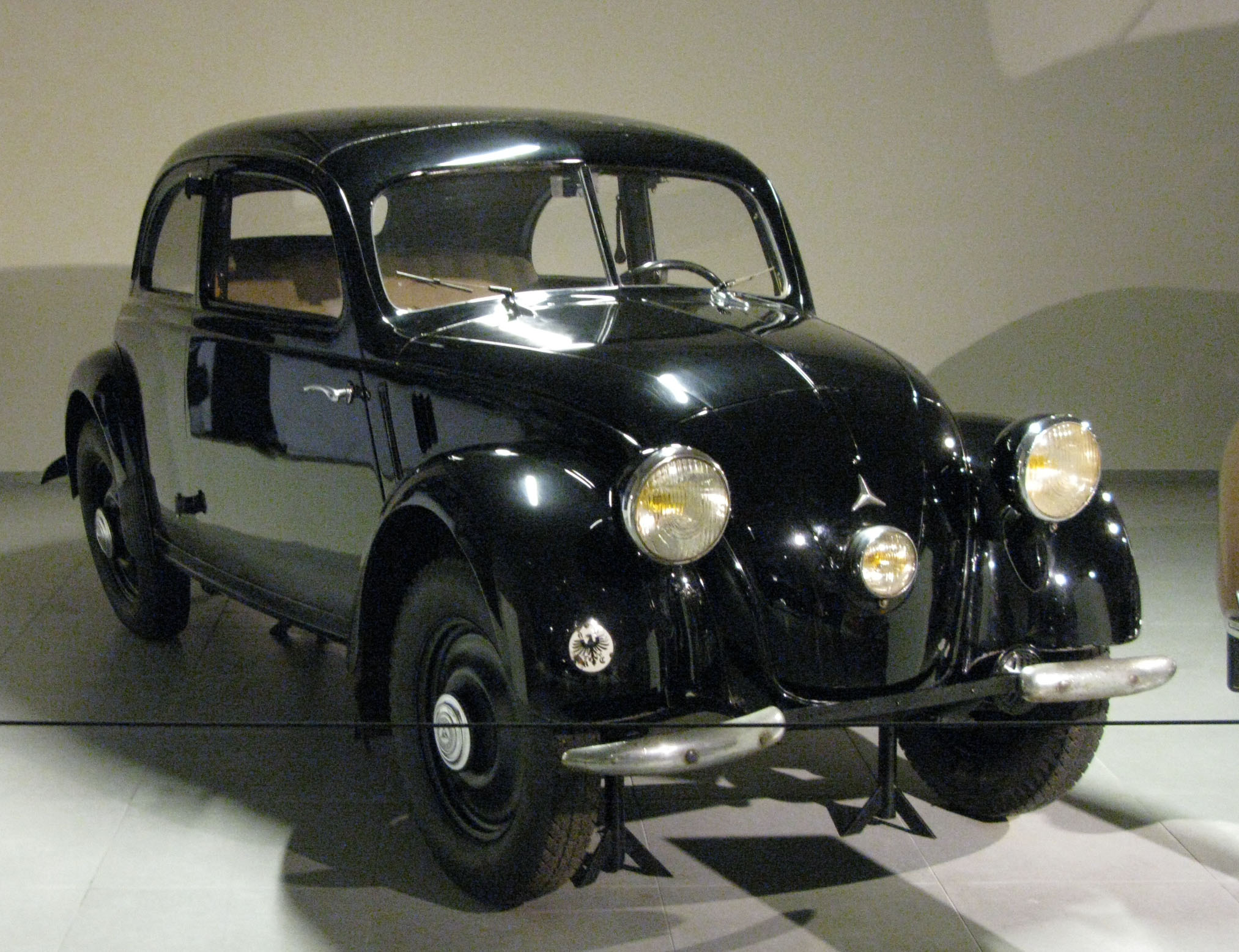
Type 28
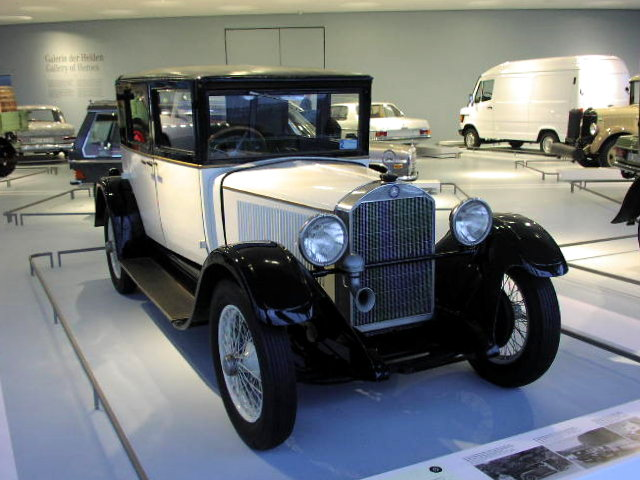
Type 02
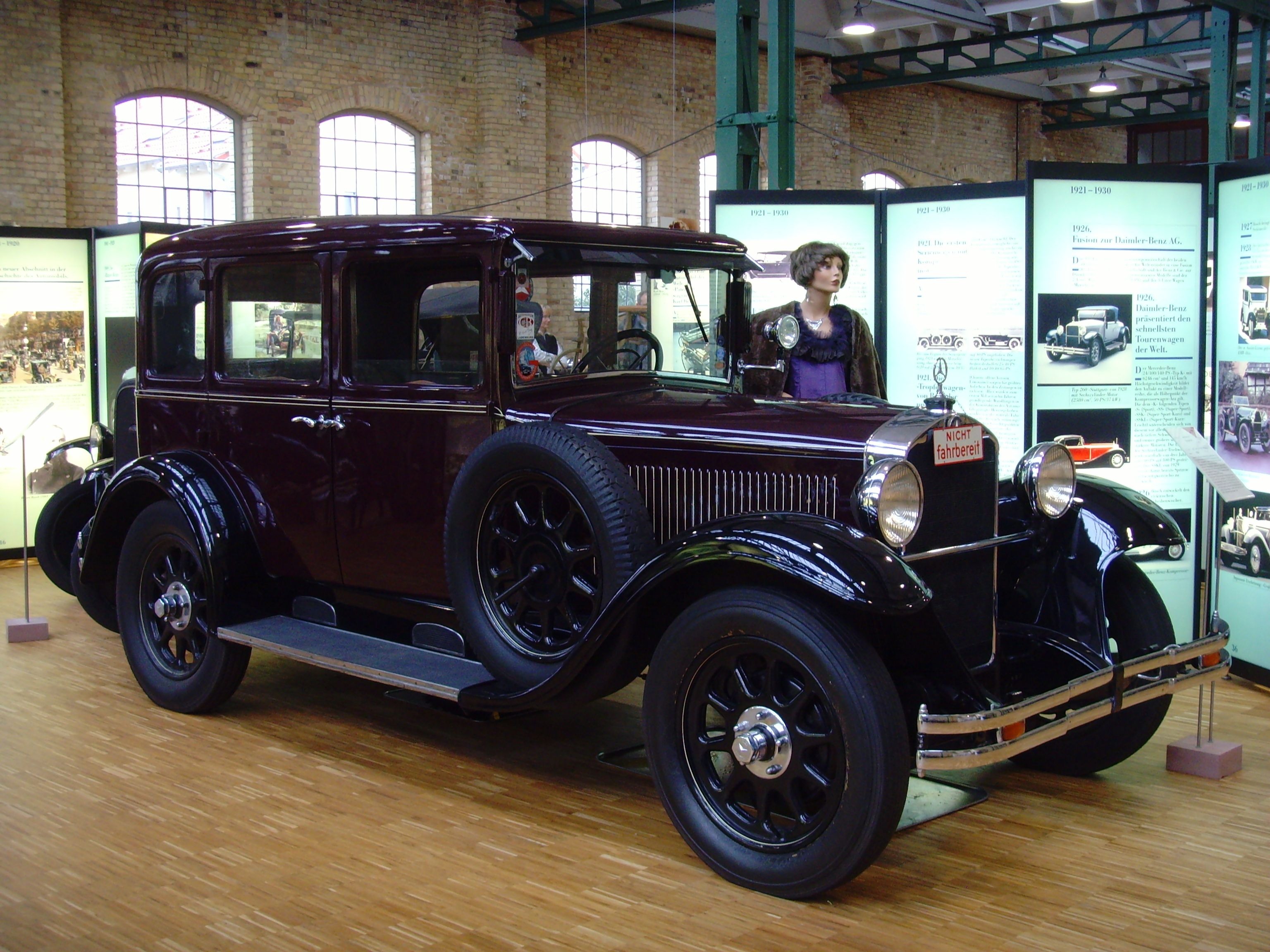
Type 11
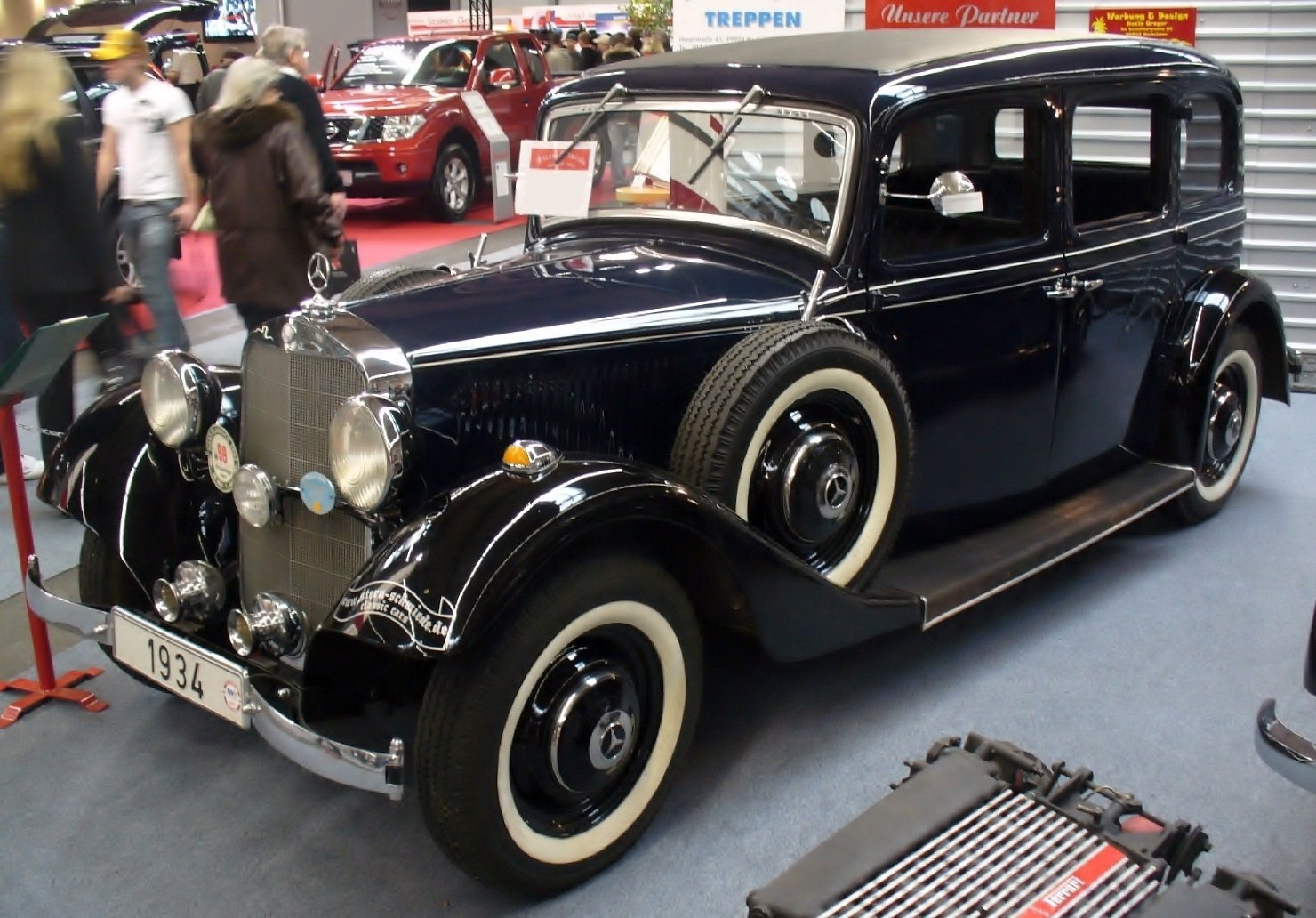
Type 21
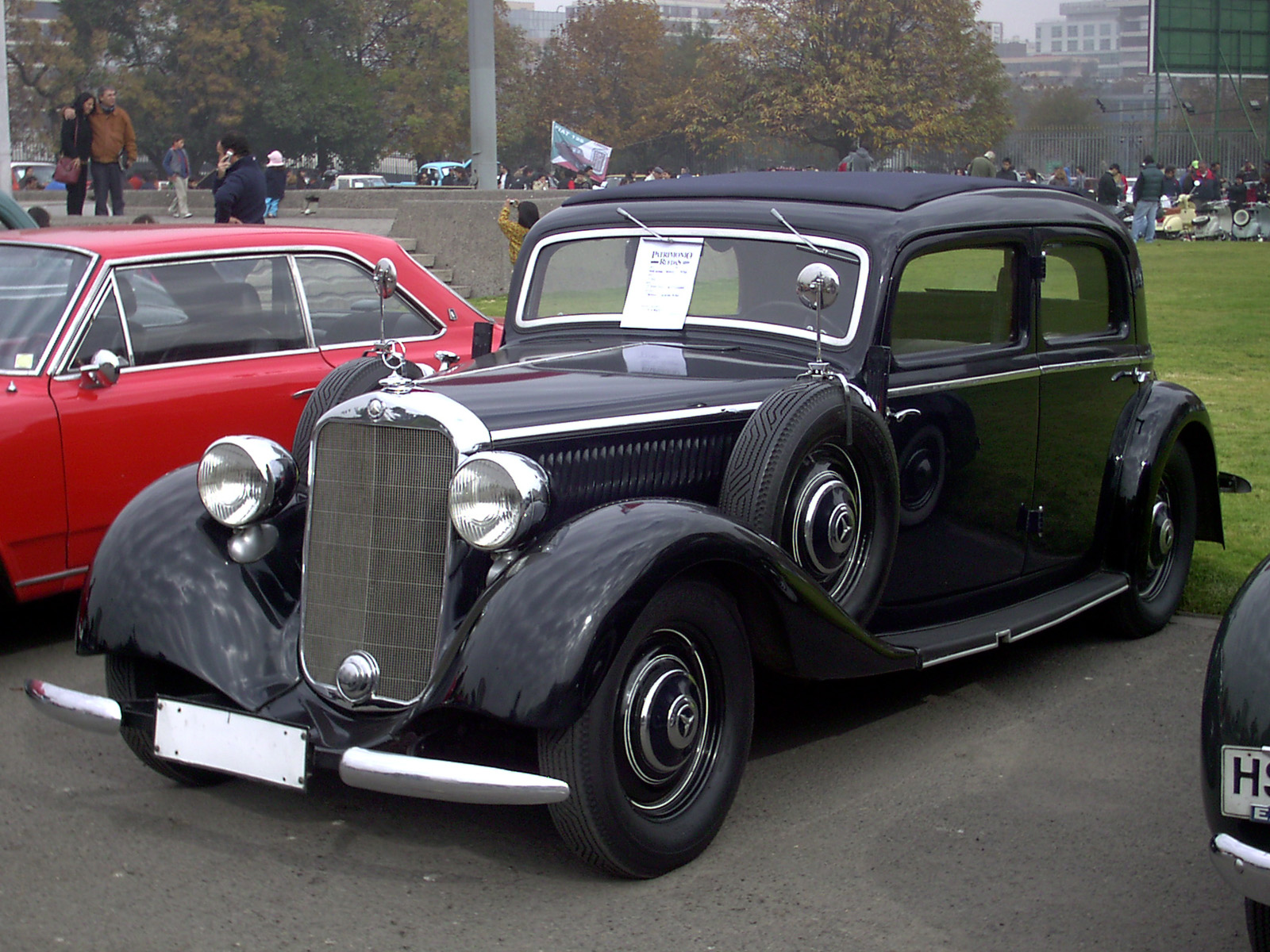
Type 143
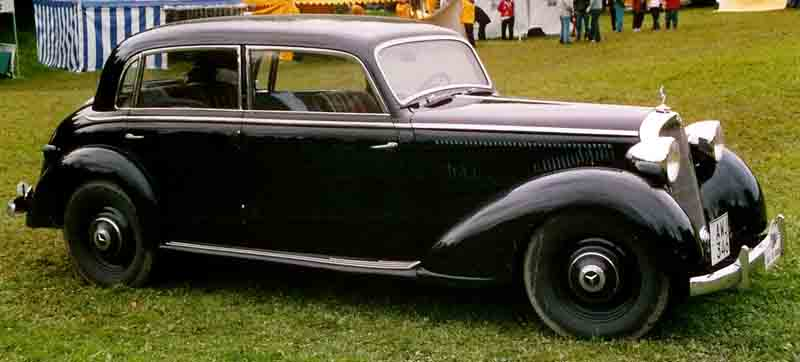
Type 153
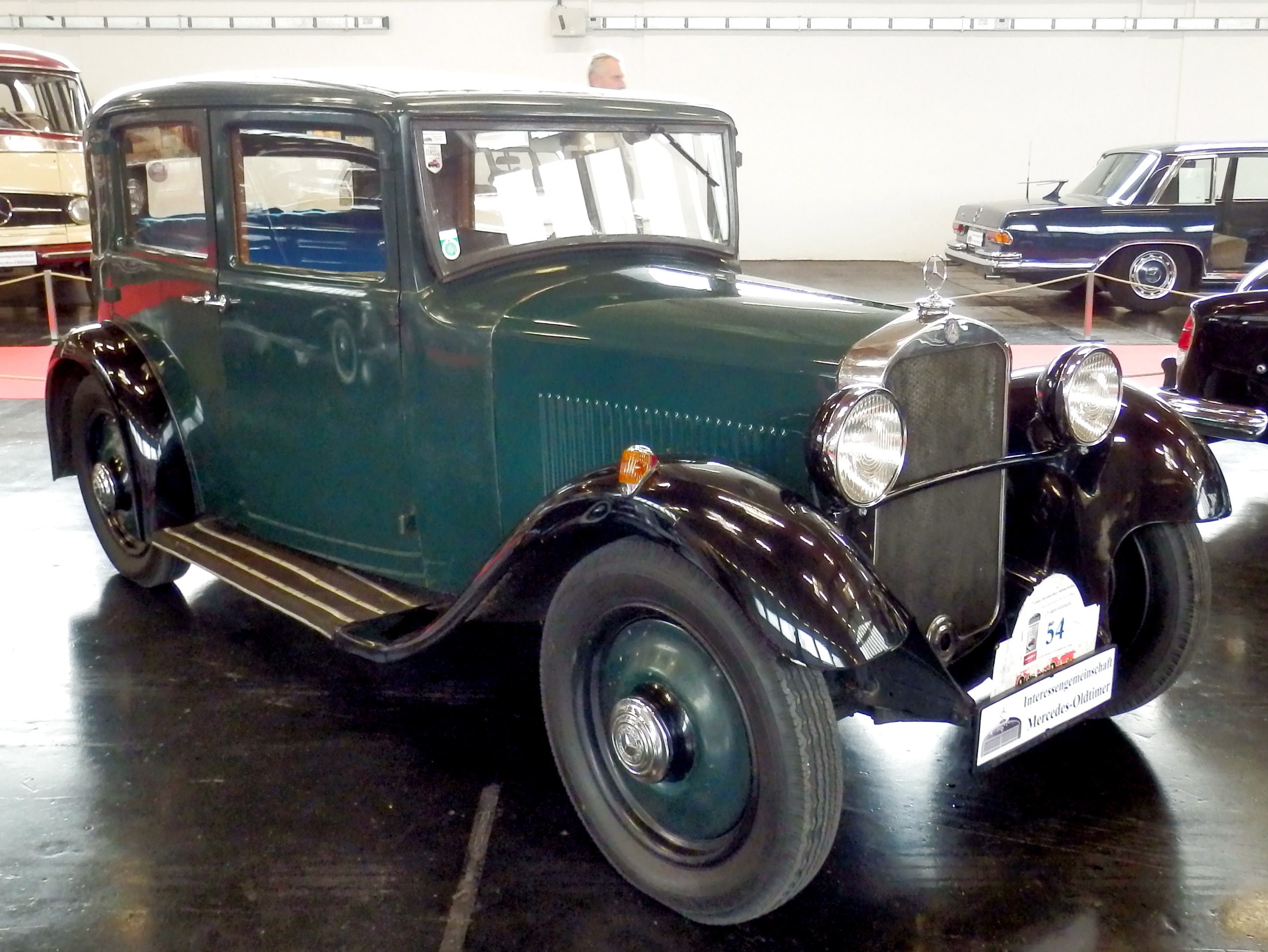
Type 15
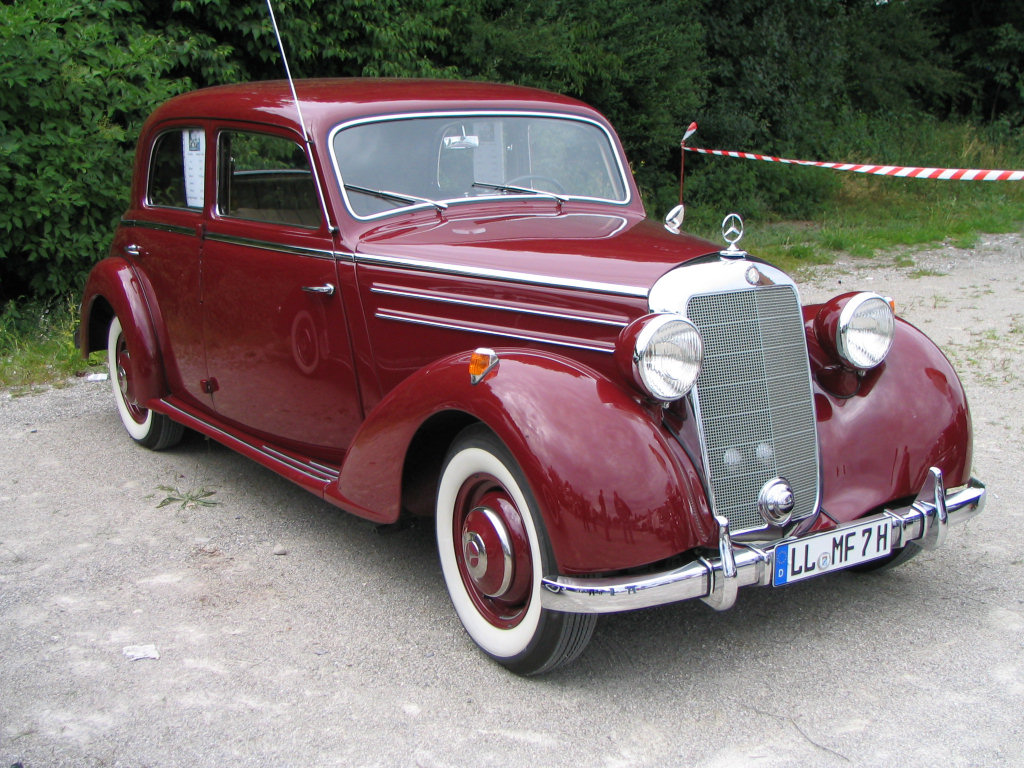
Type 136
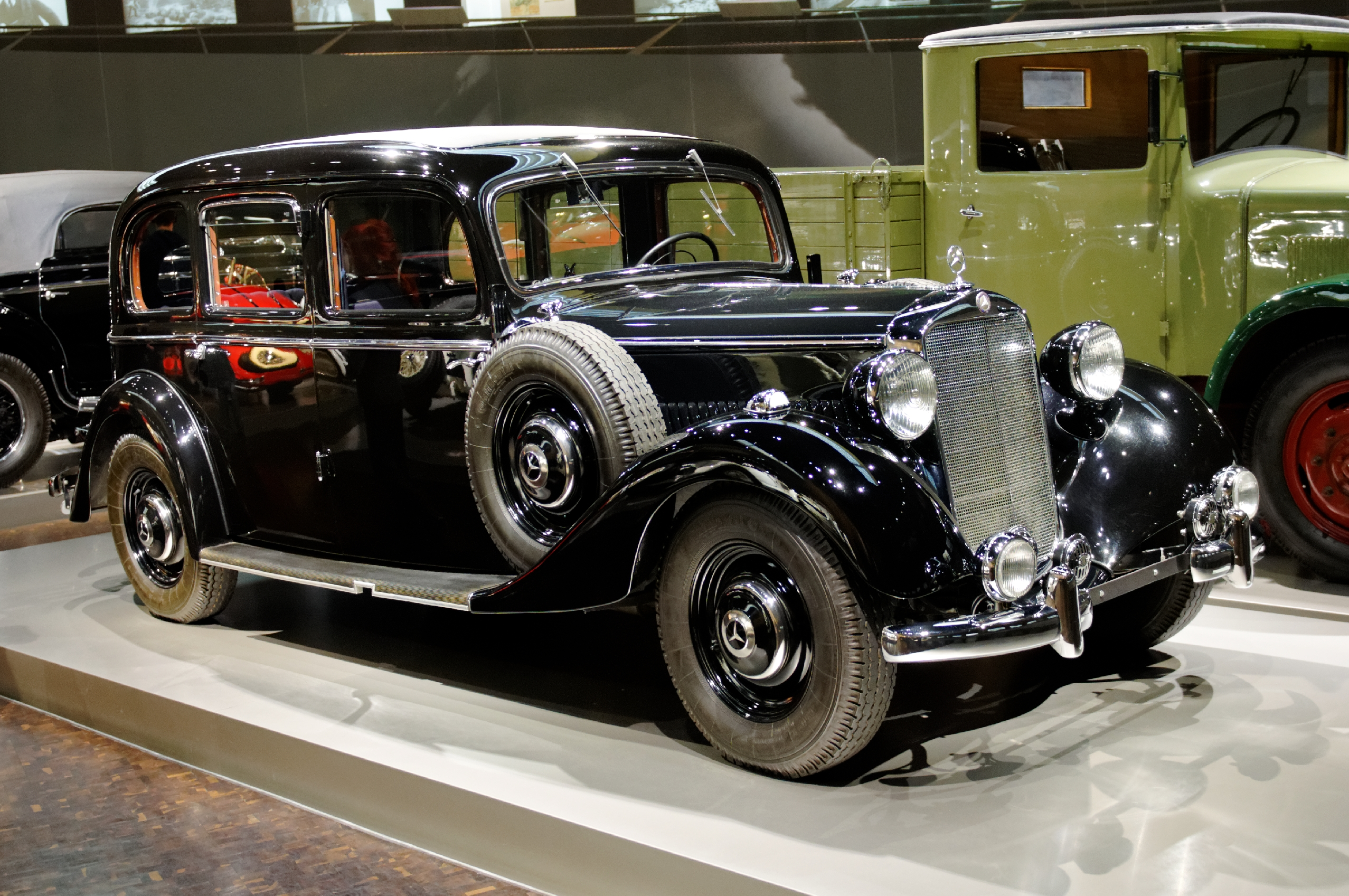
Type 138
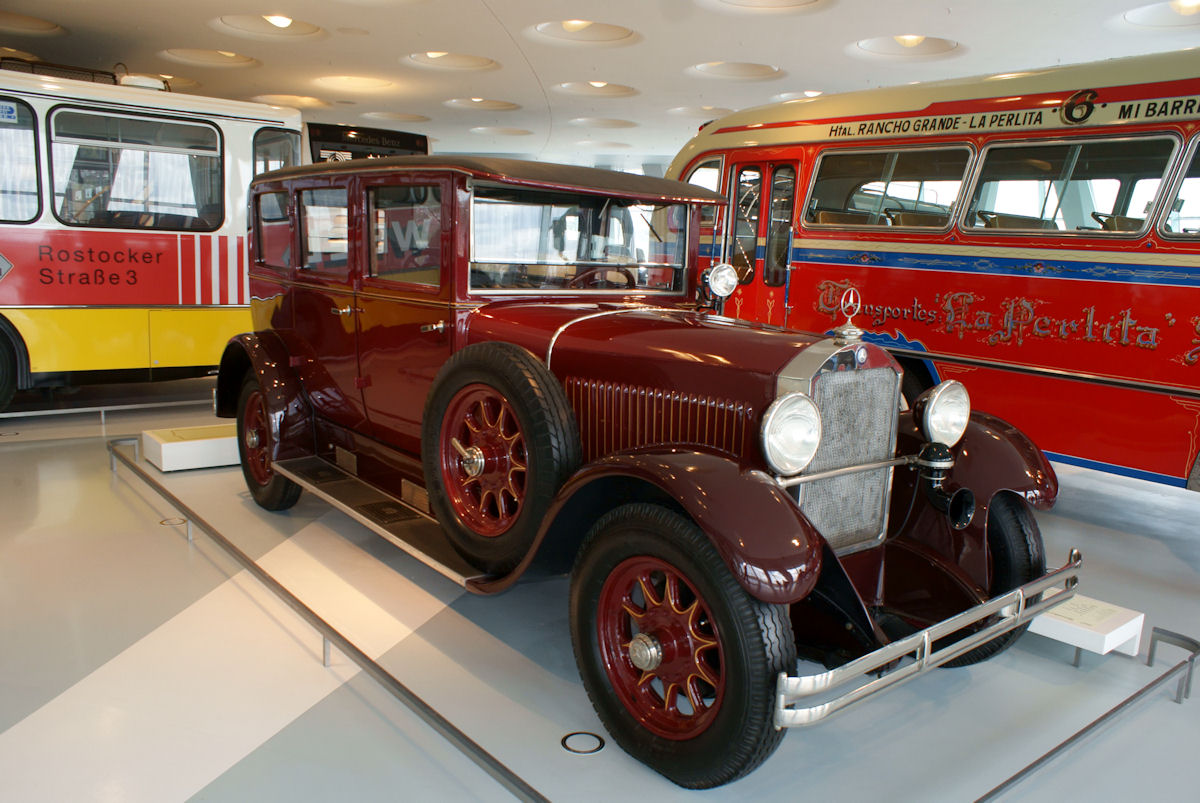
Type 03
Type 04
Type 05
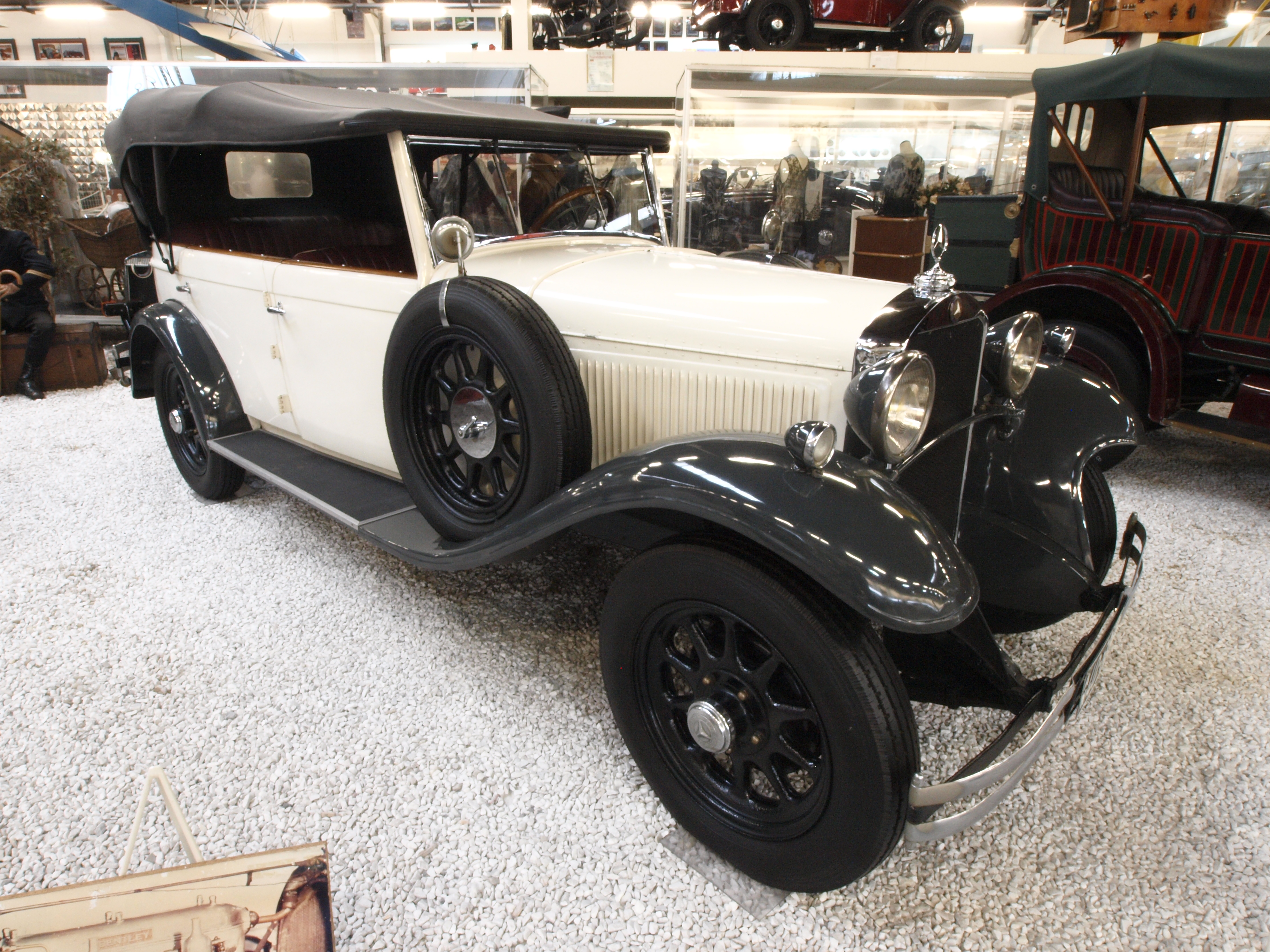
Type 10
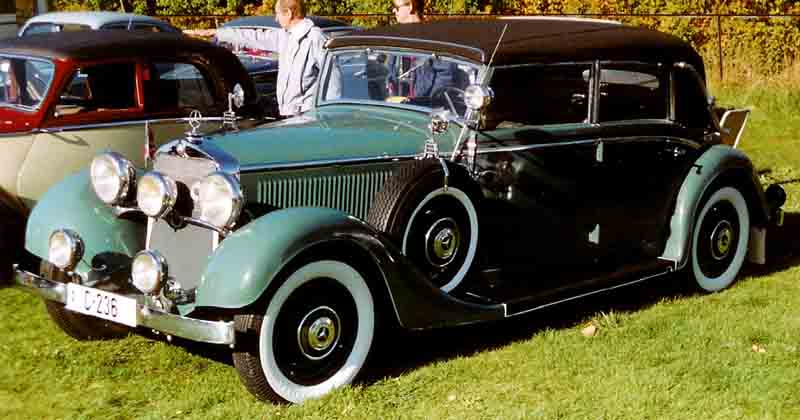
Type 18
Type 19
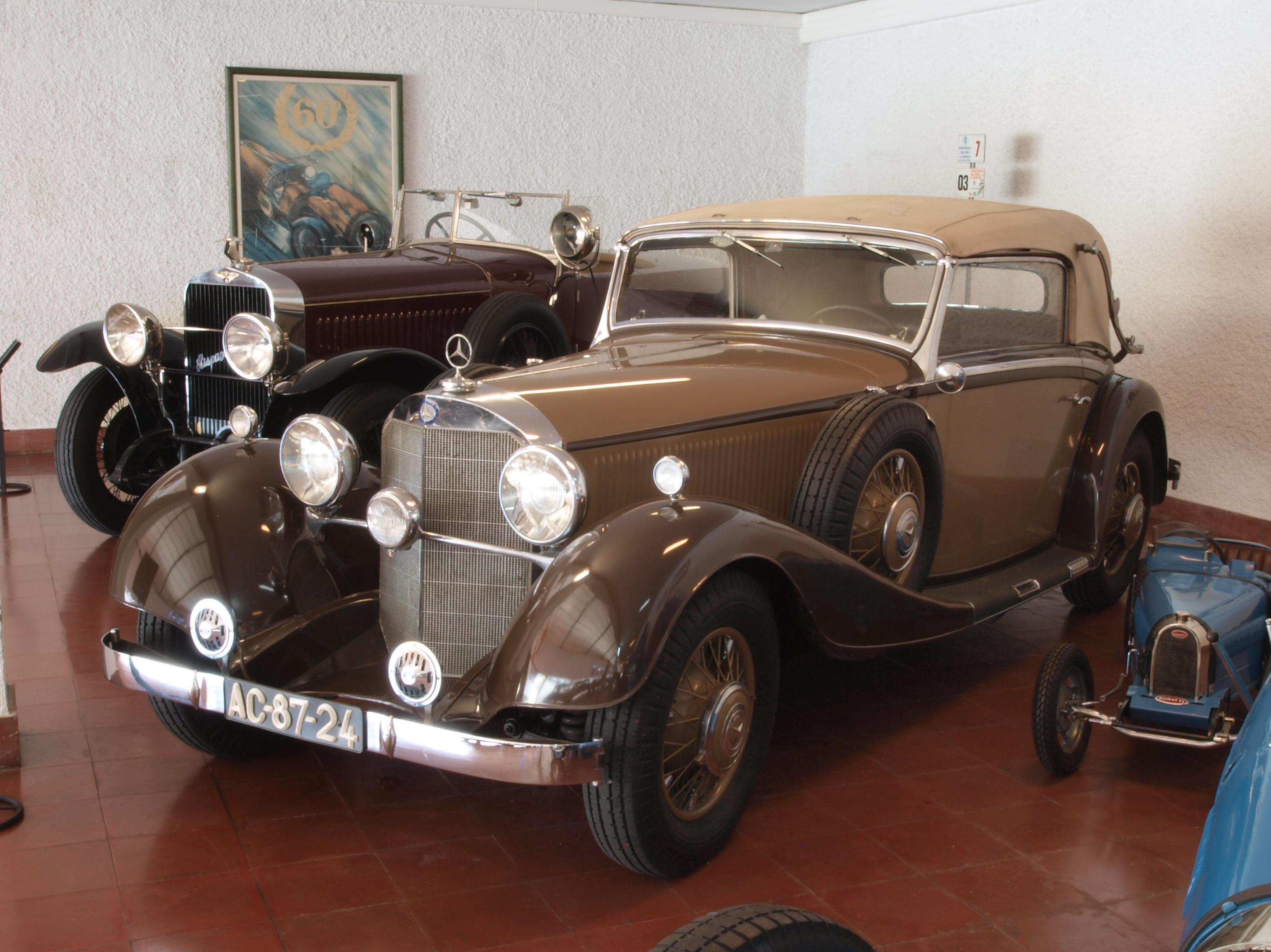
Type 22
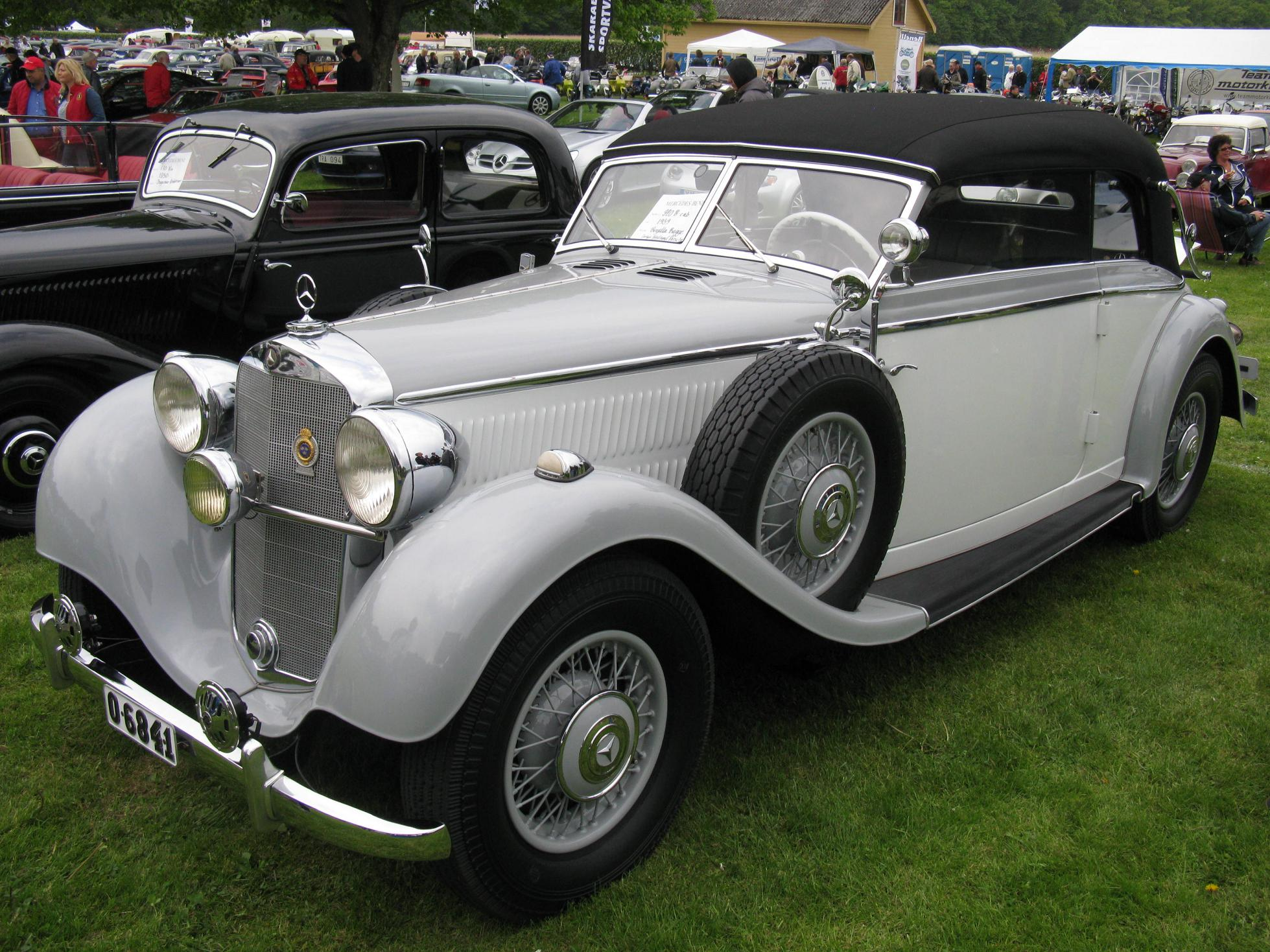
Type 142
Type 24
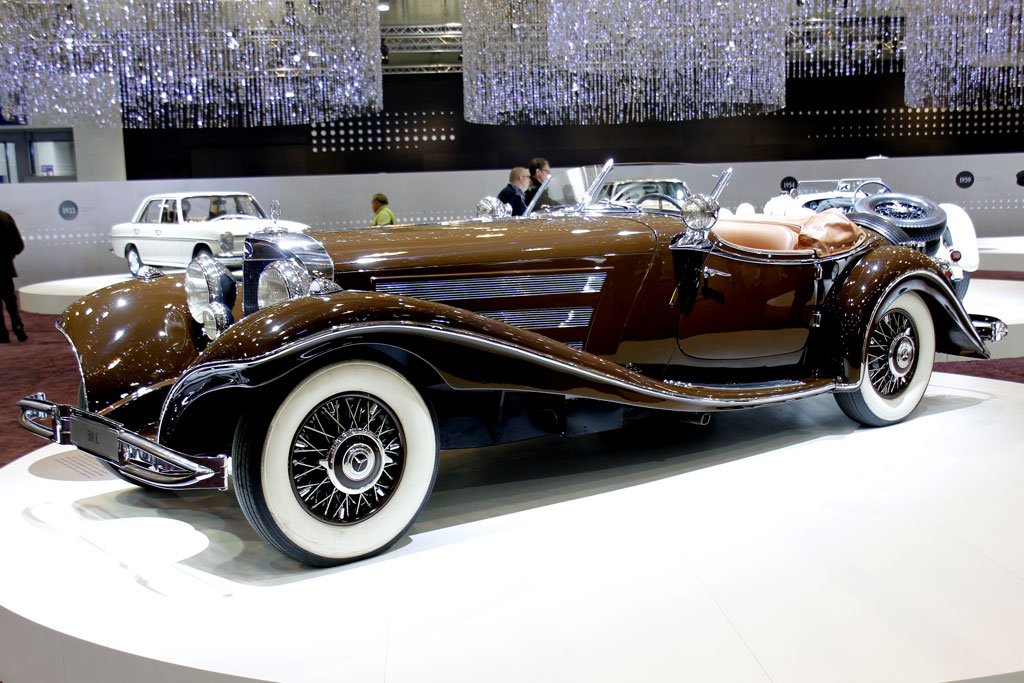
Type 29
Type 129
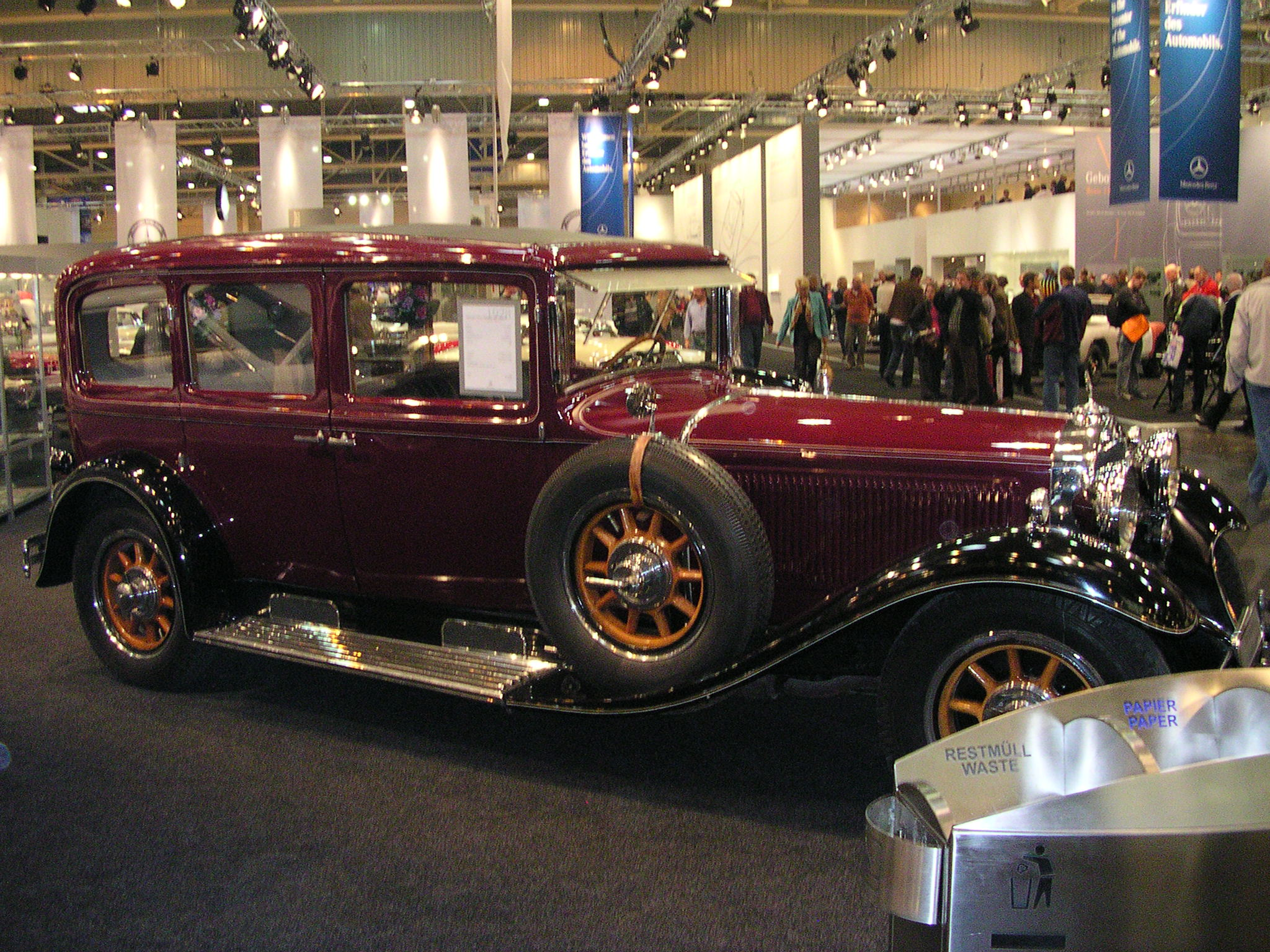
Type 08
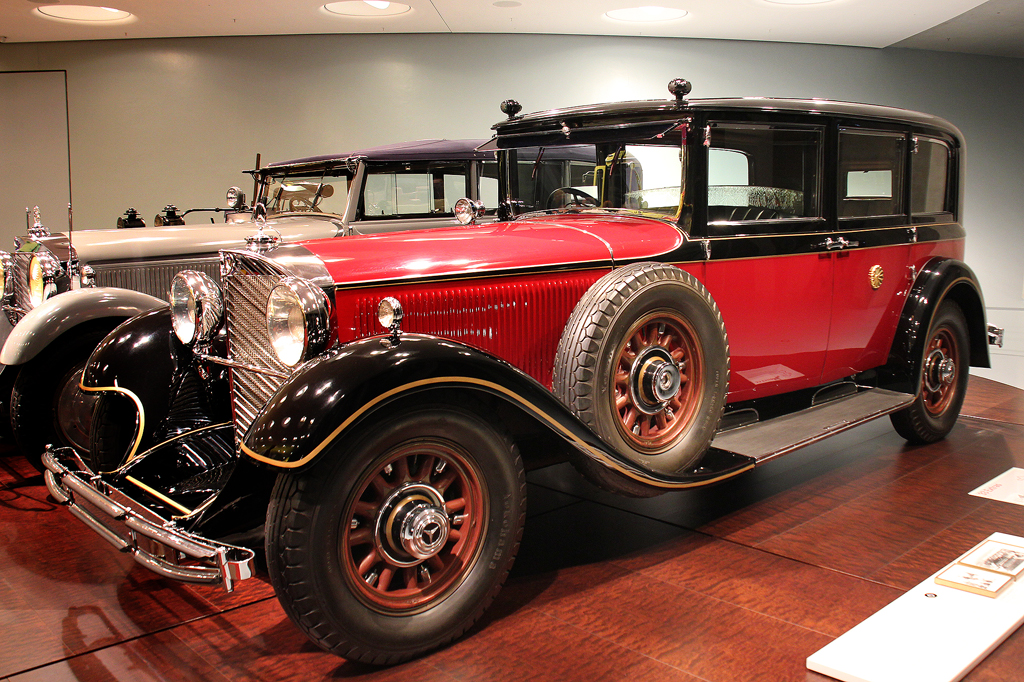
Type 07
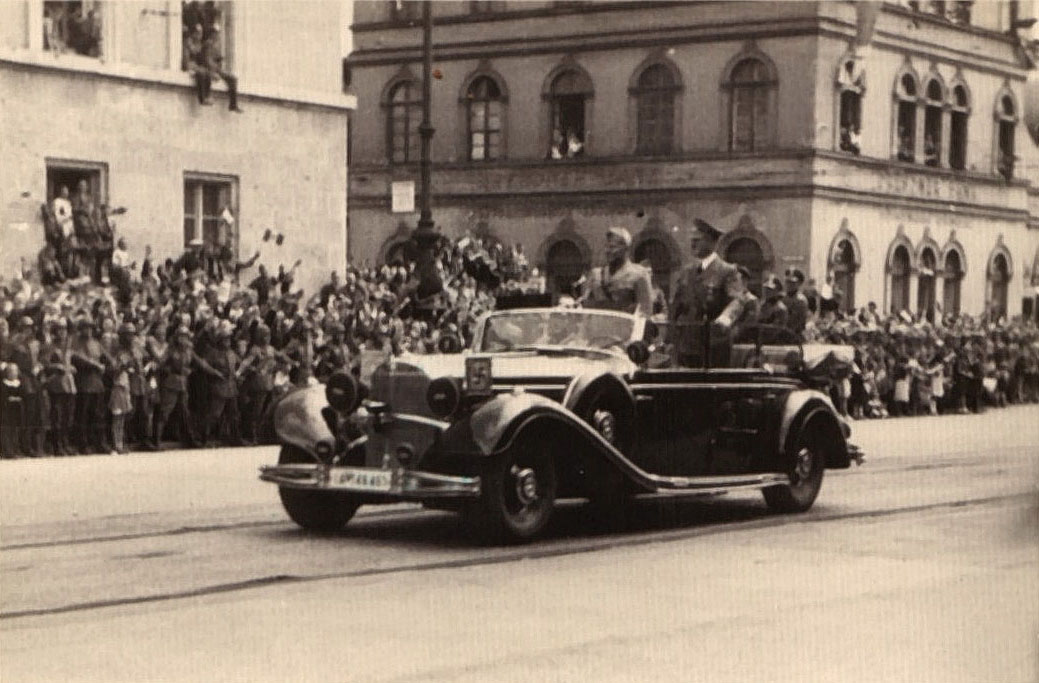
Type 150
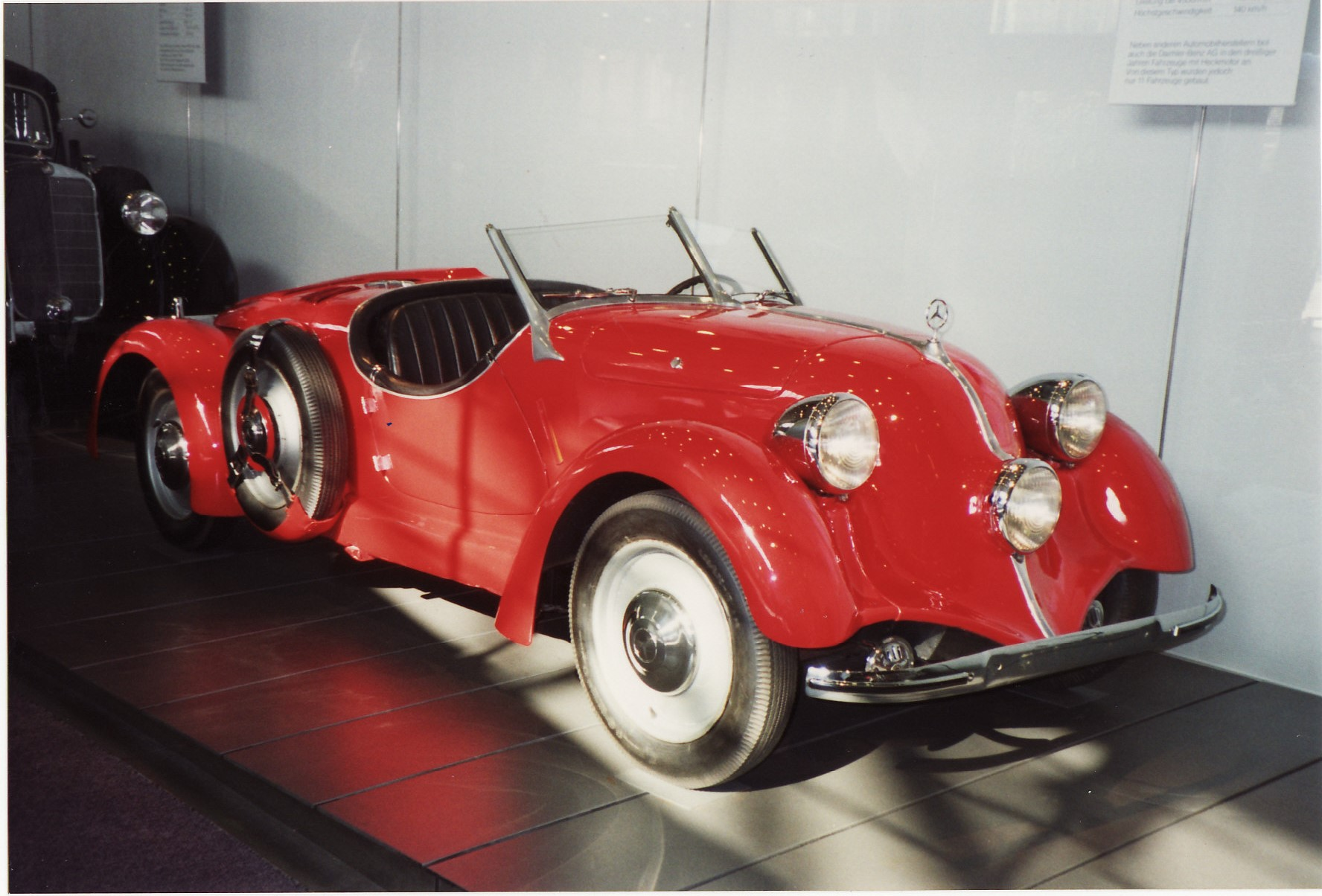
Type 30
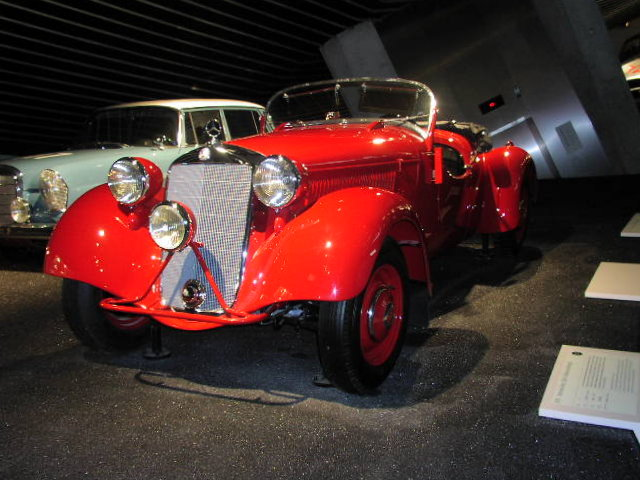
Type 149
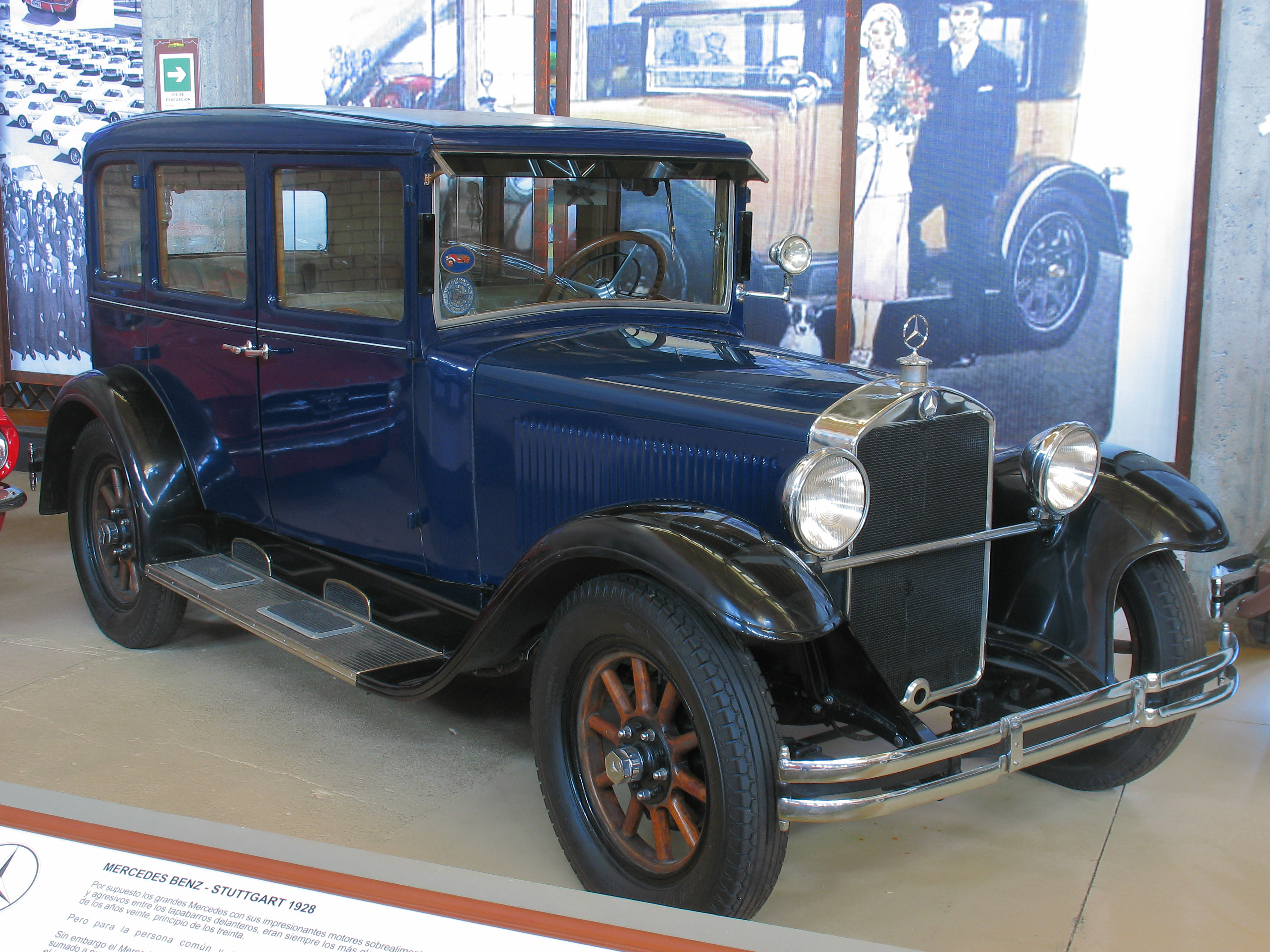
Type 02
Type 37
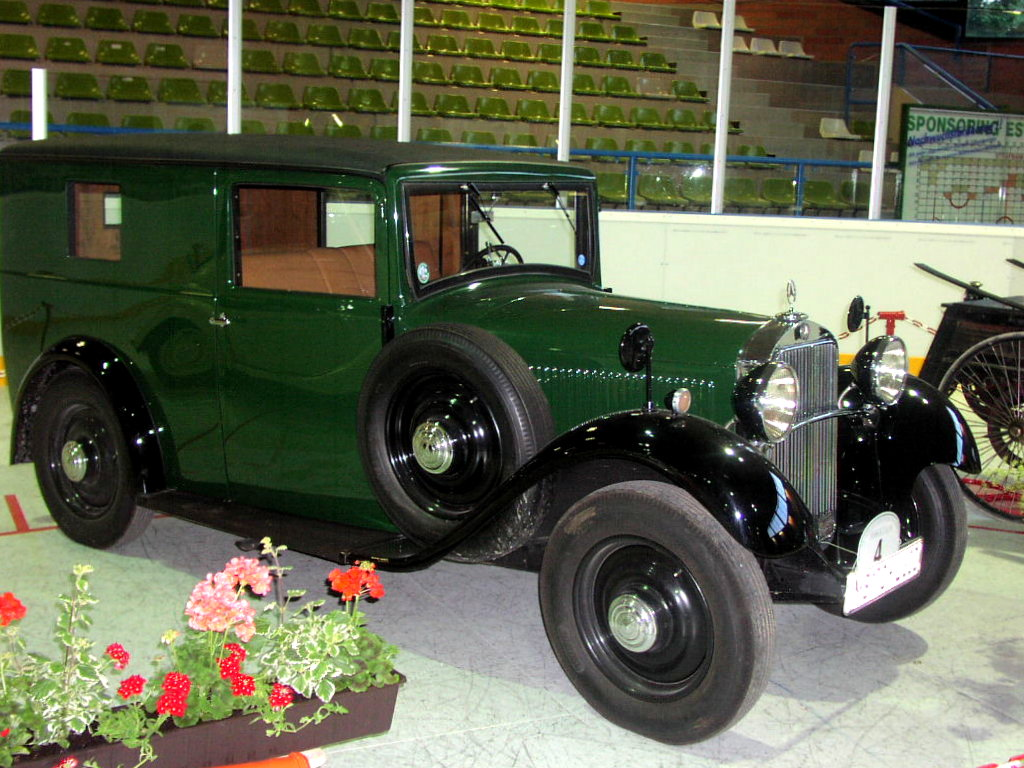
Type 15
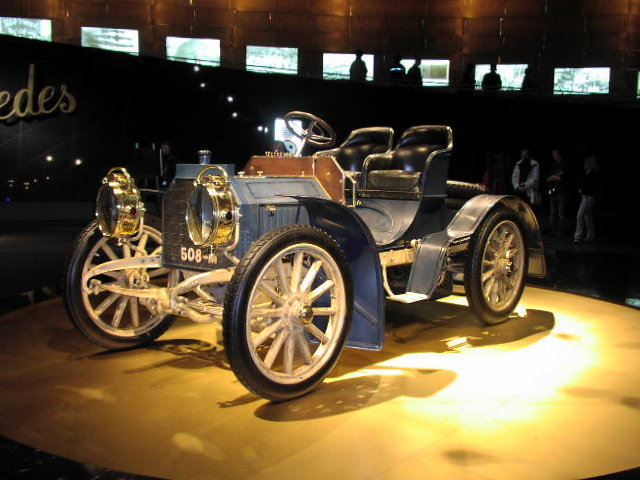
Simplex

## Concept cars et prototypes
Concept-cars
- 150 : Concept-car créé en 1935.
- 300 SLR
- F 100
- F 200 Imagination
- F 300
- F 400
- F 500 Concept
- F 600 Hygenius
- F 700
- F 800 Style
- F 125
- Auto 2000 : Concept-car créé en 1981.
- Biome
- 540K SuperCar Concept
- MCC (1994)
- Studie SLK I et Studie SLK II (1994)
- NAFA
- Studie-A
- SLR Stirling Moss : 75 véhicules.
- SXR
- SLA
- Mercedes Concept Style Coupé : Concept-car présenté au salon de Pékin 2012[3].
- Mercedes-Benz GLA Concept : Concept-car présenté au salon de Shanghai 2013.
- Mercedes-Benz AMG Vision Gran Turismo : Concept-car présenté à Pebble Beach en août 2014.
- G-Concept : sortie en octobre 2014.
- Mercedes Vision G-Code : Concept-car présenté au salon de Pékin 2014.
- Mercedes Concept Coupé SUV : Concept-car présenté au salon de Pékin 2014[4].
- Concept A-Class
- Silver lightning
- Concept IAA : sortie en septembre 2015.
- Bionic
- CSV
- CLR 600 concept
- Mercedes-Benz Vision Tokyo : Concept-car présenté au salon de Tokyo 2015.
- Maybach Vision 6 coupé : Concept-car présenté à Pebble Beach le 18 août 2016.
- Maybach Vision 6 cabriolet : Concept-car présenté à Pebble Beach le 19 août 2017.
- Vision EQ Silver Arrow : Concept-car présenté à Pebble Beach le 24 août 2018.
- GLB concept : présenté au salon de Shanghai le 16 avril 2019.
- Vision EQS : Septembre 2019, salon de Francfort.
- Vision Simplex : Septembre 2019[5].
- Vision AVTR : Janvier 2020, CES de Las Vegas[6].
- Vision EQXX : 2022[7]
- Concept EQT Marco Polo : 2022[8]
- Vision One Eleven : 2023[9]
- CLA Concept : présenté au salon de l'automobile de Munich 2023[10].
- Mercedes-AMG PureSpeed concept : présenté au Grand Prix automobile de Monaco de Formule 1 2024[11].

Prototypes
- 140 Type 01 : imaginé et conçu par Ferdinand Porsche pour créer une voiture de tourisme - 1926.

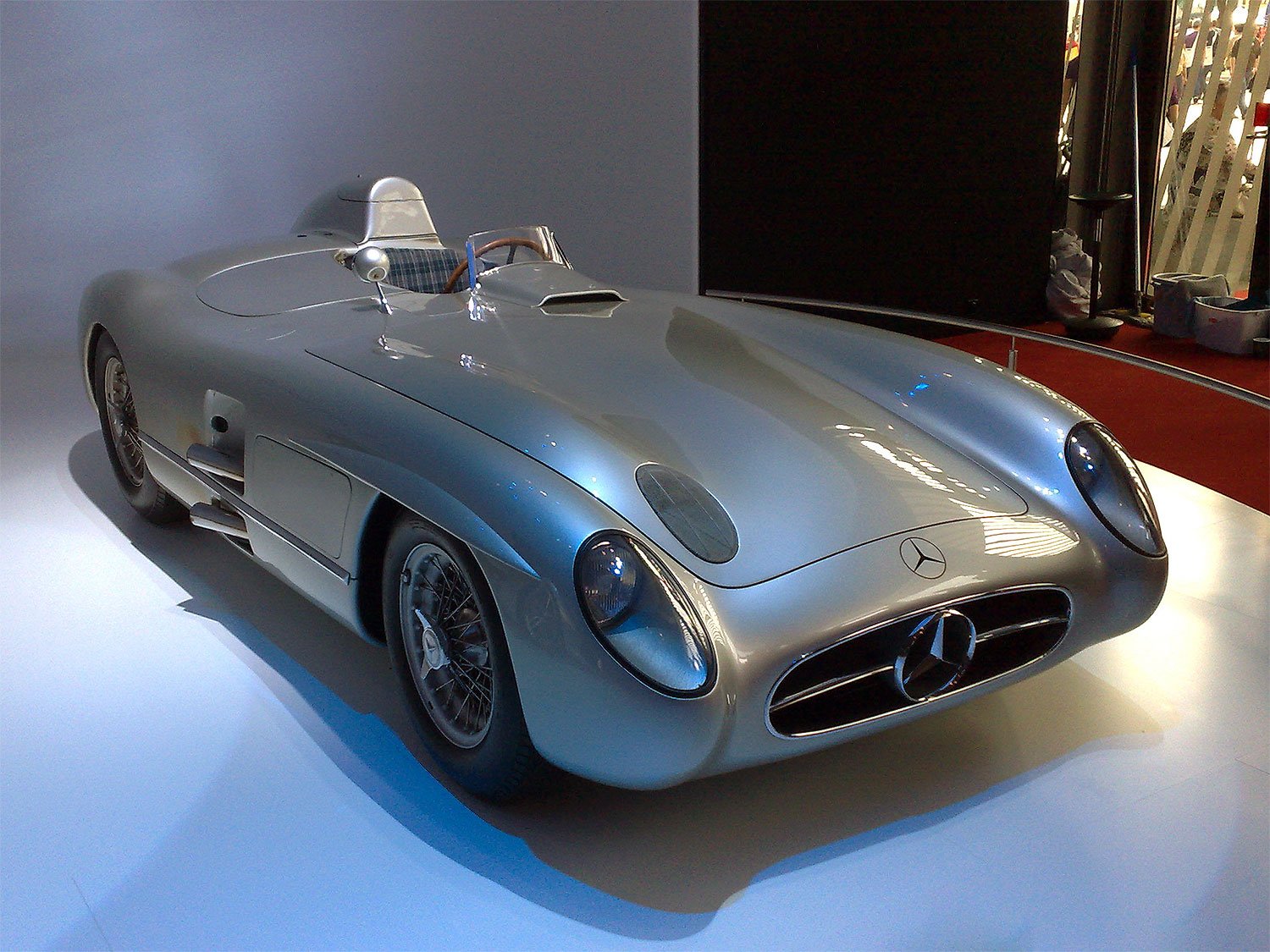
300 SLR
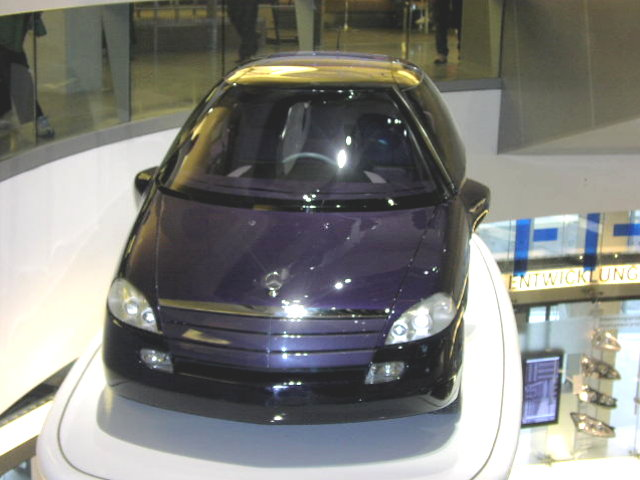
F 100
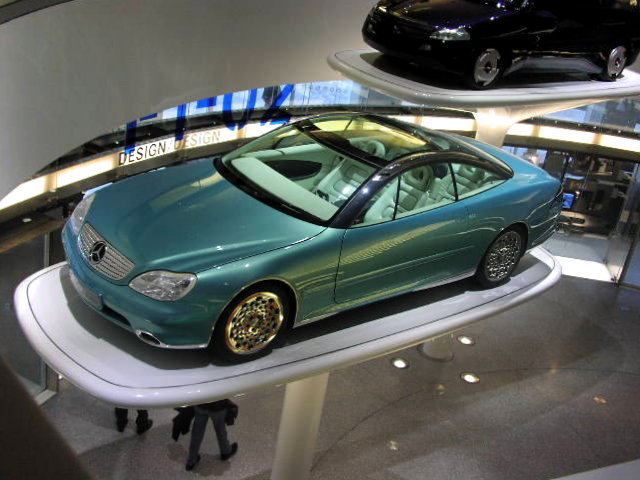
F 200 Imagination
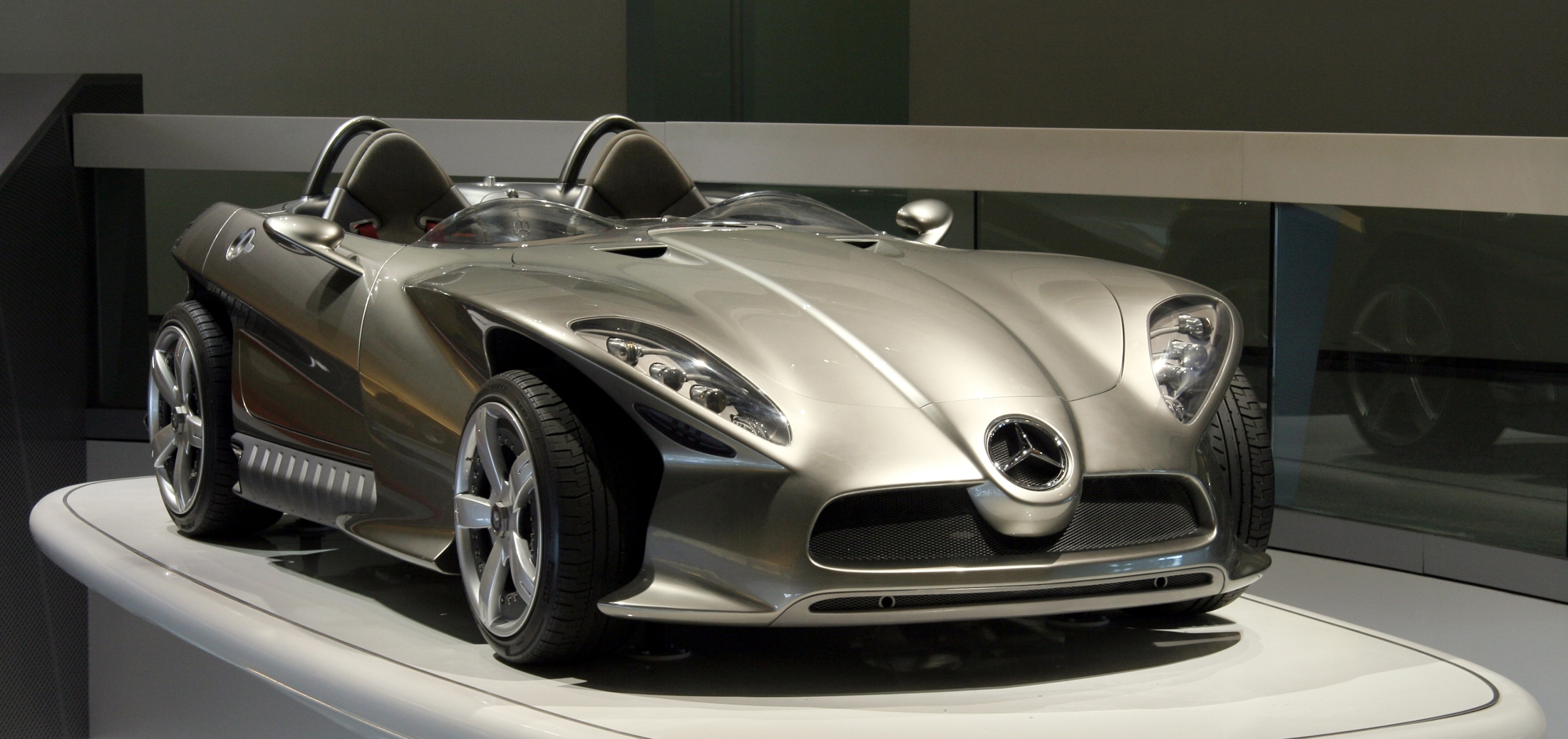
F 400
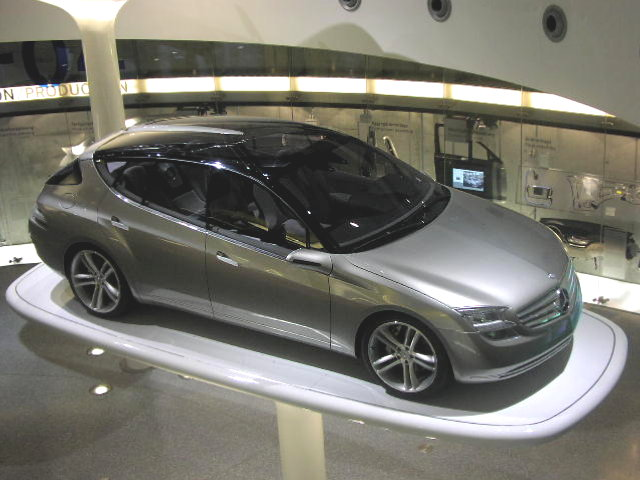
F 500 Concept
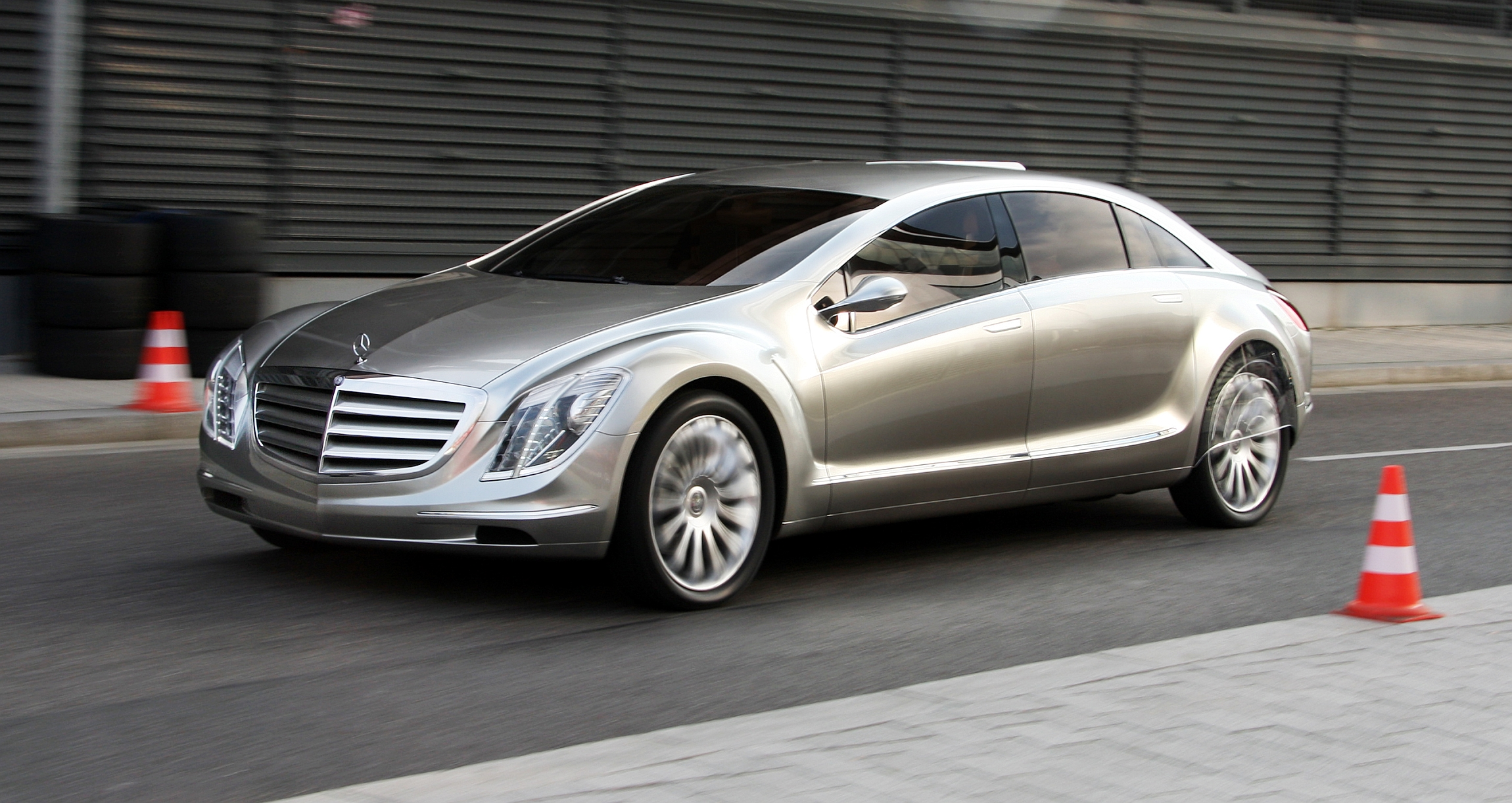
F 700
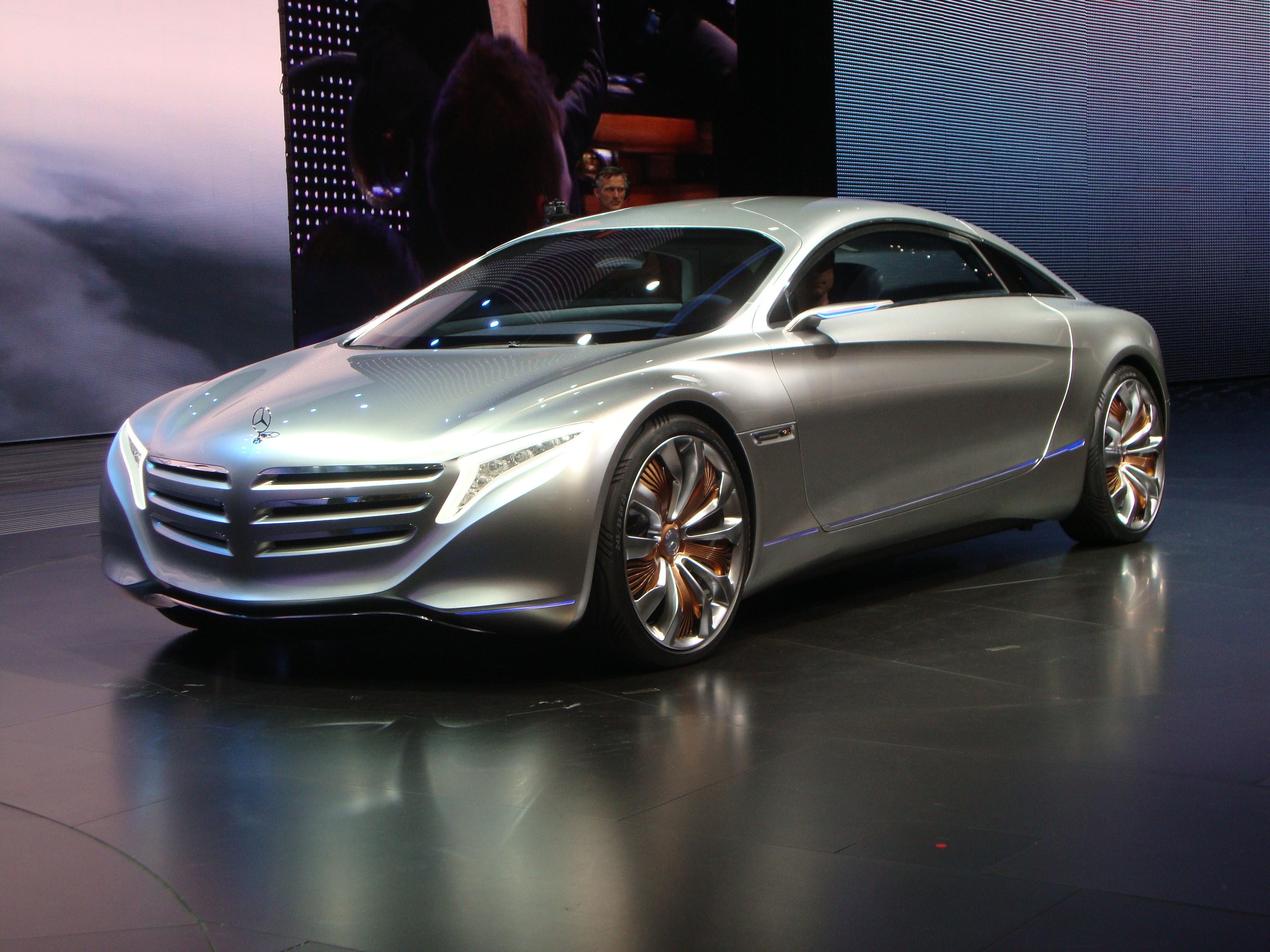
F 125
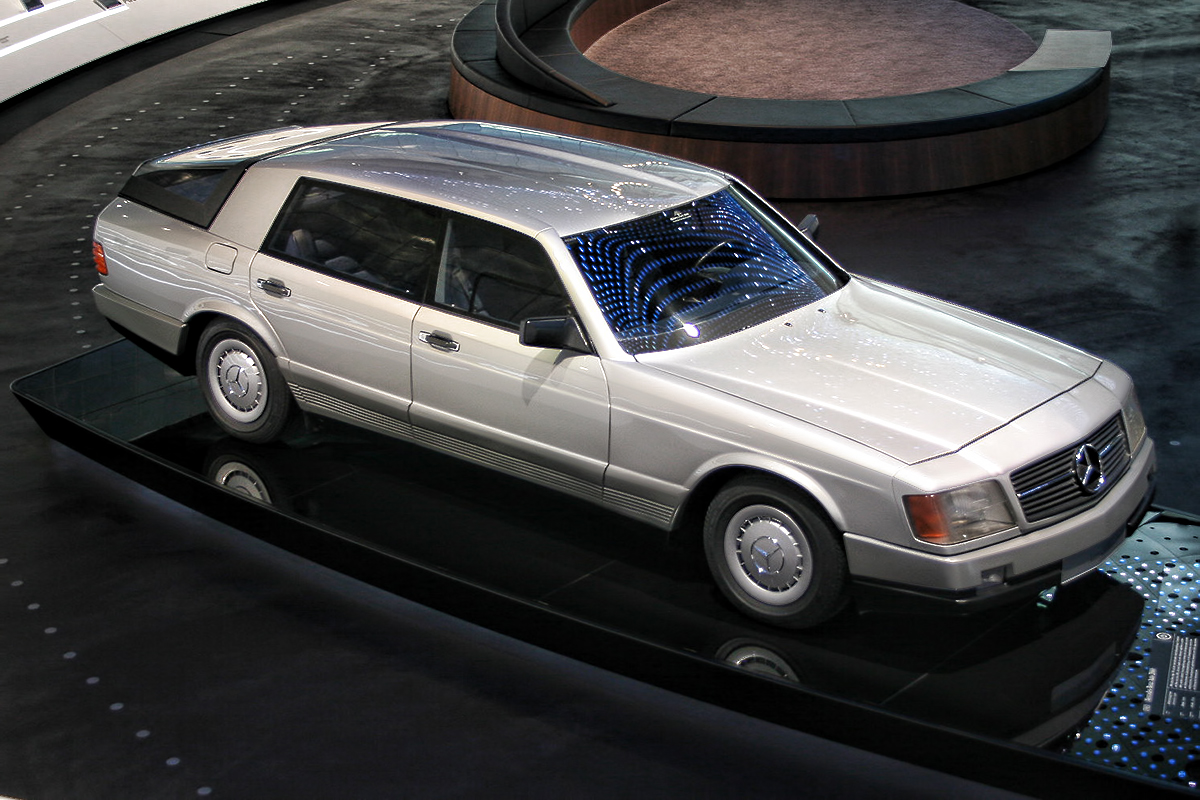
Auto 2000
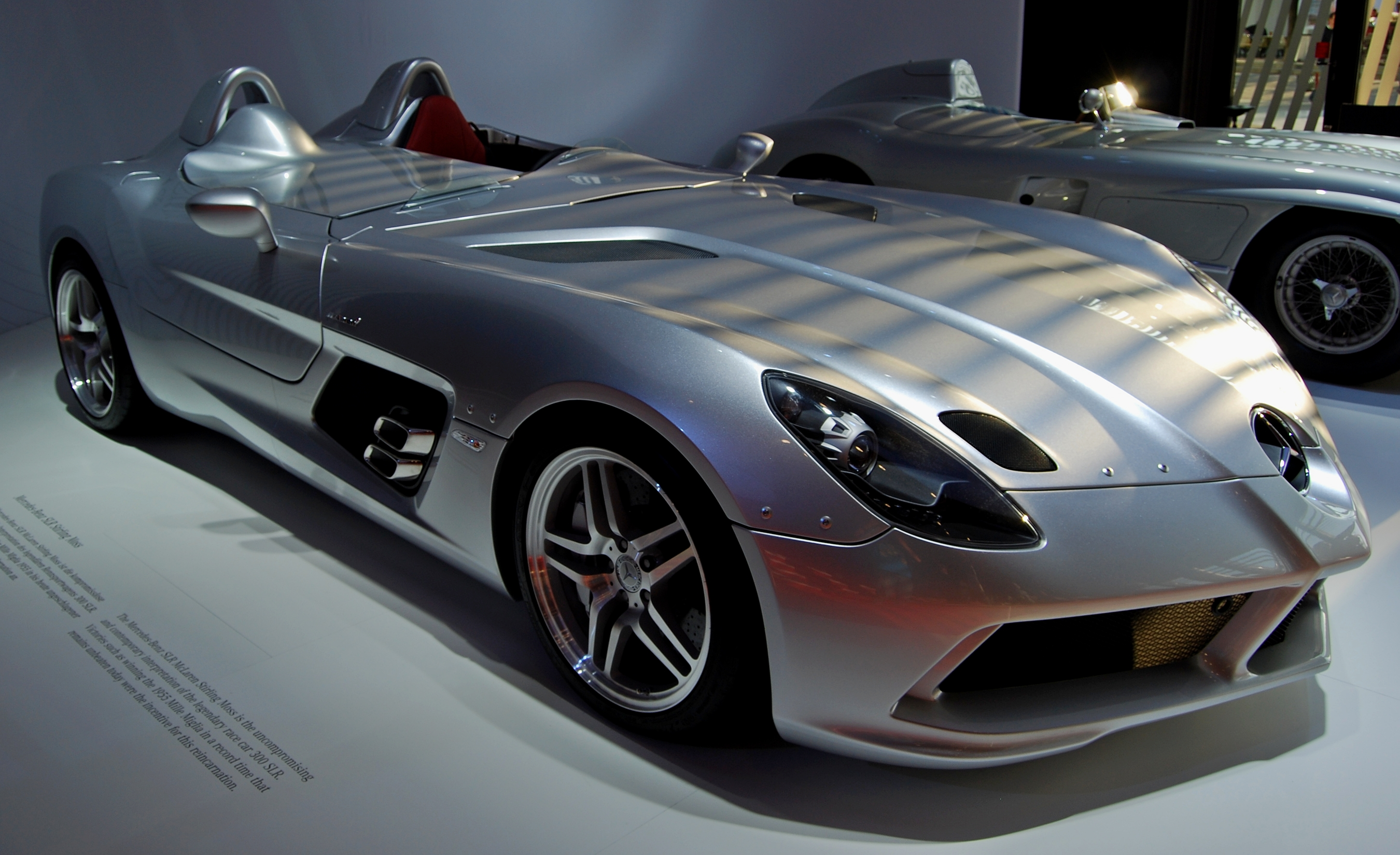
SLR Striling Moss
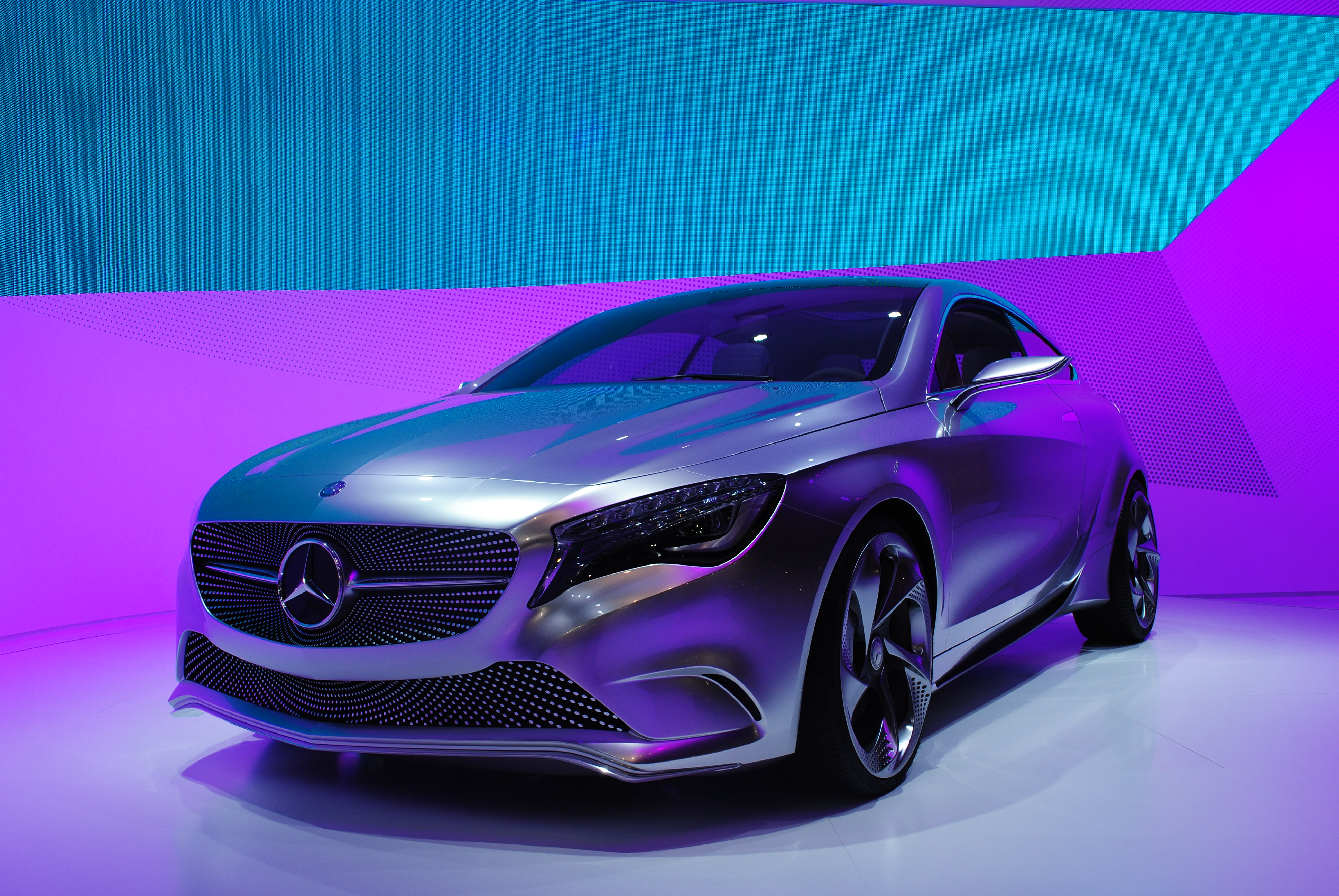
Concept A-Class
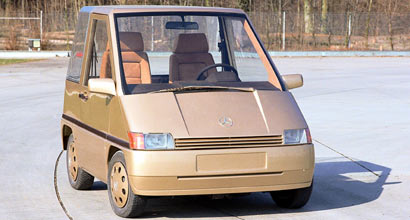
NAFA